# Бельгійська спадщина Лисичанська
Починаючи з другої половини XIX століття, вільний капітал Європи брав активну участь у розвитку промислового півдня тодішньої Російської Імперії. Основні країни-учасники — Бельгія, Франція, Англія, Німеччина. Іноземних капіталістів приваблювали величезні природні багатства, дешева робоча сила, висока норма прибутку.
Бельгійський інженер і підприємець Ернест Сольве і пермський купець Іван Любимов створили акціонерне товариство «Любимов, Сольве і Ко» для виробництва соди в Російській Імперії, яке в 1889 році прийняло постанову про будівництво содового заводу в селі Верхнє Катеринославської губернії. Поблизу були вода, сировина, і паливо: місцева крейда, соляні копальні Бахмуту багаті поклади вугілля у Лисичанську.
Вчений-хімік Дмитро Менделєєв, який побував на Донбасі в 1888 році, писав:
```
«Тут є всі умови, щоб робити дешеву соду, всякі солі і кислоти на содових заводах».
```

Будівництво содового заводу в Лисичанську почалося в 1890 році, а в квітні 1892 року завод став до ладу під назвою «Донецький содовий завод». Незабаром поруч з ним виник залізничний пост Любимівка, перейменований через кілька років в станцію Переїзну.
Для потреб службовців і робітників за проєктом бельгійських архітекторів була побудована чудова колонія: 300 квартир для сімейних і три казарми для самотніх. Була і їдальня для робітників. В її приміщенні влаштовувалися спектаклі, існував духовий оркестр з робітників, який грав тричі на тиждень в заводському парку, а взимку — в їдальні.
У 1893 році було побудовано першу підвісну канатну дорогу (ПКД). Вона з'єднала содовий завод з Лисичанськими шахтами «Дагмара», яку почало орендувати товариство та з власною шахтою «К. Скальковський» у1900 р. Цією дорогою доставляли вугілля на содовий завод на відстань 4 версти. Крейдяний кар'єр безпосередньо примикав до заводу, але, щоб перетнути залізницю, теж знадобилась ПКД. У 1905 ПКД була прокладена до нового крейдяного кар'єру поблизу села Секменівка.
Поруч с заводом на початку  19 ст. було побудовано невеличке містечко з усією інфраструктурою, частина будівель залишилась і на початок повномасштабного російського вторгнення.
Усі будівлі на промислових майданчиках ліквідовані після зупинки заводу у 2012 р.
З 2018 року громадські активісти почали кампанію по збереженню бельгійської спадщини.
Більшість будівель повністю знищені внаслідок збройної агресії РФ у 2022 році.

## Будинок для приїжджих (готель)
Архітектурний стиль - модерн.
Зручне місце розташування біля станції Переїзна (до 1912 р.- Любимівка) довгий час сприяло використанню будівлі за призначенням.
У вісімдесятих роках XX століття використовувалося як приміщення інфекційного відділення дитячої лікарні. Знищено на початку 2000х.

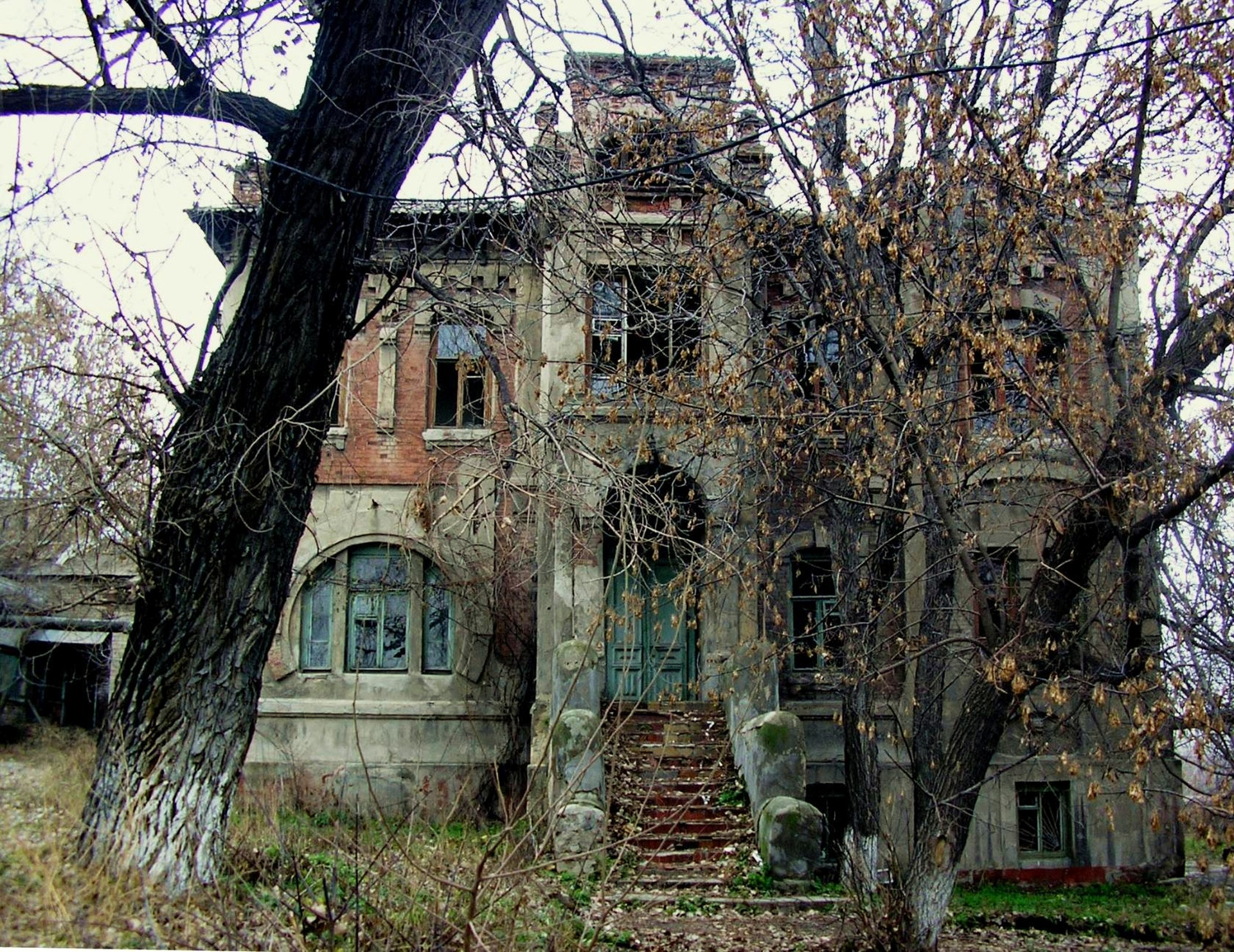
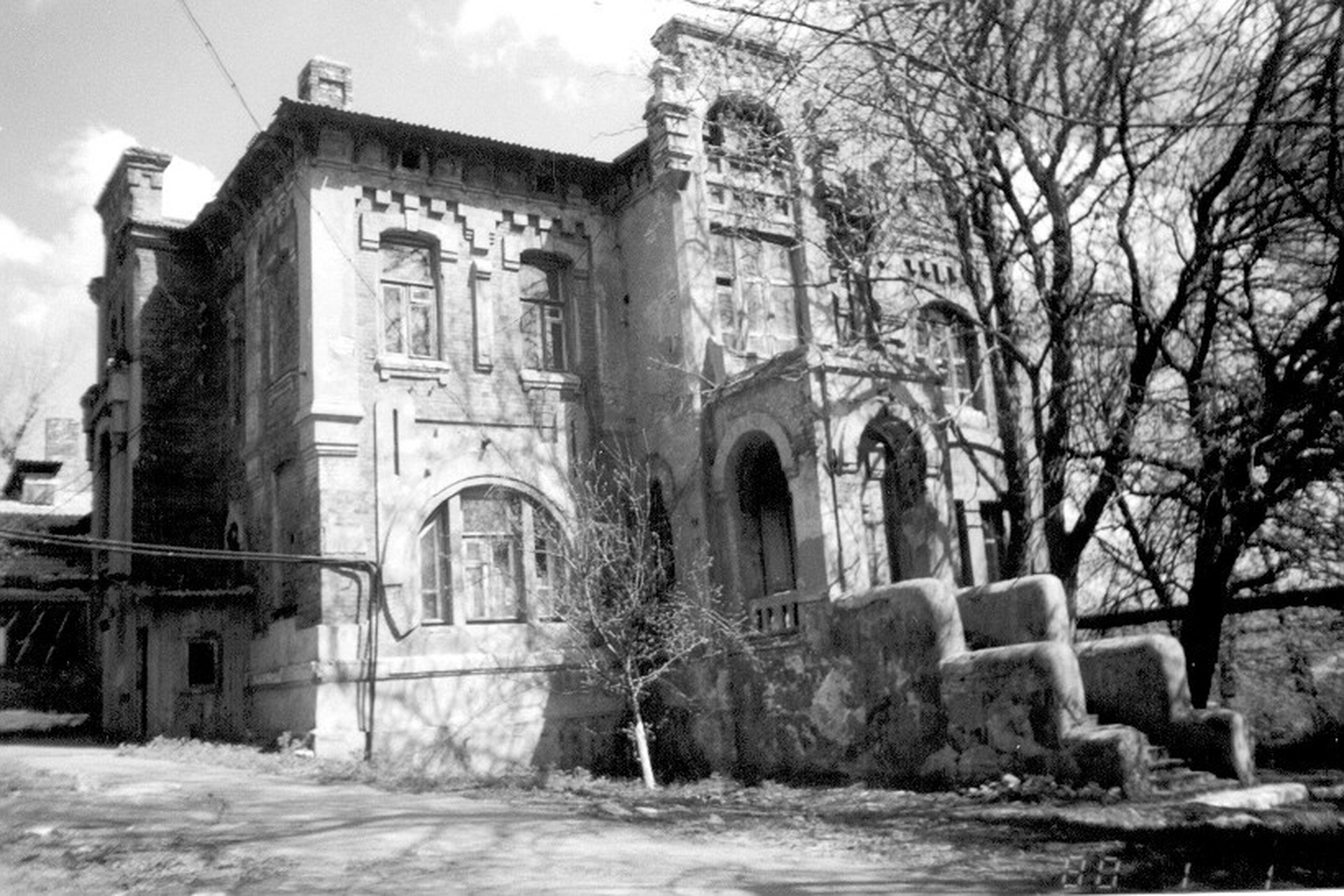
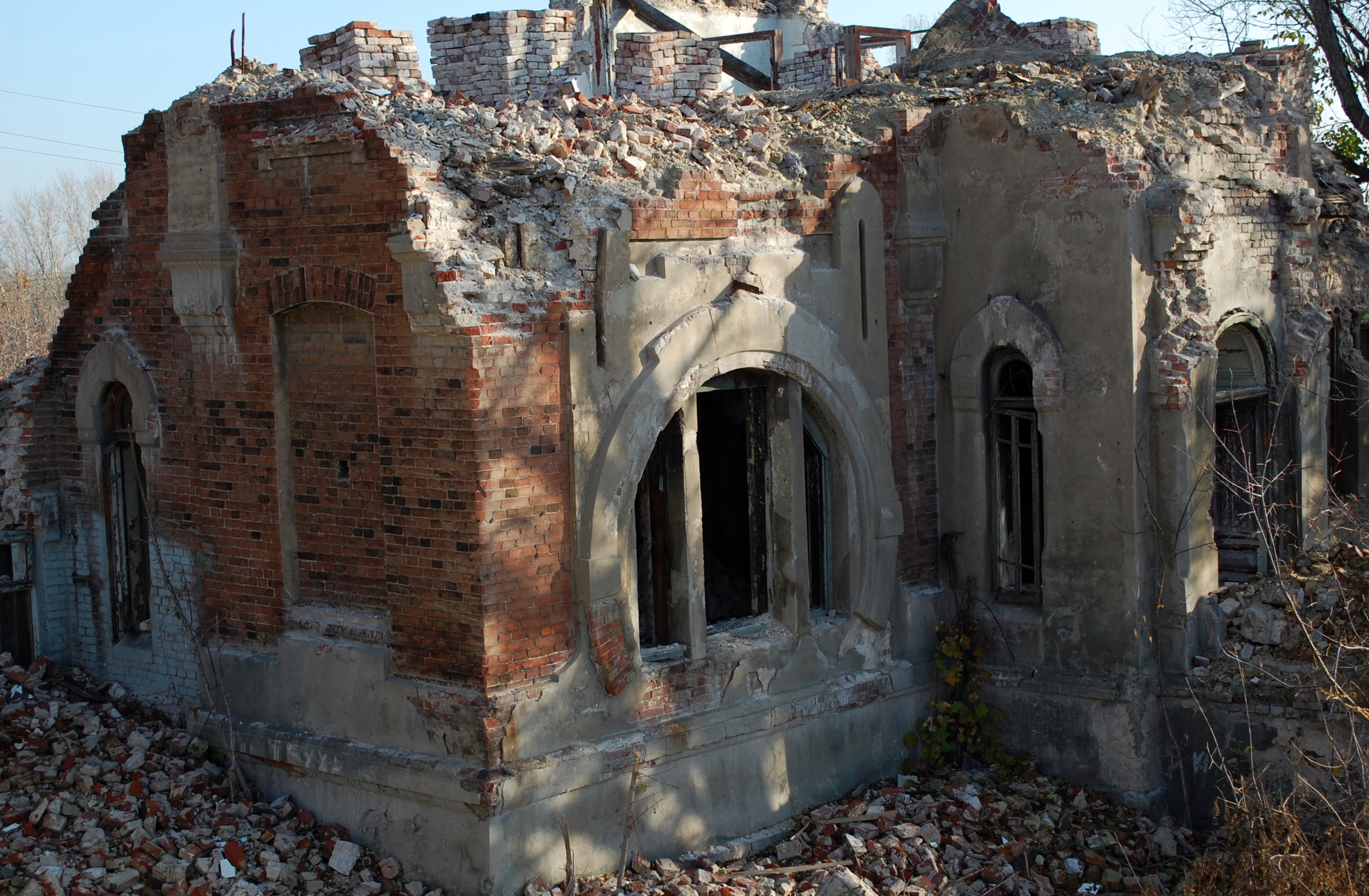
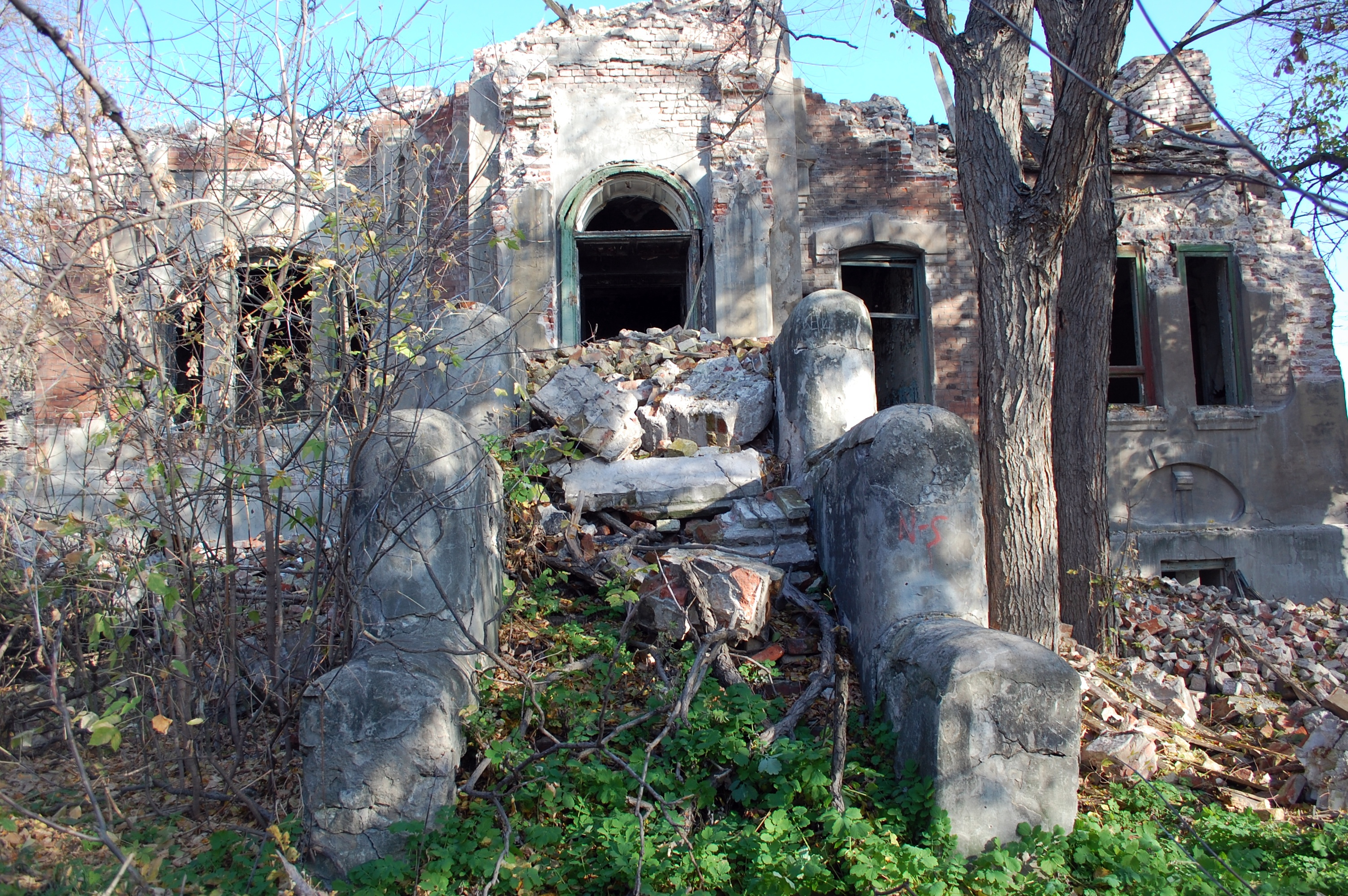

## Адміністративна будівля заводу (пізніше - дитячалікарня)
Дитяча лікарня вибудувана з червоної цегли, з великою кількістю розеток, обрамлень, вікон і дверних прорізів, карнизів, прикрашених фігурною цеглою. Шатрова покрівля, декор та форма фасаду будівлі істинно неповторні і незвичайні. Все це, а також обтічно гнучкі форми будівлі, свідчать про яскраво виражений стиль модерн.
Час і тривала експлуатація будівлі призвели до втрати багатьох деталей декору. Останній ремонт, вже в XXI столітті, виконаний без усвідомлення значення використовуваного архітектурного рішення тільки погіршив зовнішній вигляд однієї з найдавніших будівель міста.
На 24.02.2022 будівля існувала.
- Адреса: вулиця В. Сосюри, 2  (На мапі Google)

## Будинок директора заводу «Донсода»

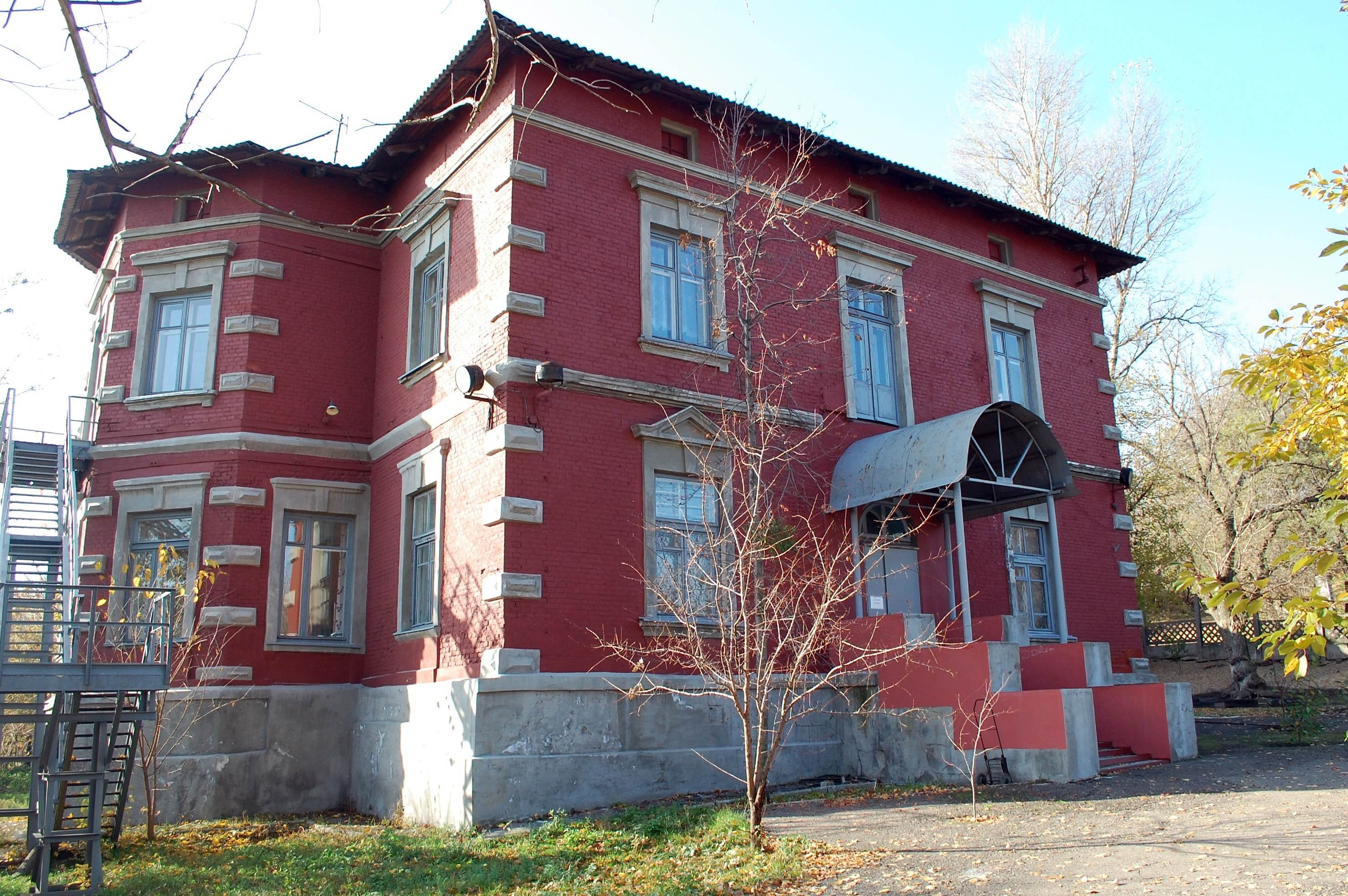
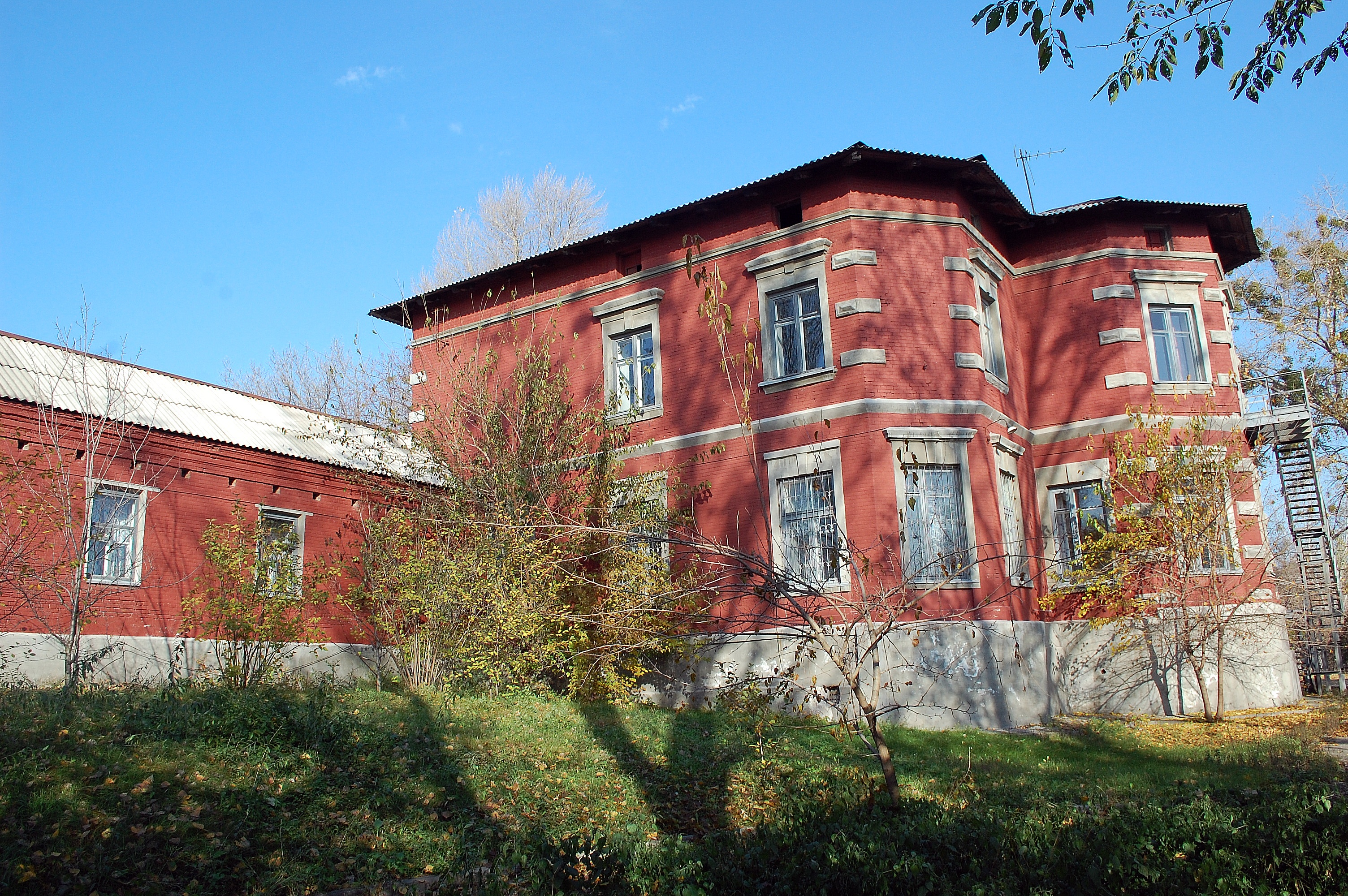
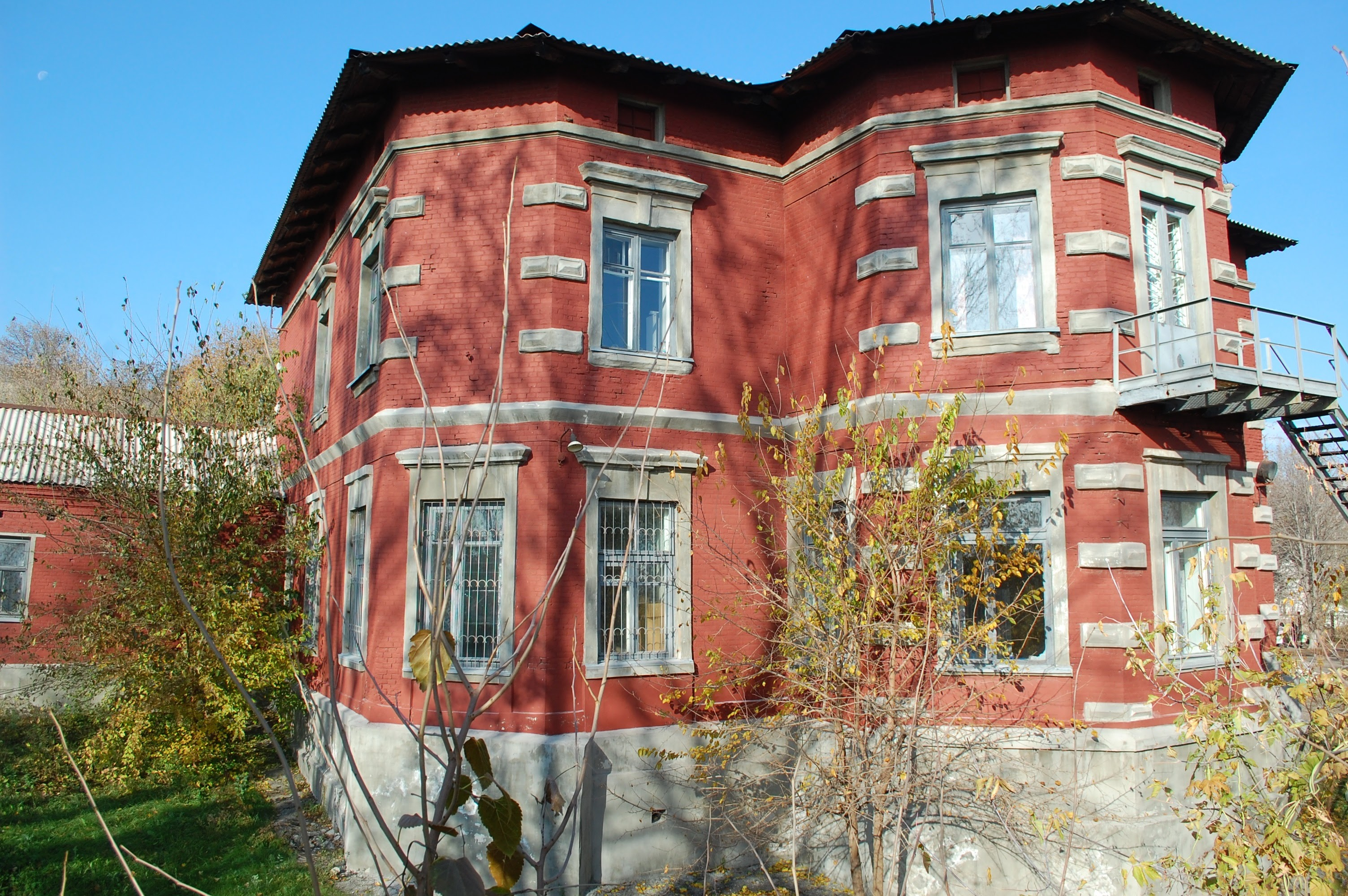
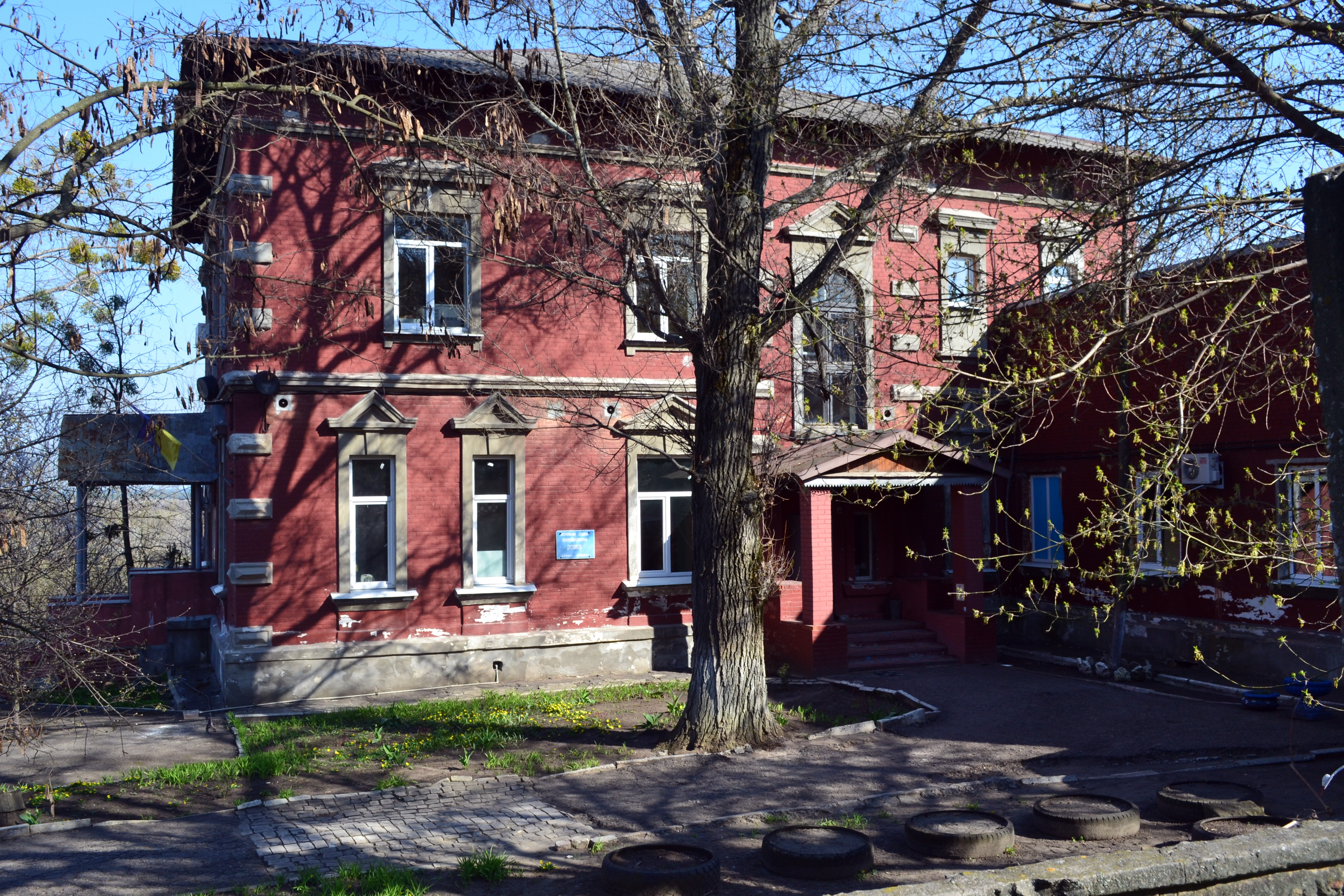

Пам'ятка архітектури
На схилі Робочої гори, в 200 метрах від заводу знаходиться двоповерхова будівля, побудована у 1891 році - колишній будинок директора содового заводу Сигізмунда Теплиця.
Особняк збудований в архітектурному стилі модерн, який тоді тільки починав зароджуватися в європейській культурі. Фасади орієнтовані на схід. Будівля двоповерхова, містить підвал і приміщення на горищі. З житлових приміщень будинку відкривався краєвид на завод Донсода.
Побудова симетрична, посередині виступає п'ятигранний еркер з балконом на другому поверсі. Дах шатровий. Фундамент піщаний, стіни з червоної керамічної цегли. 
Згідно з даними архівних документів, при прийнятті в експлуатацію содового заводу у квітні 1892 року він був зазначений як будинок-особняк директора заводу. 
У XX столітті особняк використовувався як дитячий садок, звідси й прибудови, і протипожежна металева драбина.
Зараз - обласний туберкульозний диспансер.  

Згорів від обстрілів у 2022
- Адреса: вулиця В.Сосюри, 2  .   (На мапі Google)

## Житлові багатоквартирні двоповерхові будинки для робітників.
Серія з семи житлових двоповерхових будинків була збудована з червоної керамічної цегли з характерними для того часу балочними дерев'яними перекриттями, шатровим дахом. Навіть при будівництві будинків для робітників бельгійські архітектори дотримувалися постулатів європейського мистецтва і прикрашали будівлі фронтонами лише на торцях. Будинки побудовані на схилі вулиці, з постійним поворотом, витончено повторюючи кривизну останньої. Всі вони орієнтовані довгою стороною на південь. 
У дворах передбачені допоміжні технічні споруди.
Залишаючись житловими, ці споруди вкрай потребують капітального ремонту.
Адреси: вул. В. Сосюри 8, 10, 12, 14, 16, 18, 20.

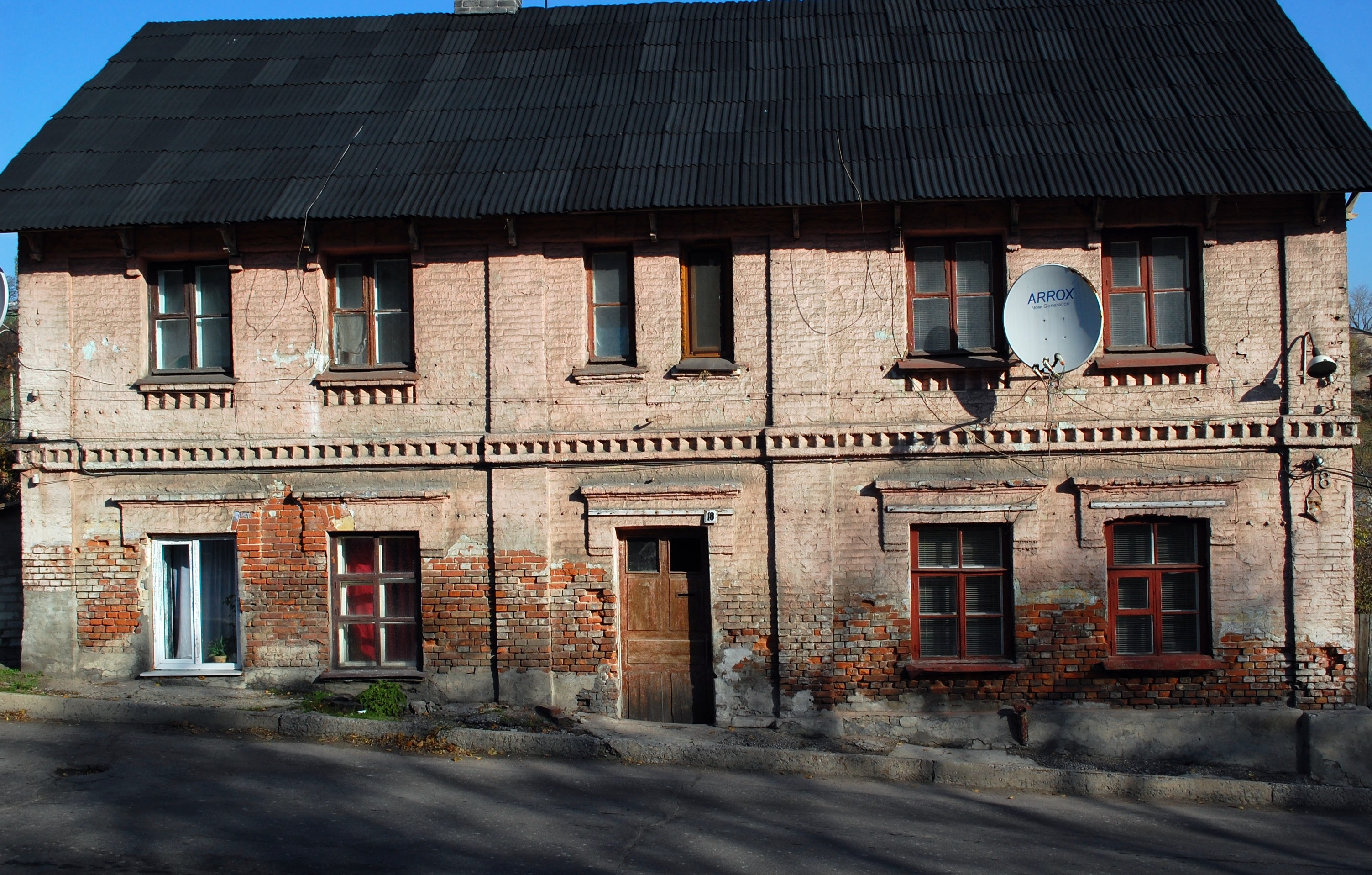
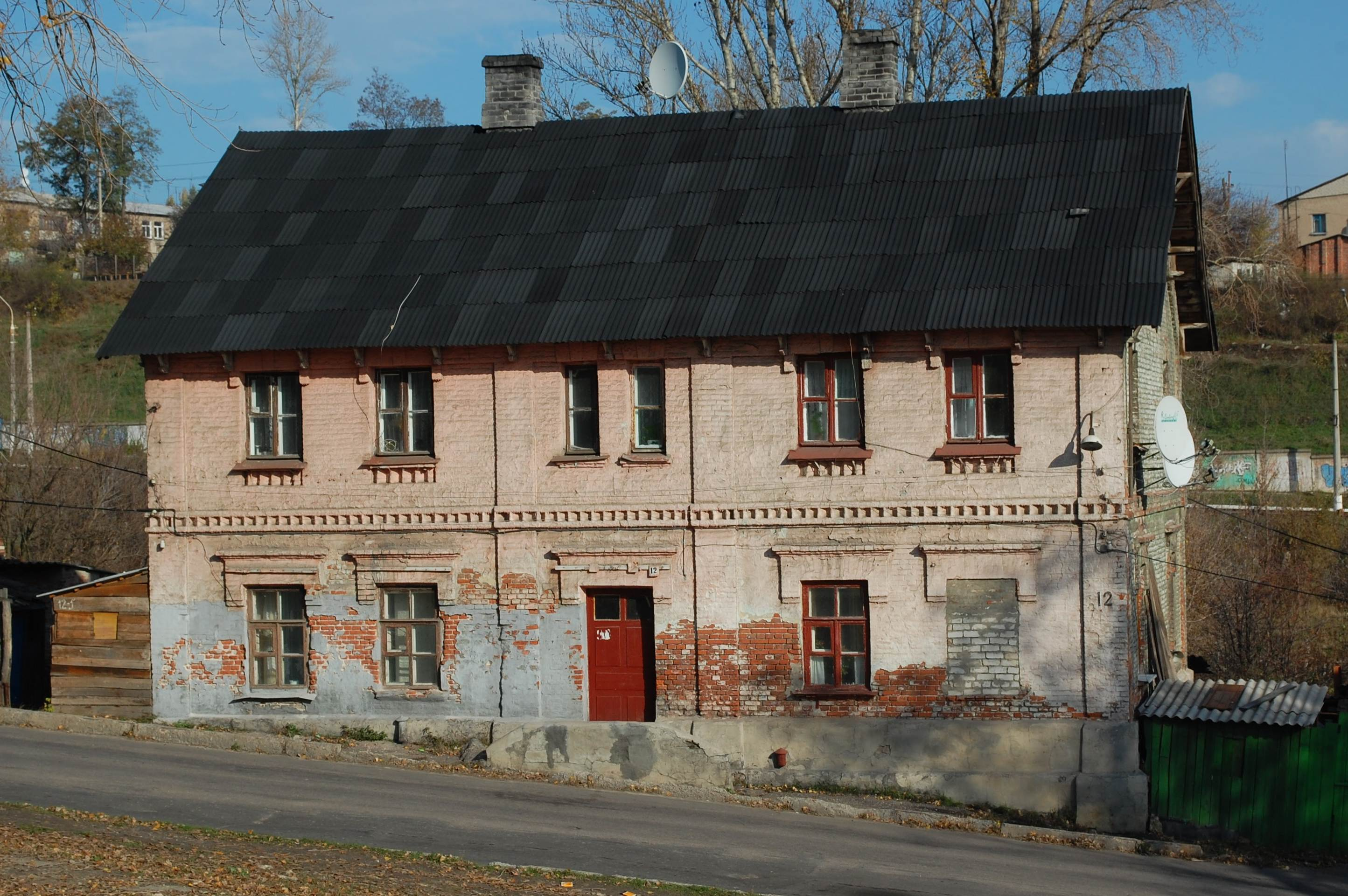
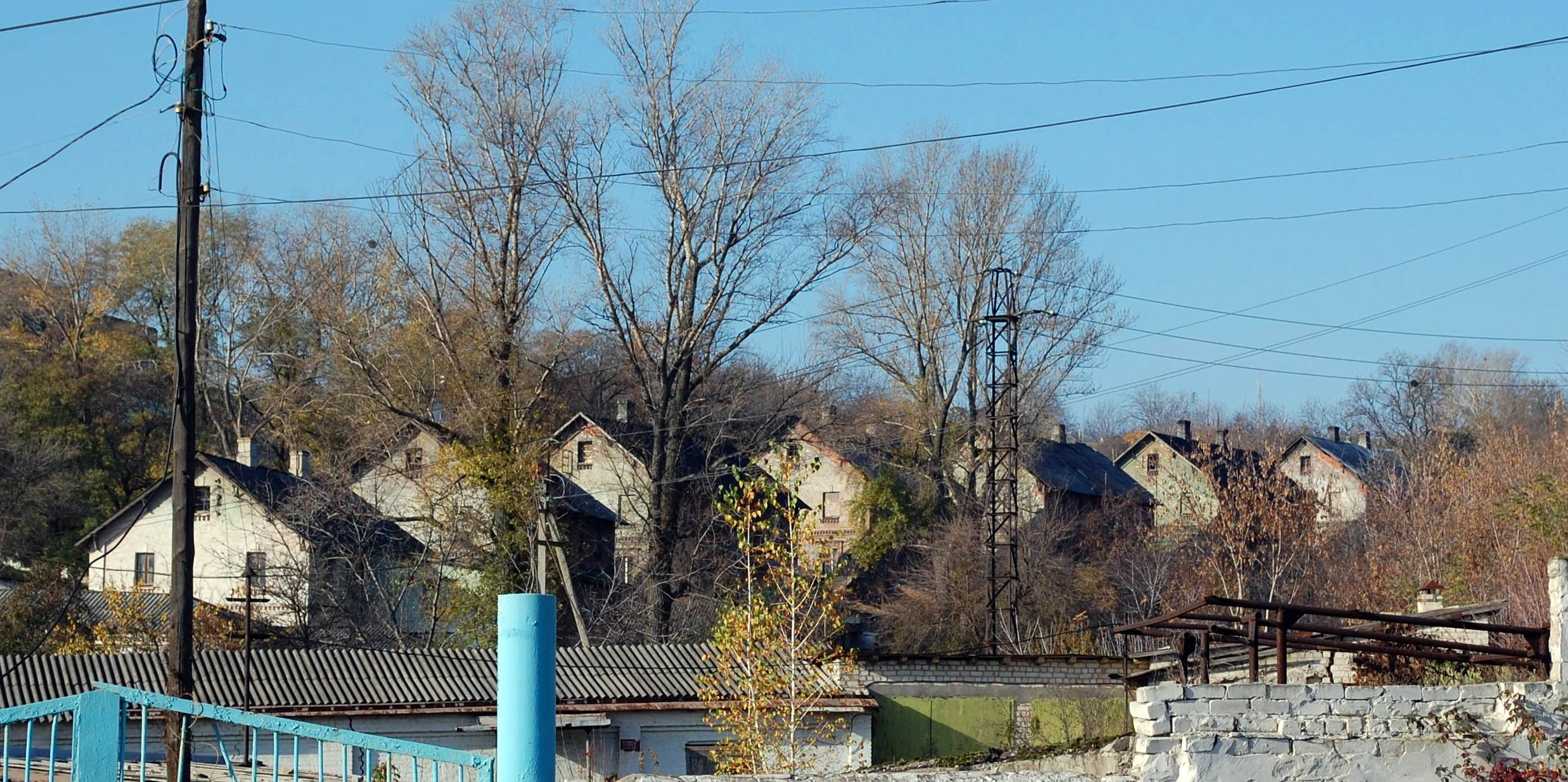
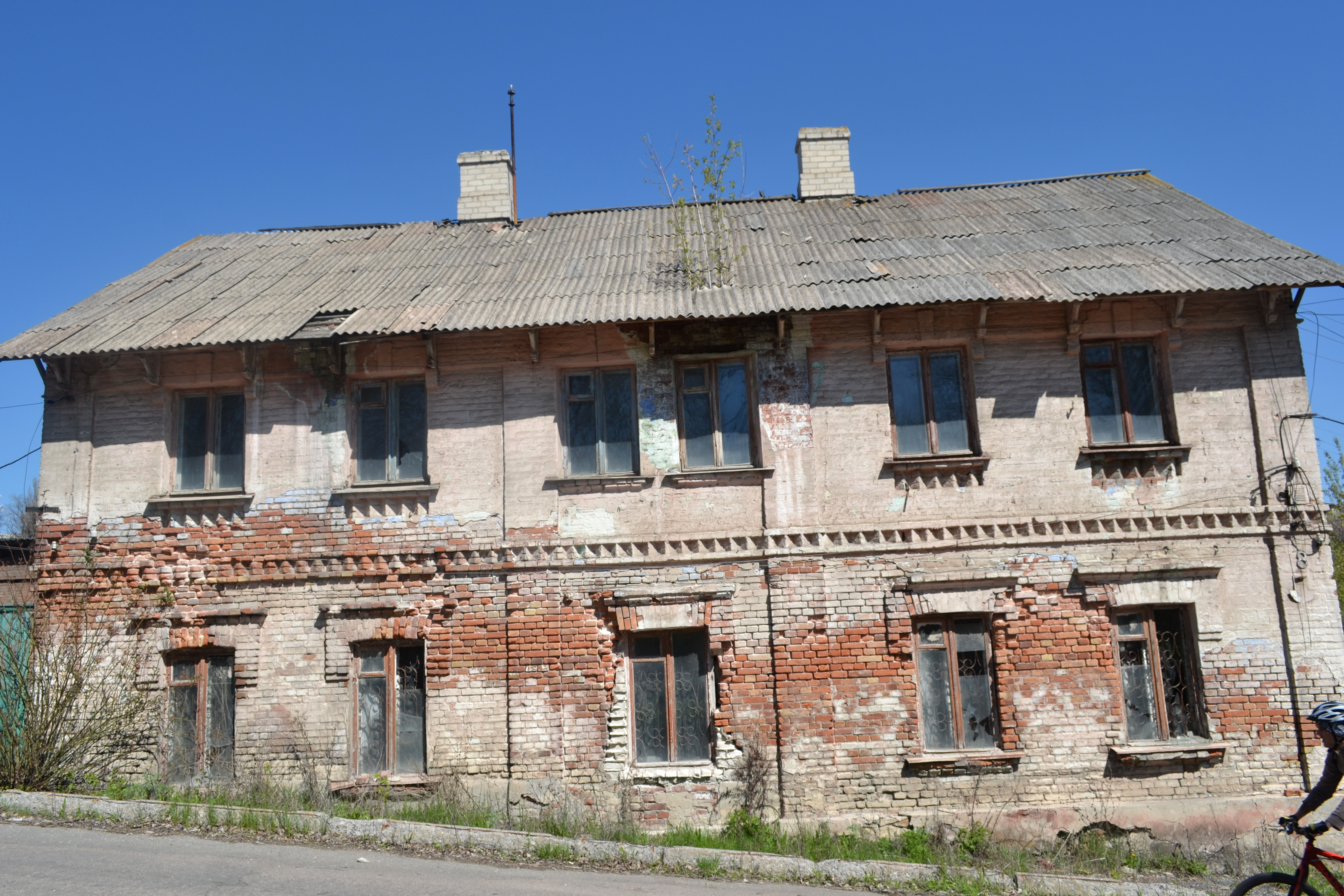
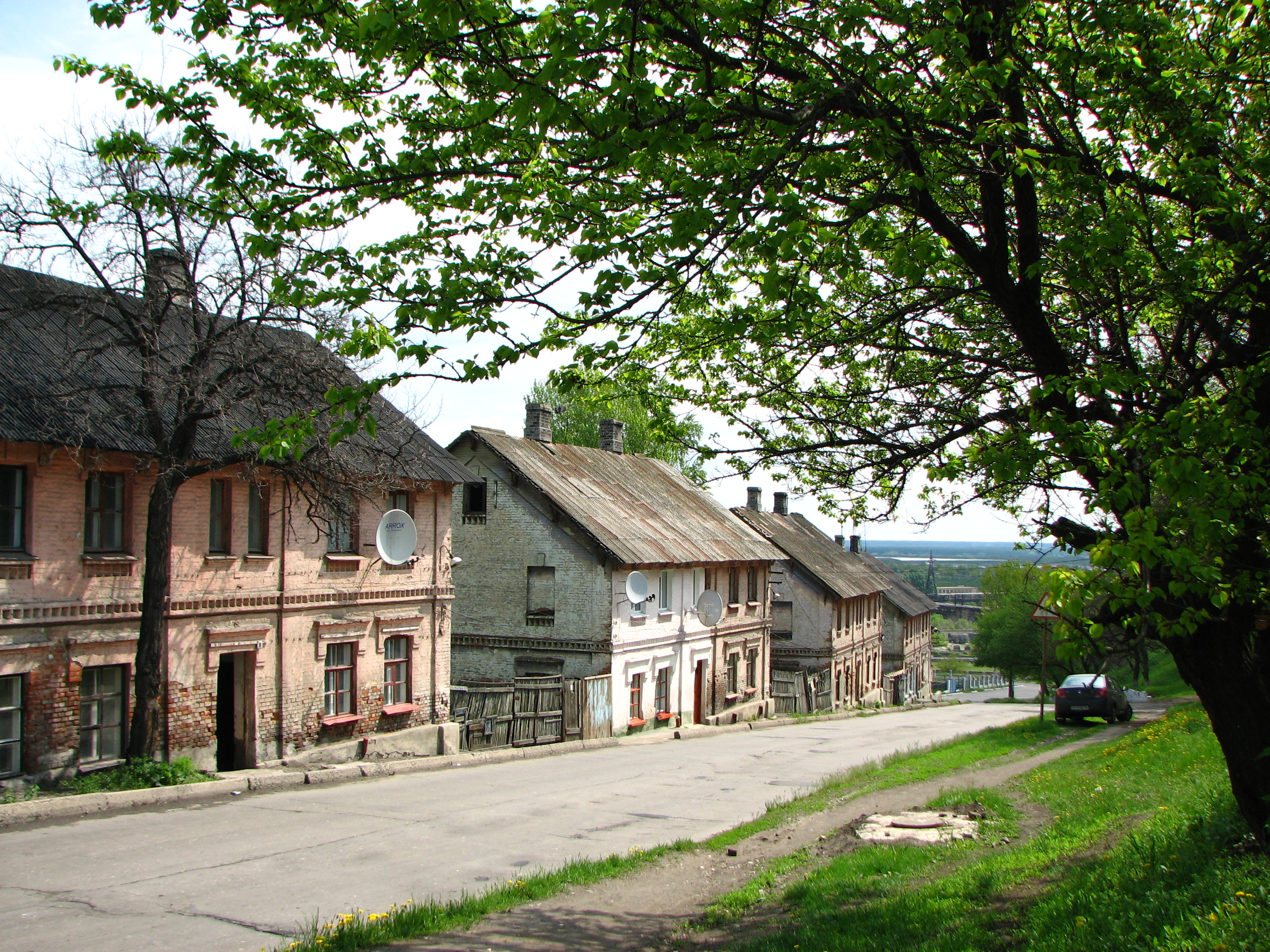

## Котеджний квартал на вул. Промисловій
Житловий комплекс був сформований навколо і вище будинку директора на Робочій горі. Це архітектурний ансамбль з 4-х двоповерхових будинків і 3-х одноповерхових. Будинки призначалися для інженерно-технічних працівників.
Точну дату будівництва встановити не вдалося, ймовірно це період початку XX століття, до 1917 року. 
У 1932 році при будівництві Ремісничого училища, планування кварталу частково порушено через вилучення земельних ділянок для потреб училища.
Адреси: вул. Промислова 1, 2, 3, 4, 5, 6, 7.

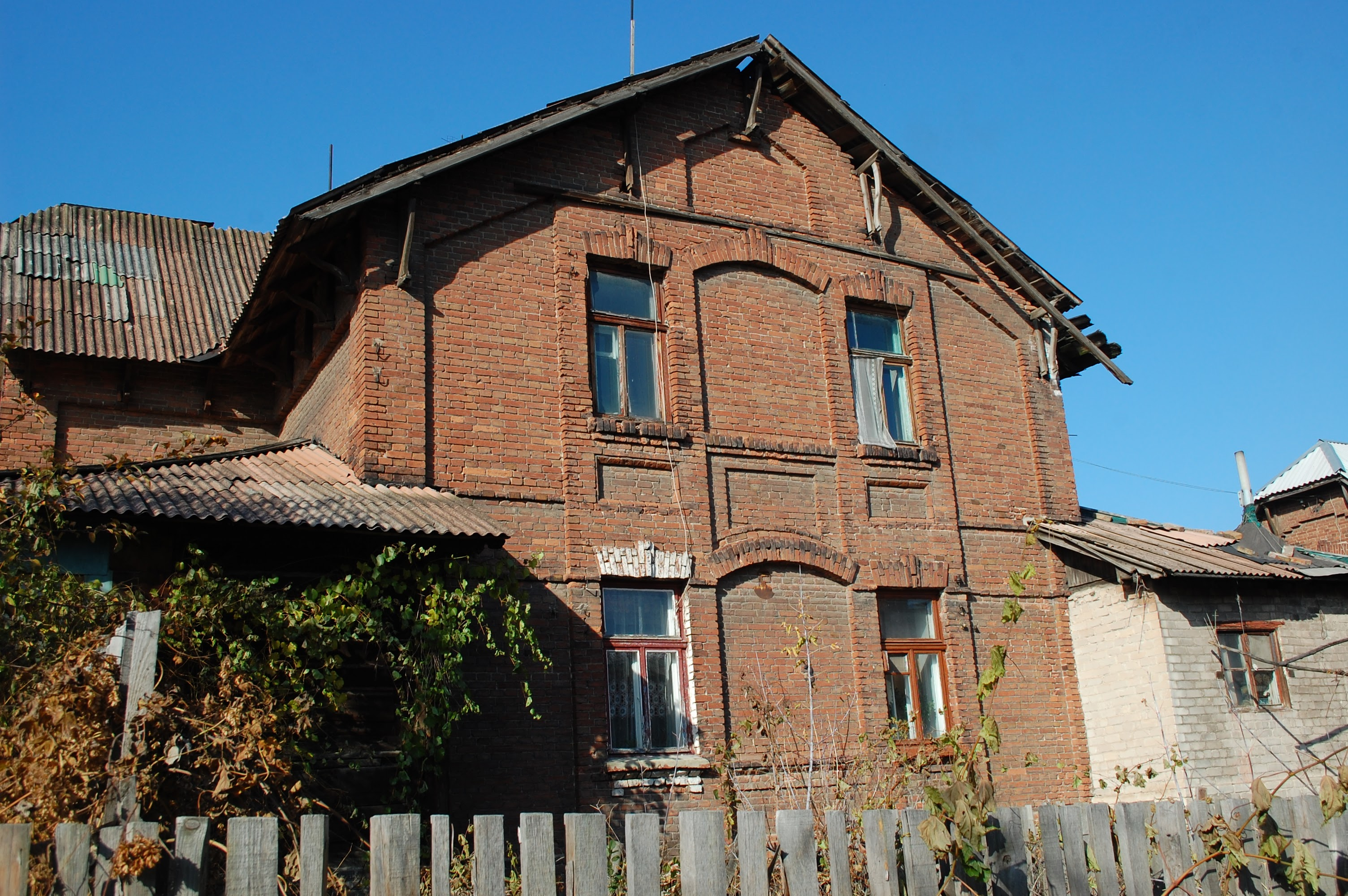
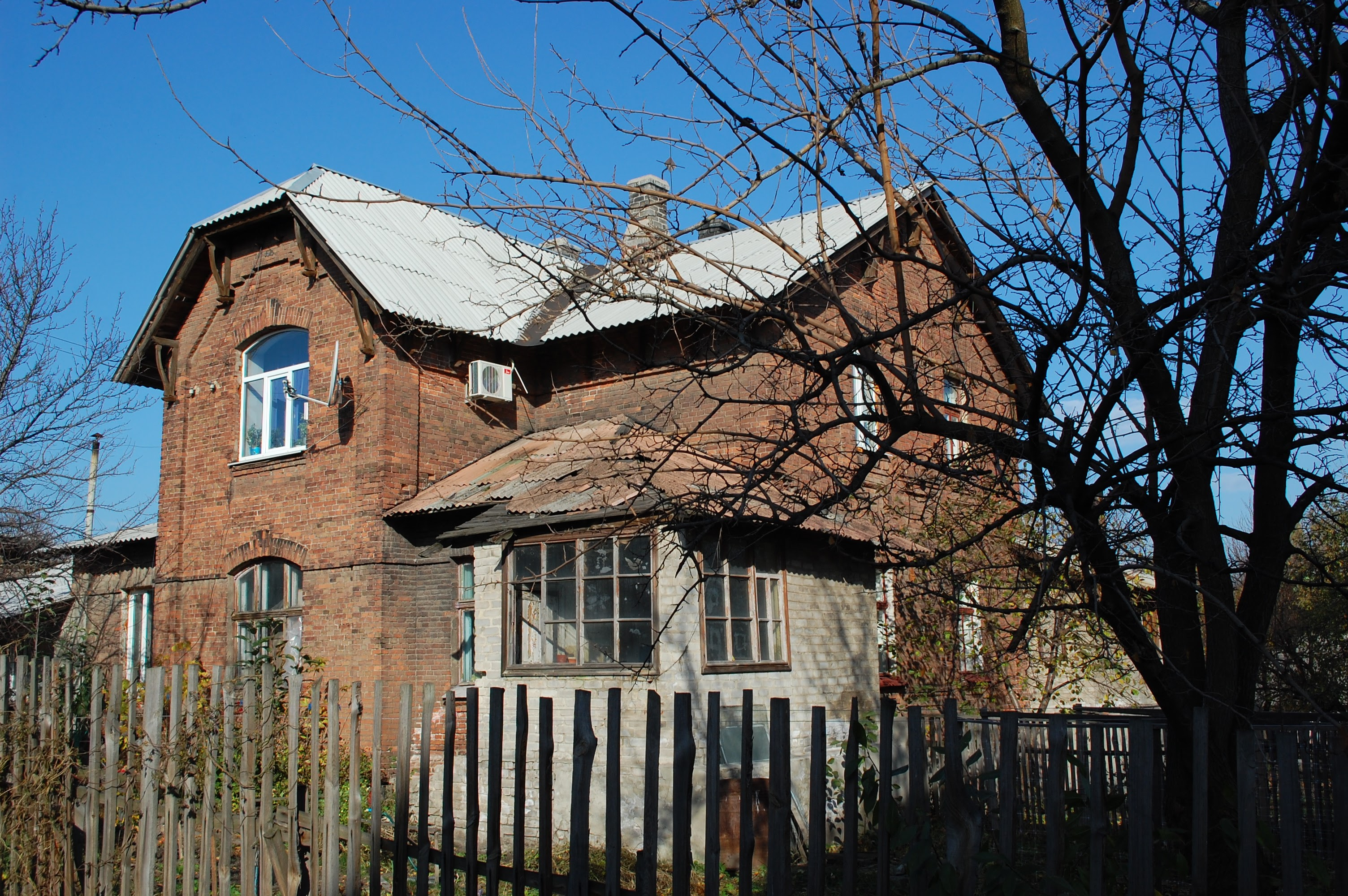
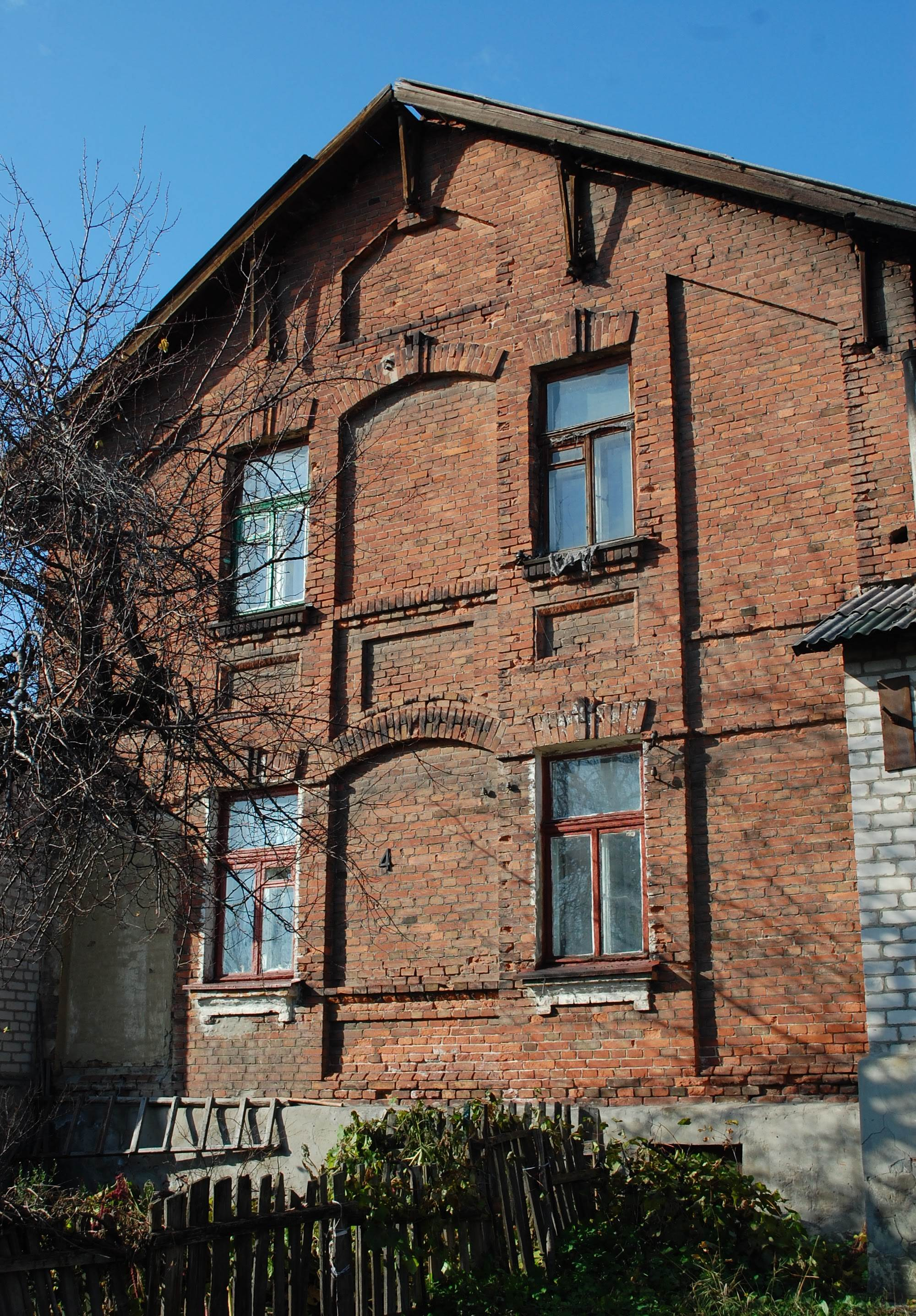
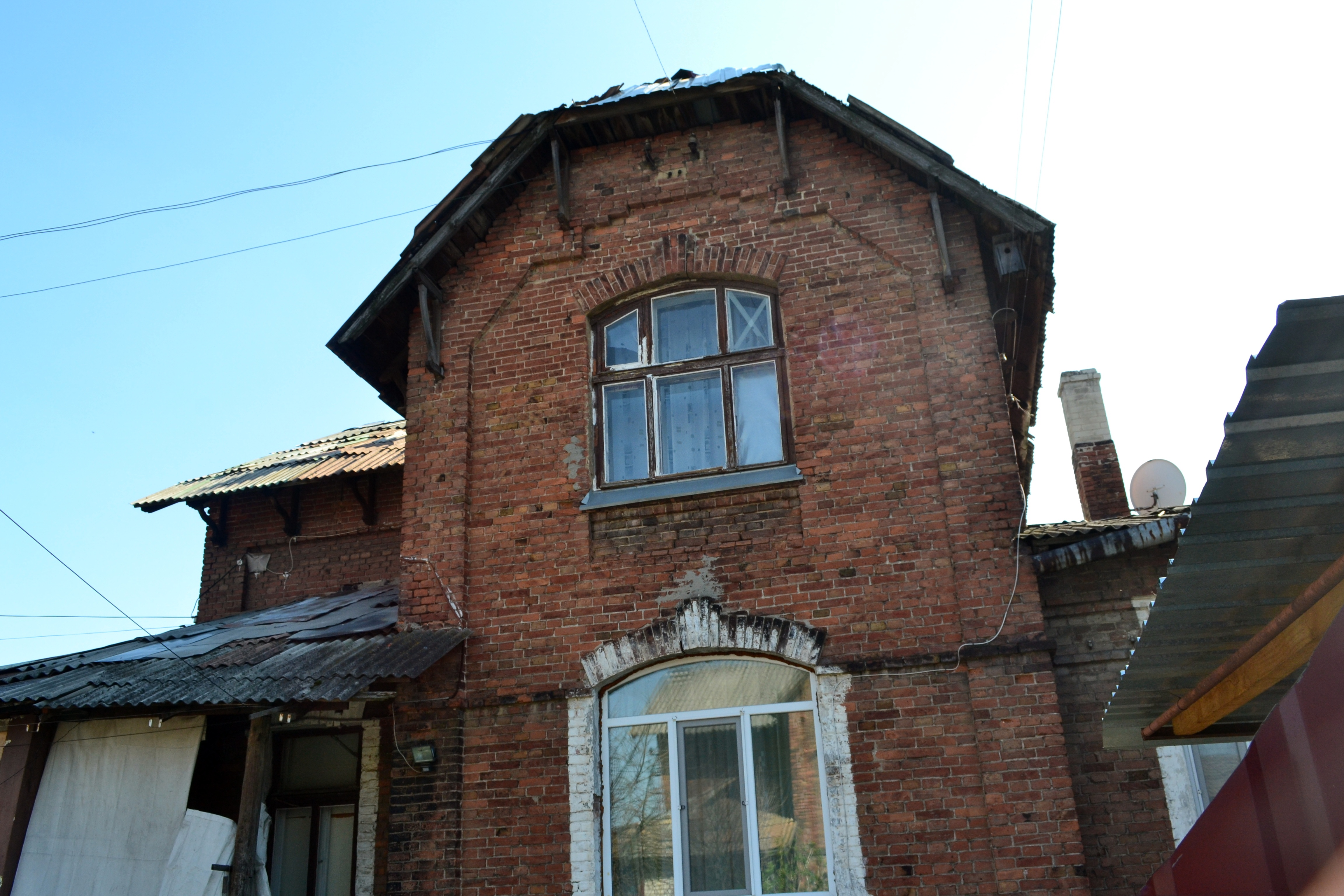
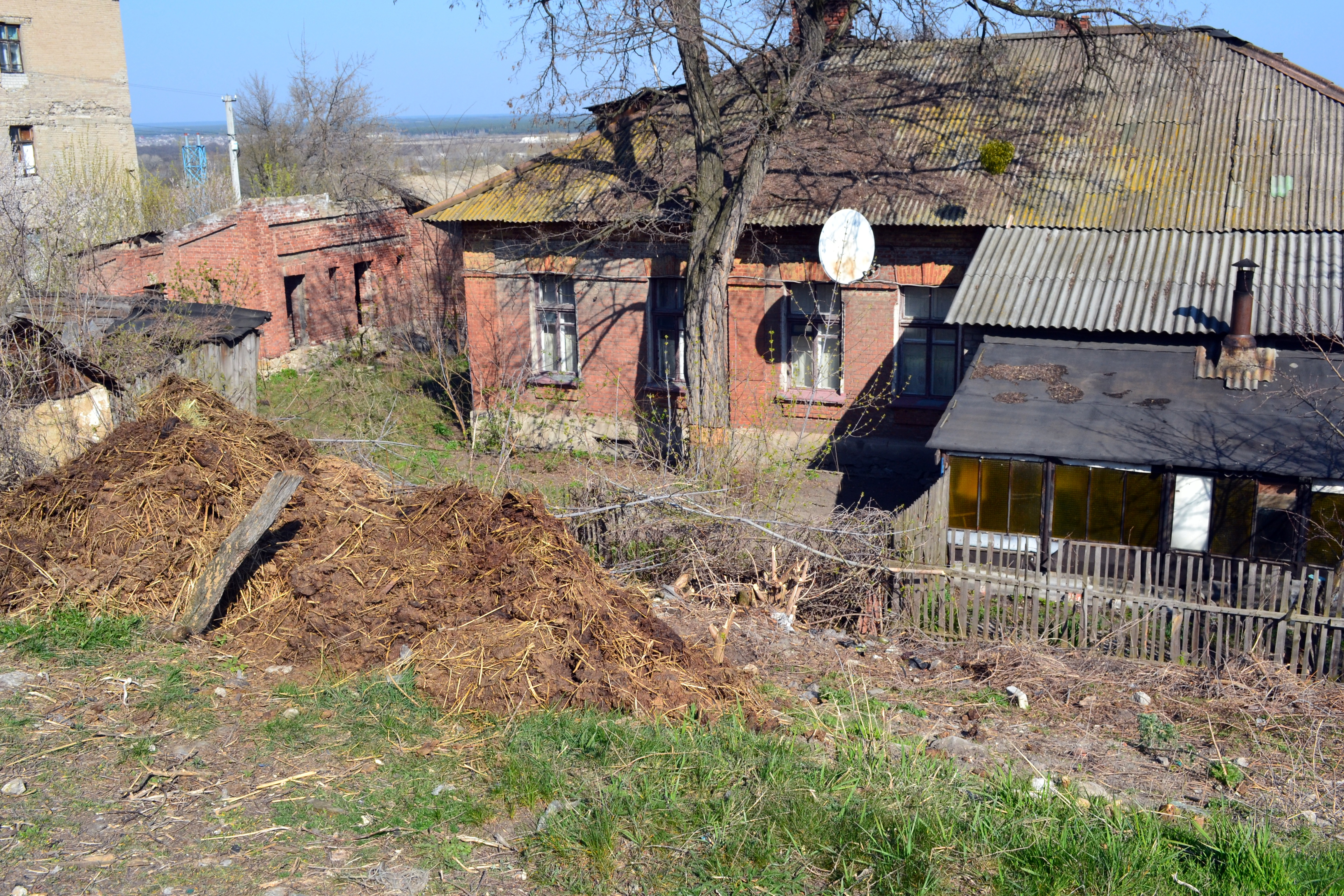
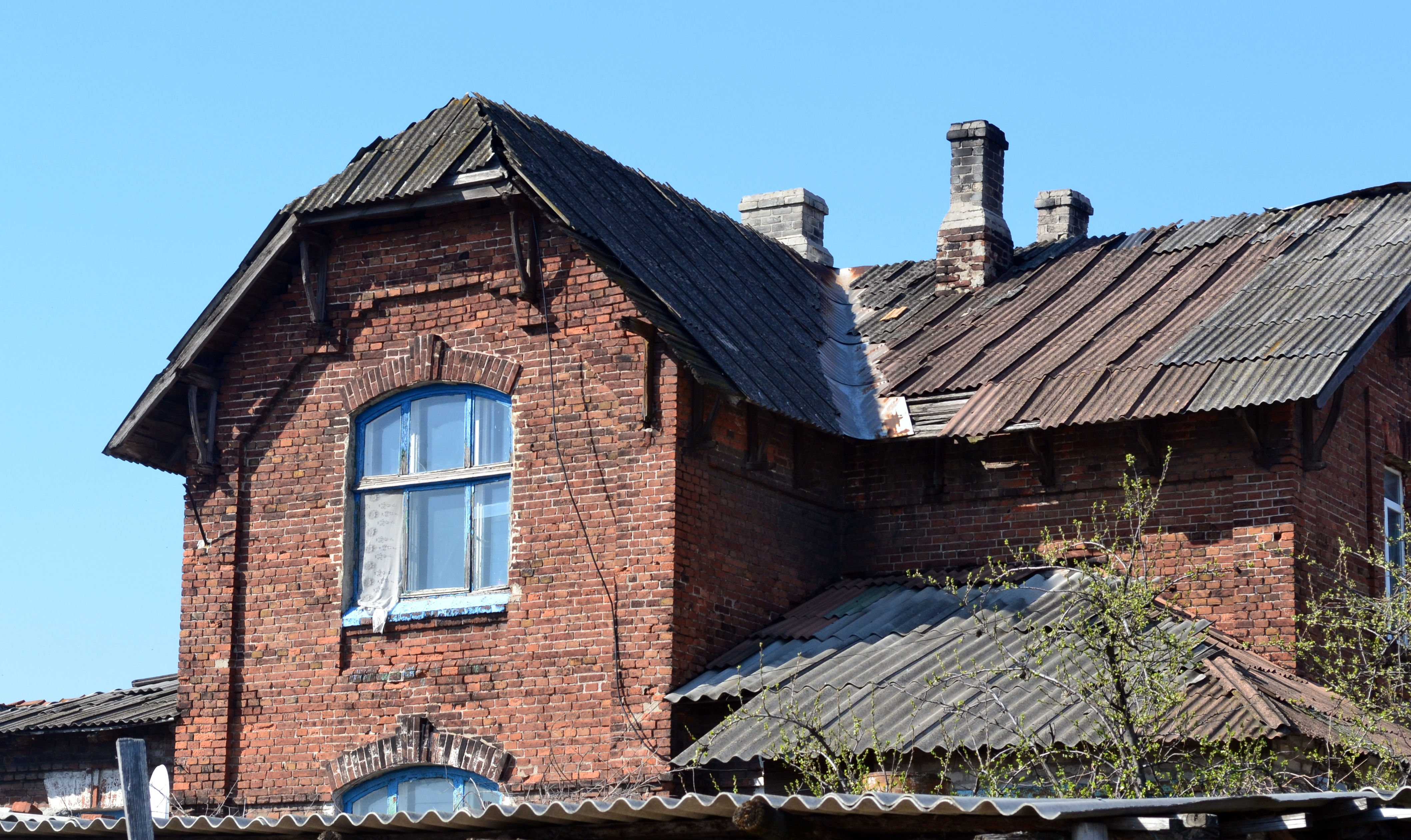
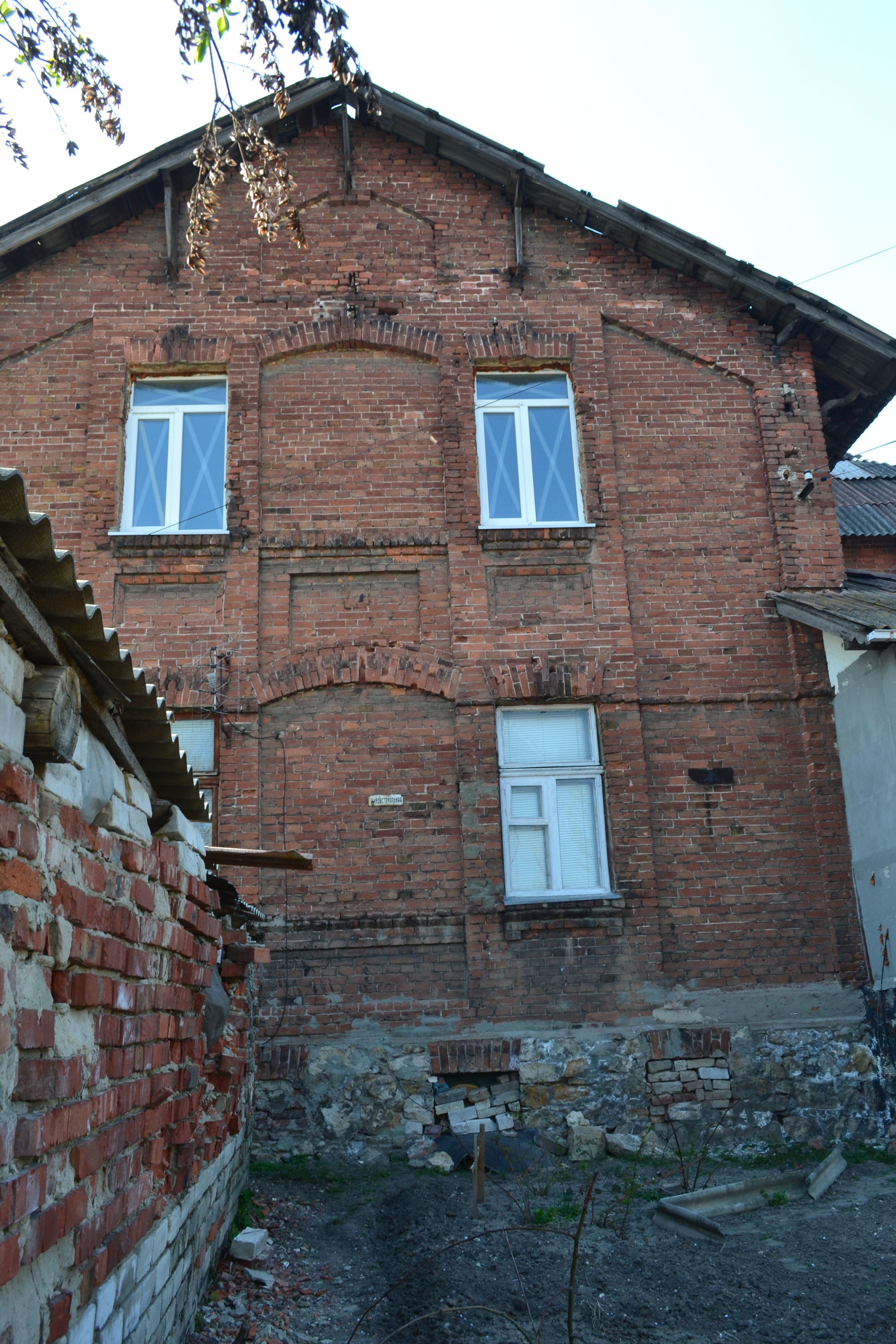
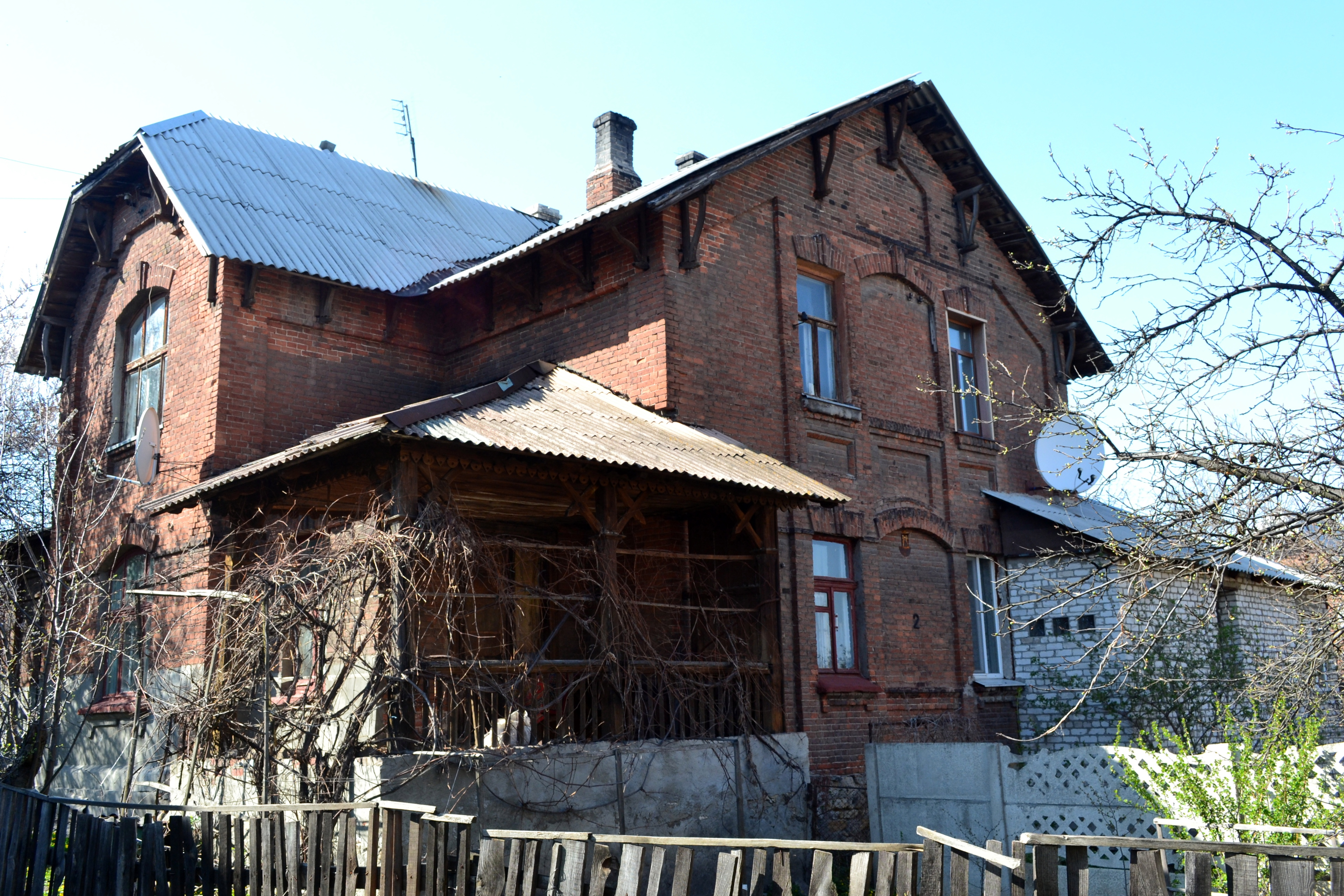
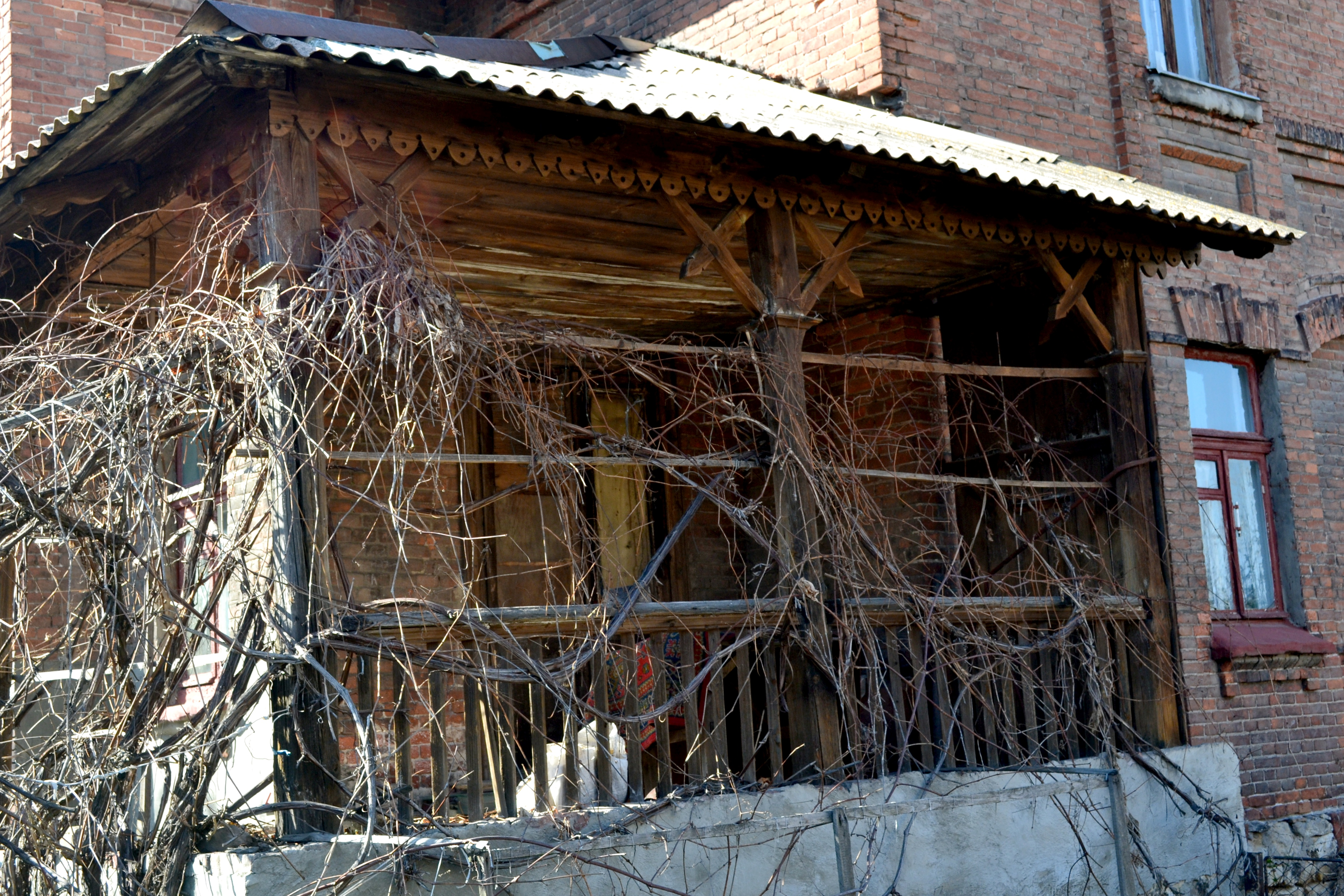

## Житловий квартал на вулиці Інтернаціональній
Житловий квартал на вулиці Інтернаціональній так само входить до комплексу бельгійського мікрорайону і складався з п'яти 4-х квартирних будинків з плануванням в два рівня. Зараз залишилось три, два давно обвалилися у прилеглий кар'єр. Будинки, розташовуючись на найвищій точці, в той же час є і домінантними. Вхід в кожну квартиру окремий. Стіни з червоної керамічної немаркованої цегли. Покрівля шатрова з мансардним поверхом. У дворах передбачені допоміжні технічні споруди. Комплекс житлових будинків створює загальну гармонію мікрорайону. У безпосередній близькості до них розташований найперший занедбаний крейдяний кар'єр.
Архітектурний стиль - модерн.
На весну 2020 р. з  12 квартир лише в декількох є мешканці.

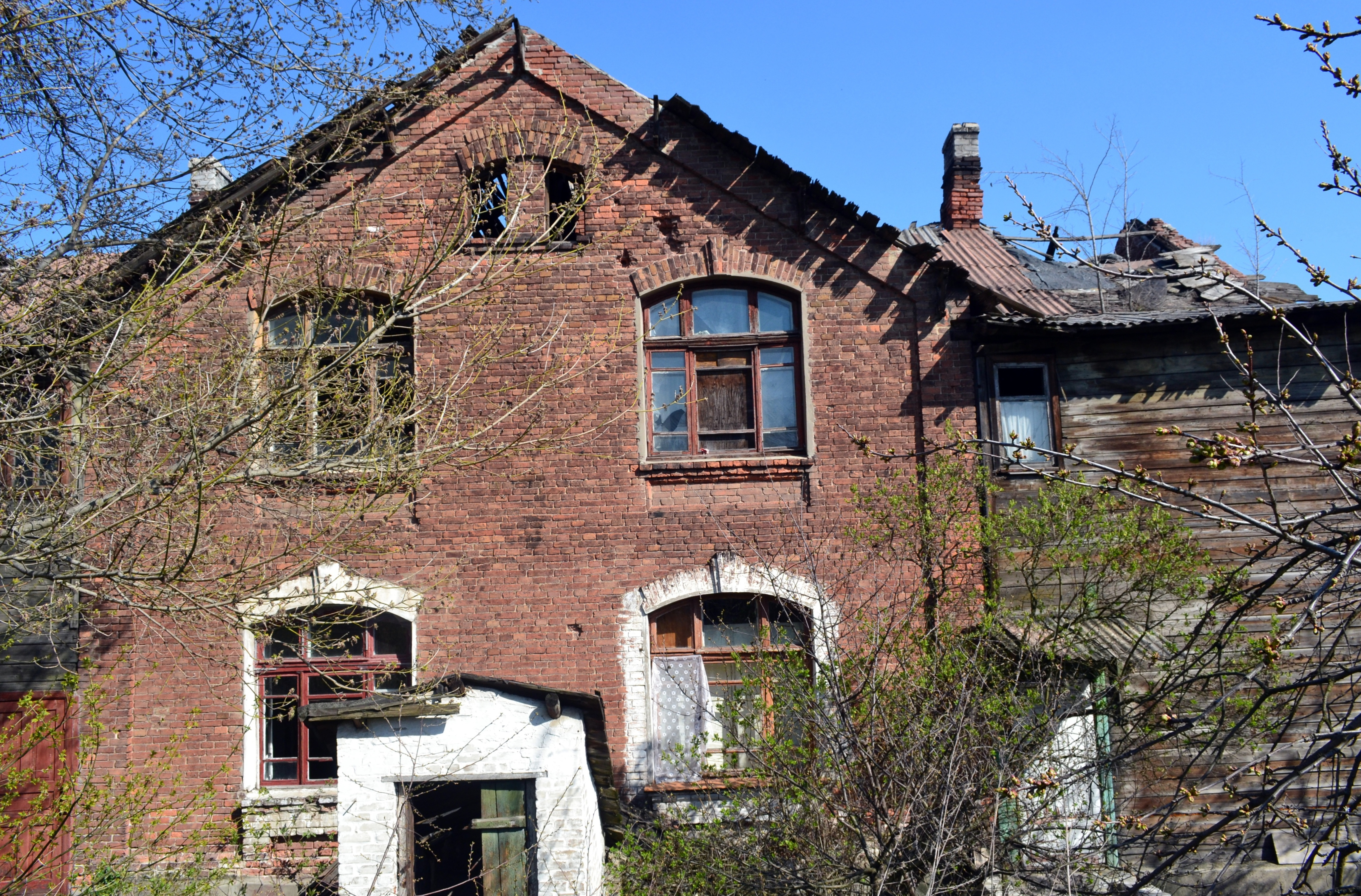
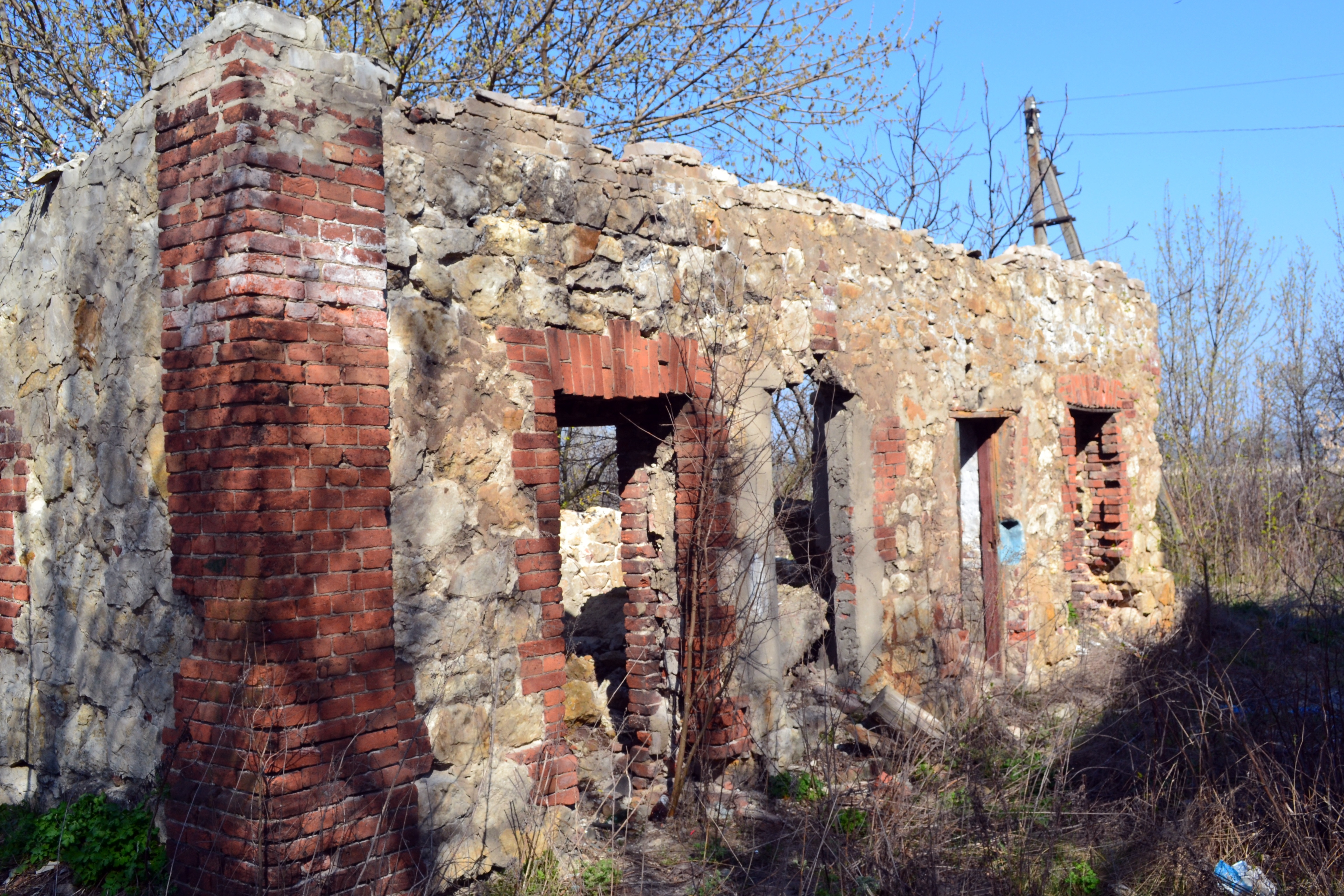
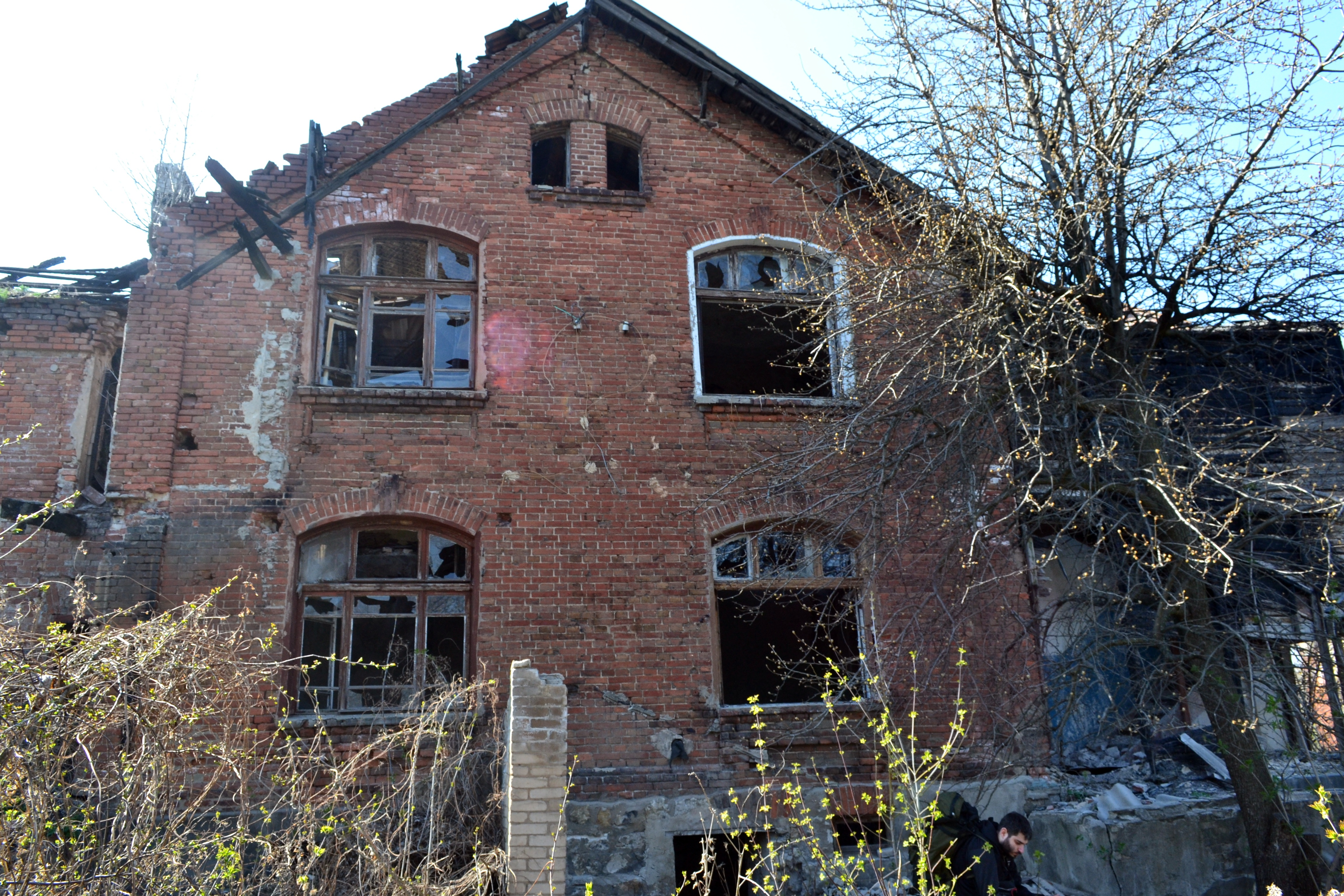

## Лікарня содового заводу
Побудова лікарні содового заводу датується 1911 роком. В катеринославських єпархіальних відомостях за 1911 рік є документ, який підтверджує, що 28 грудня 1911 освячена щойно збудована лікарня содового заводу. У книзі «По Катерининській залізниці» 1912 року говориться про лікарню на 40 ліжок. Стіни будівлі з червоної керамічної цегли, 3-4 поверхові кімнати скомпоновані навколо внутрішнього дворика, деталі оздоблення віконних прорізів цементовані. Головний фасад виконаний симетрично. Покрівля шатрова. Виконана, як і всі будівлі мікрорайону, в стилі модерн. Архітектор Юлій Цауне (Харків).
Була обладнана ліфтом.
Лікарня не працює з 1995 р. Станом на 2020 рік знаходиться на балансі департаменту охорони здоров'я області.
У 2019 році невідомими була зруйнована шиферна покрівля, будівля швидко руйнується.
Активісти намагаються зберегти будівлю лікарні:
- Бельгийская больница в Лисичанске может стать "Хогвартсом" //22.12.2020 [Архівовано 22 грудня 2020 у Wayback Machine.](рос.)
- Бельгийские буржуа в колыбели Донбасса //22.02.2018 ДОНБАС РЕАЛІЇ [Архівовано 14 лютого 2021 у Wayback Machine.](рос.)
- Бельгійський спадок у Лисичанську: Як на Луганщині чиновники гальмують реставрацію унікальної будівлі // 29.05.2019 [Архівовано 14 лютого 2021 у Wayback Machine.]
- Как выглядит бельгийская больница в Лисичанске сейчас (фото) // 25.12.2019  "Трибун [Архівовано 14 лютого 2021 у Wayback Machine.]
- Бельгийские буржуа в колыбели Донбасса [Архівовано 8 лютого 2021 у Wayback Machine.]
- Бельгийские мотивы в нашем Лисичанске //5.05.2018 „Голос Украины” [Архівовано 8 лютого 2021 у Wayback Machine.](рос.)
- «Десятая бельгийская провинция»: спасти от забвения //24.01.2020 „Голос Украины” [Архівовано 8 лютого 2021 у Wayback Machine.](рос.)
- Самое большое инфраструктурное наследие Бельгии в мире — в Лисичанске // 02.03.2018 «День» [Архівовано 13 квітня 2021 у Wayback Machine.](рос.)
- В ЛИСИЧАНСКЕ ОТКРЫЛАСЬ ВЫСТАВКА "СТРОИТЕЛЬНОЕ БЕЛЬГИЙСКОЕ НАСЛЕДИЕ ЛИСИЧАНСКА КОНЦА XIX - НАЧАЛА XX ВЕКА" // 02-02-2018 [Архівовано 8 лютого 2021 у Wayback Machine.]
- В Лисичанске постройки бывшего содового завода включены в карту достопримечательностей Украины // [Архівовано 14 лютого 2021 у Wayback Machine.]
- Местные жители разбирают старинную бельгийскую больницу: власти безмолвствуют (фото) [Архівовано 25 лютого 2022 у Wayback Machine.](рос.)
- Бывшая больница бывшего содового завода. ФОТО// 2014-07-11 [Архівовано 18 квітня 2021 у Wayback Machine.](рос.)
- Жителям Лисичанска предлагают определить будущее “бельгийского наследия” [Архівовано 14 квітня 2021 у Wayback Machine.](рос.)
- Горить лікарня //04.05.2021
- Бельгійська лікарня перетворюється на руїни: активісти збирають кошти на реставрацію //16.05.2021

мапі Google координати

Стан лікарні у 2009 році
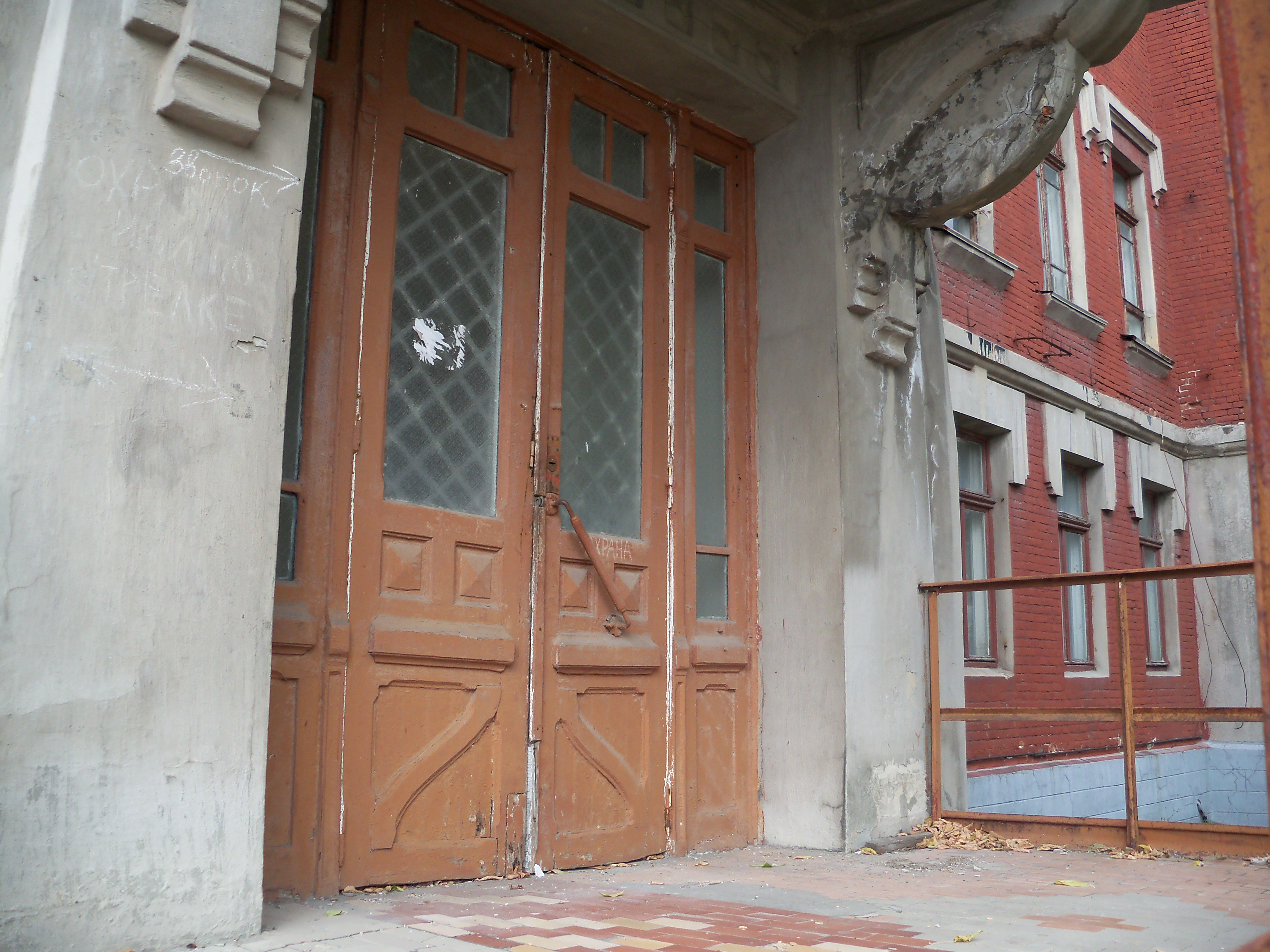
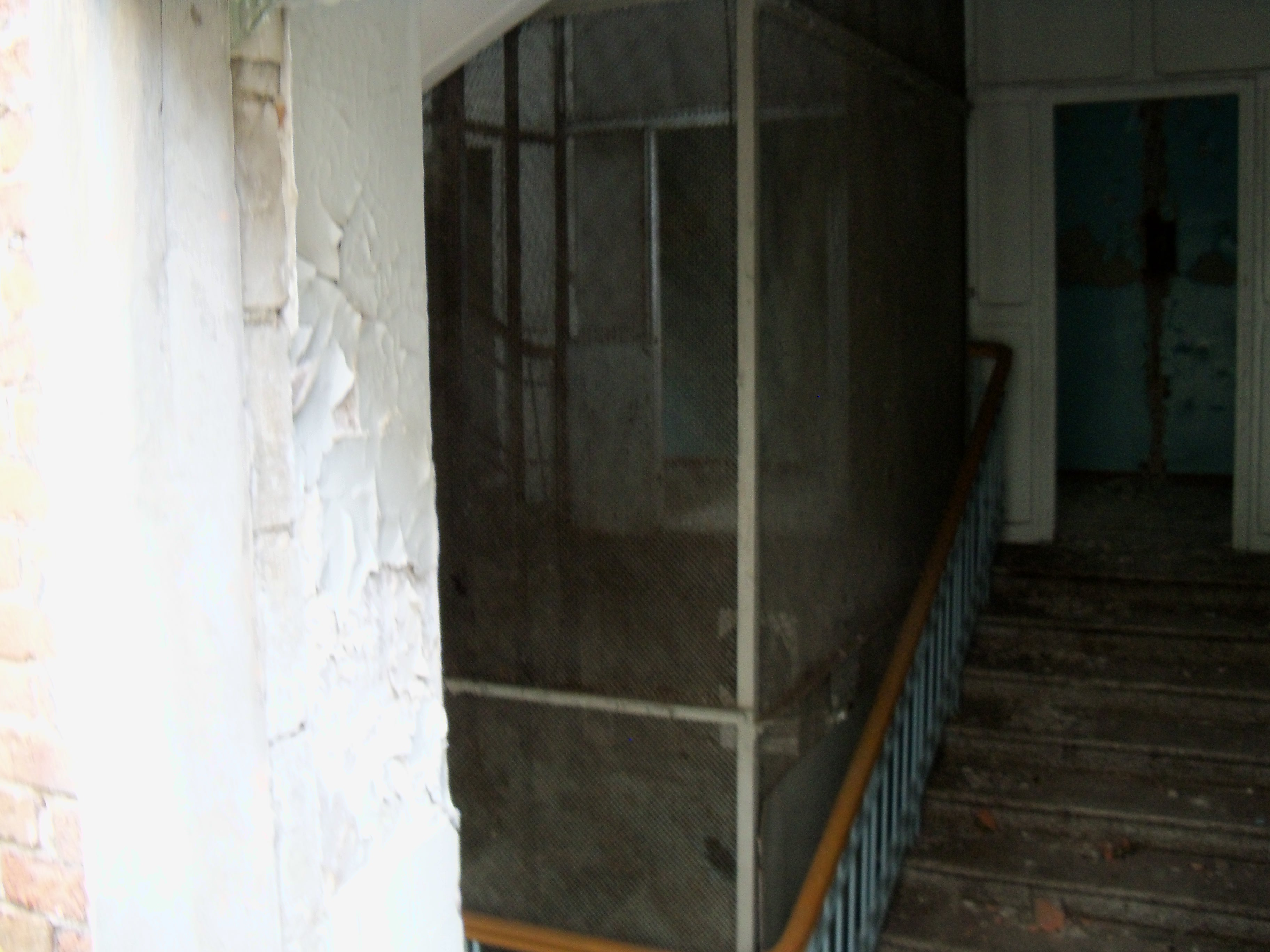
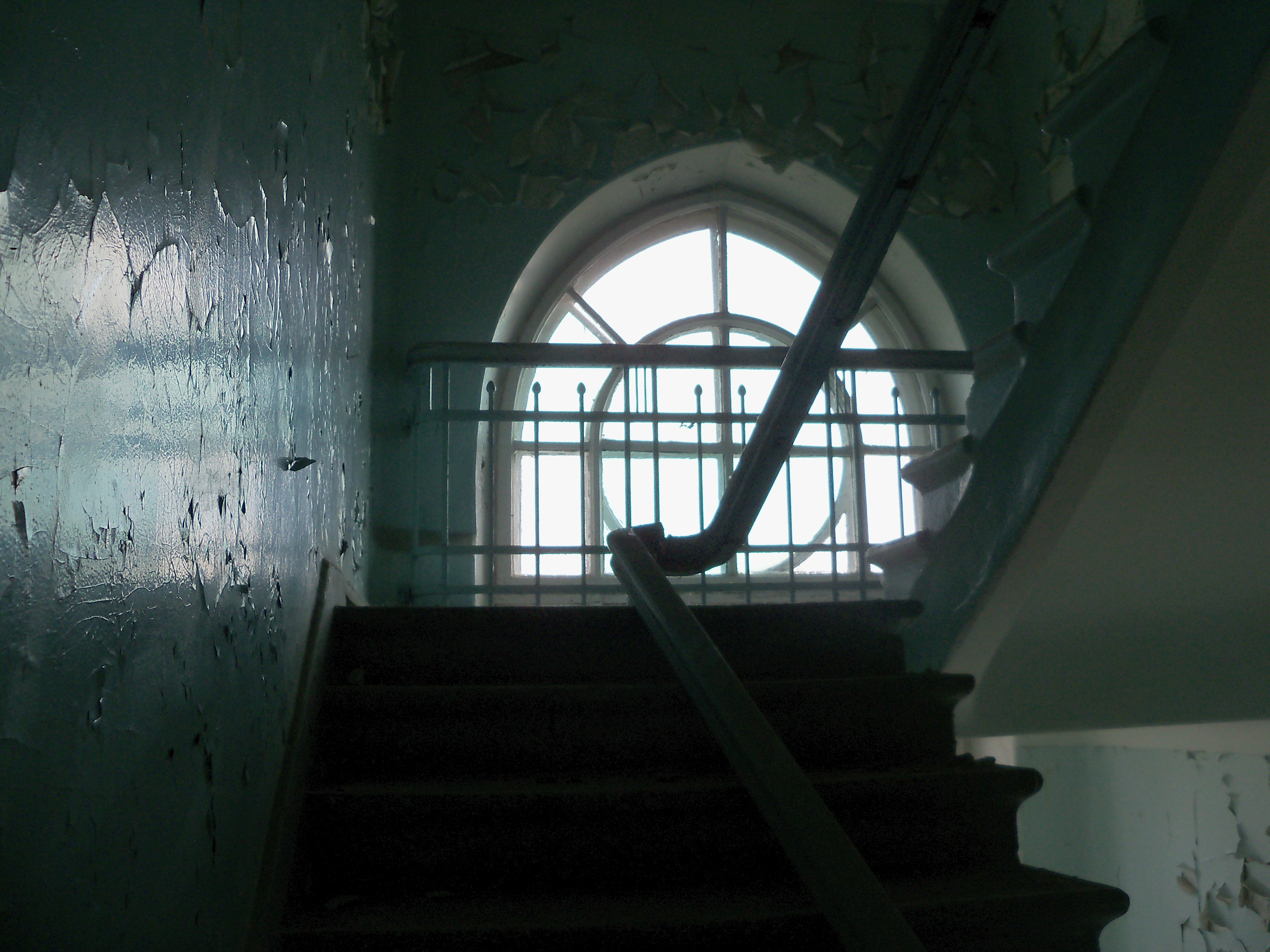
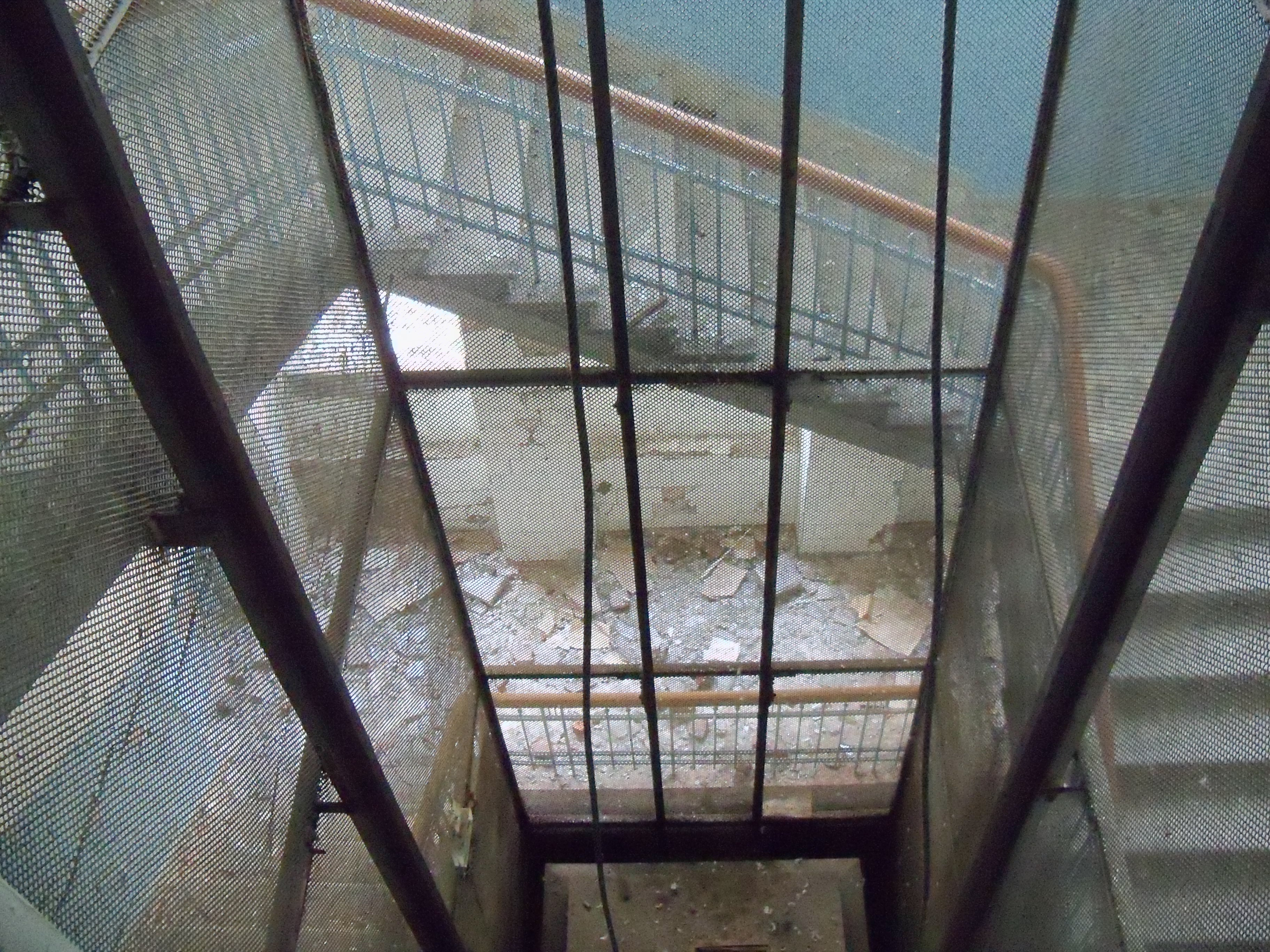

Стан лікарні у 2013 році
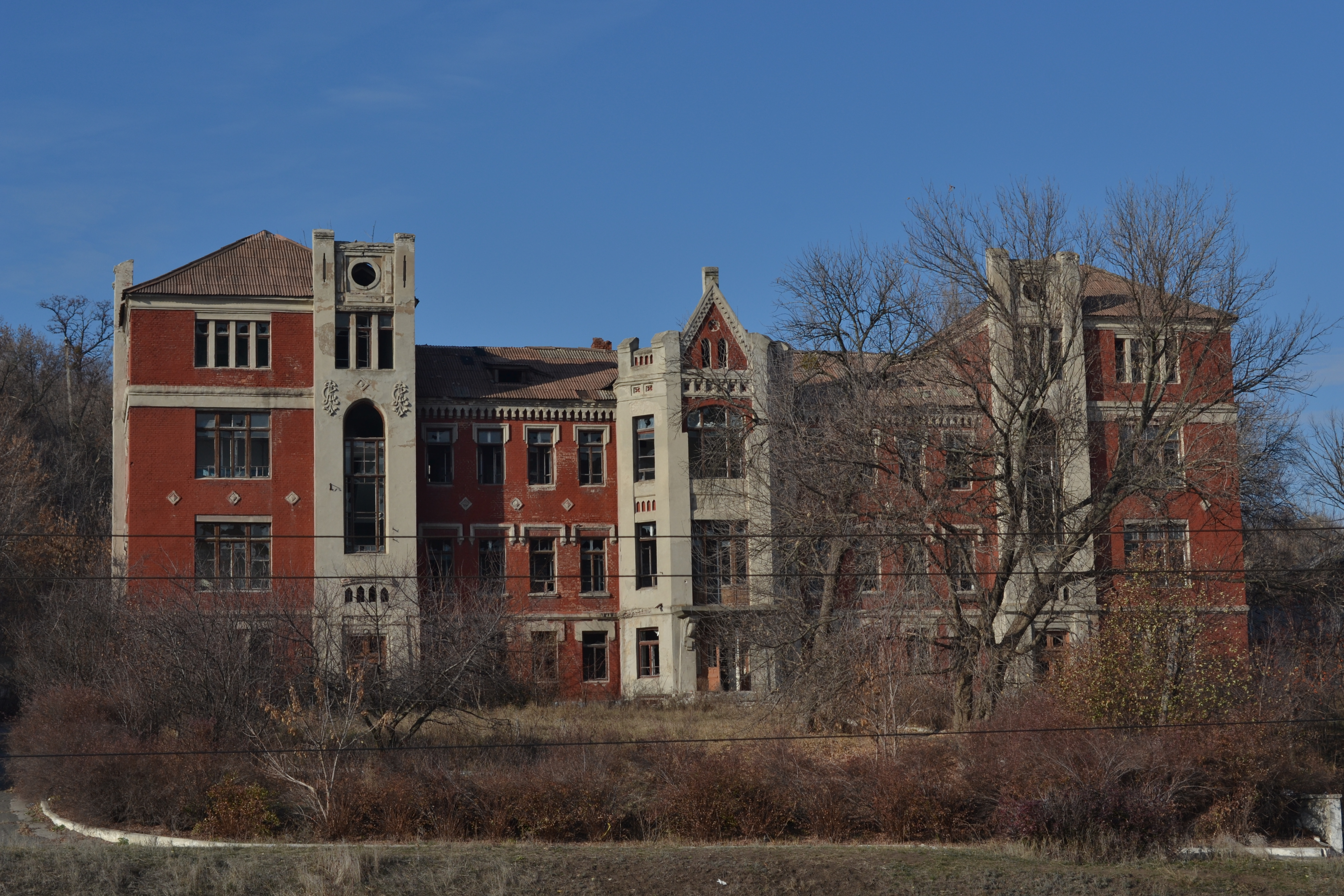
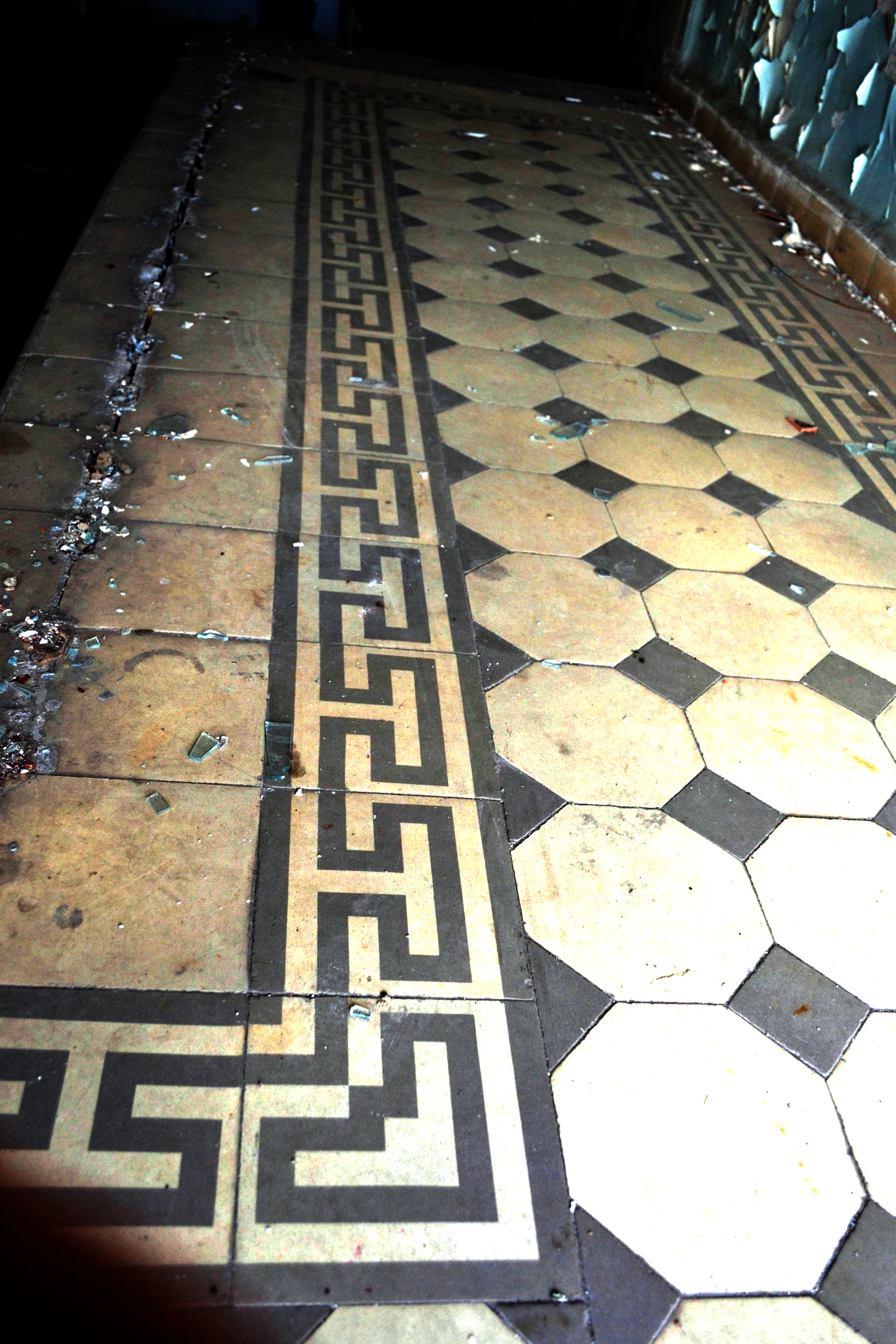
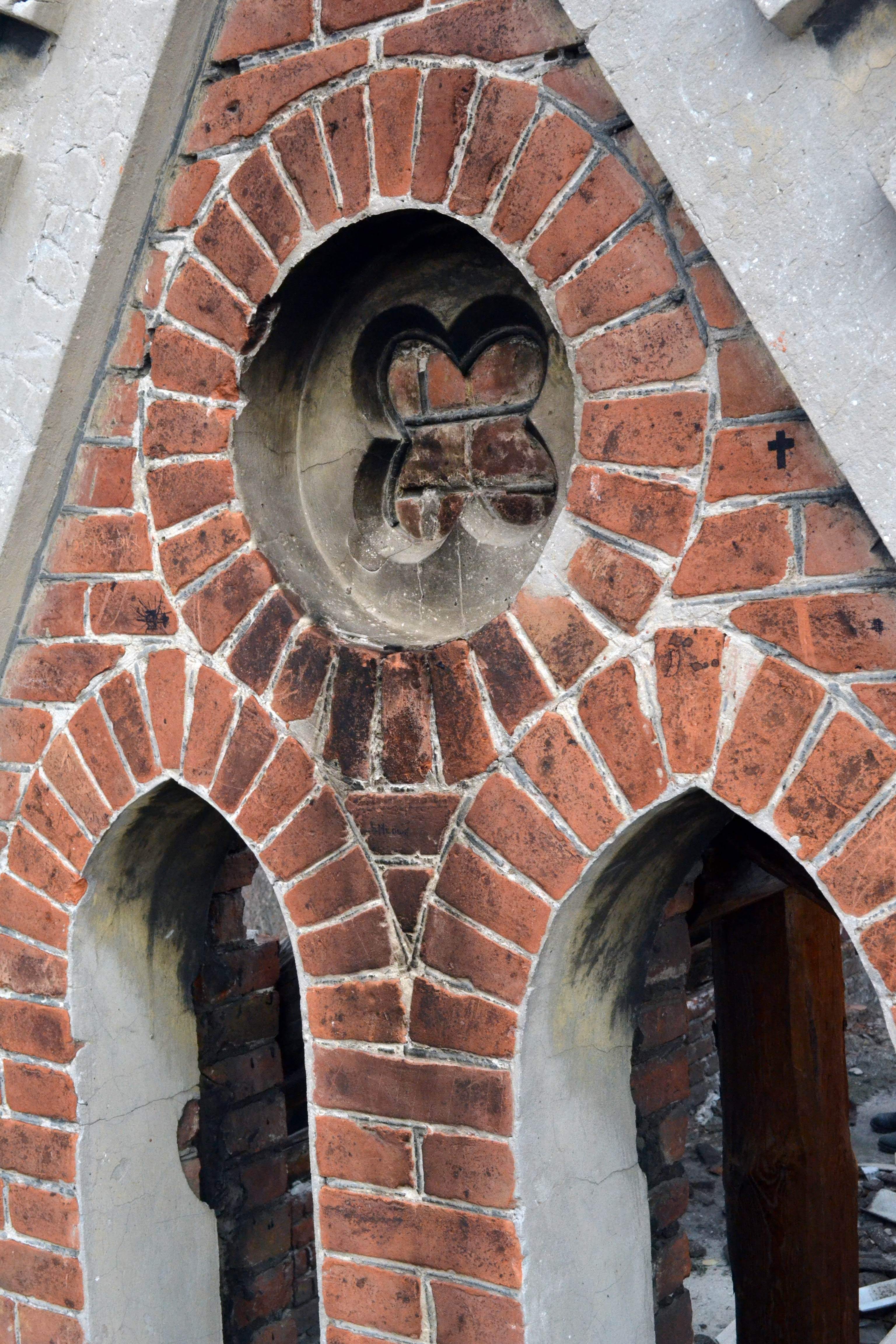

Стан лікарні у 2018 році
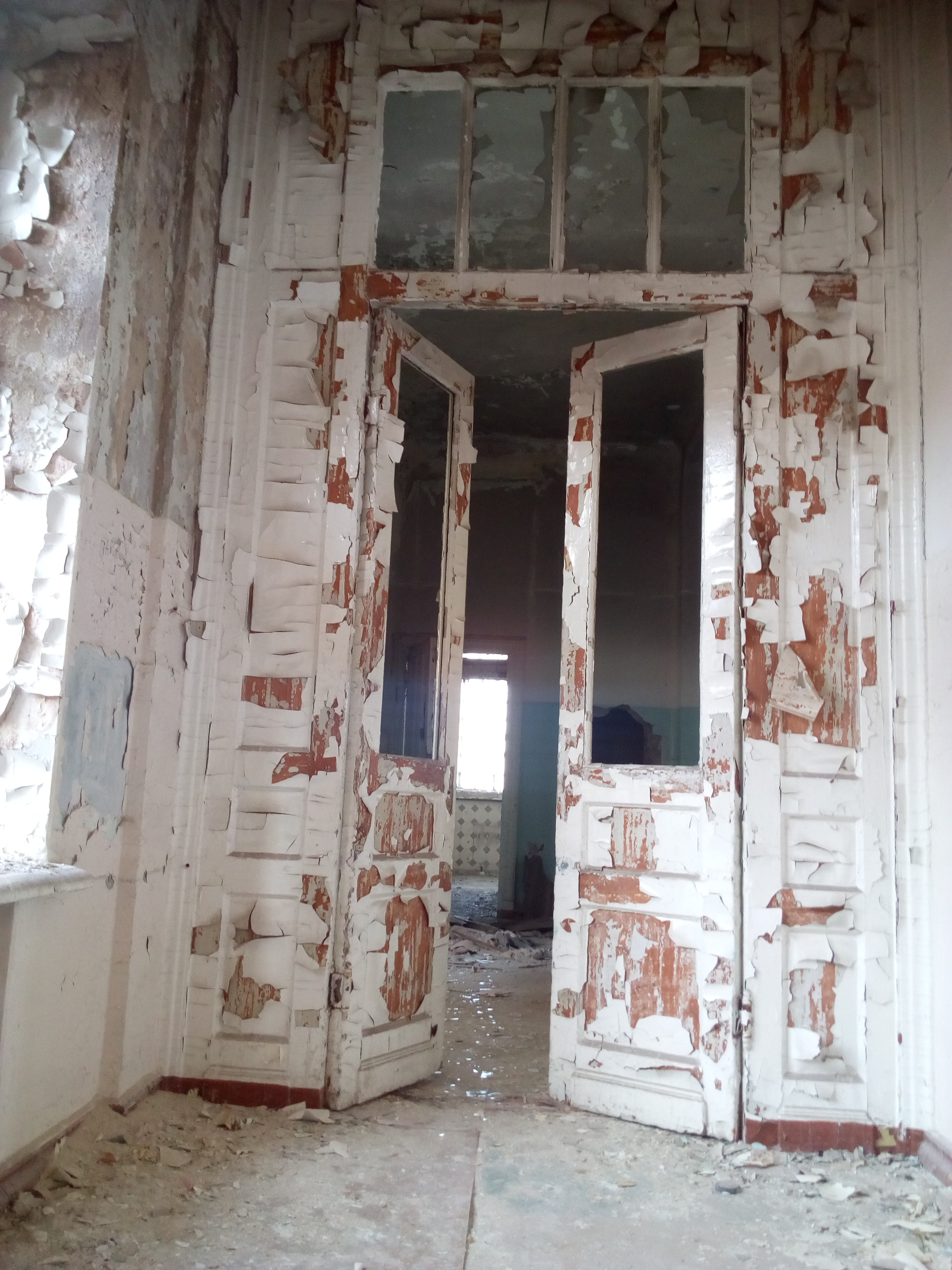
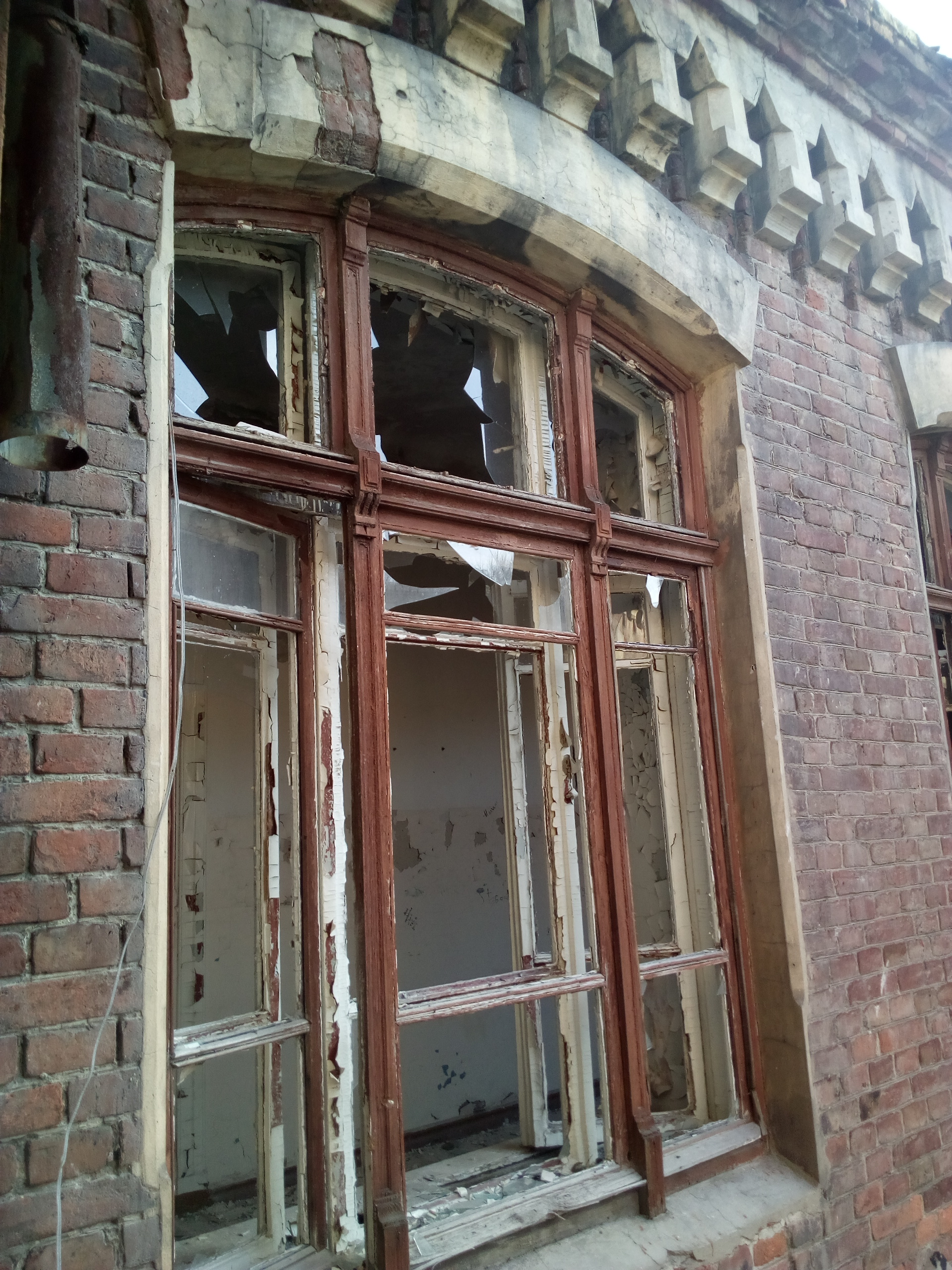
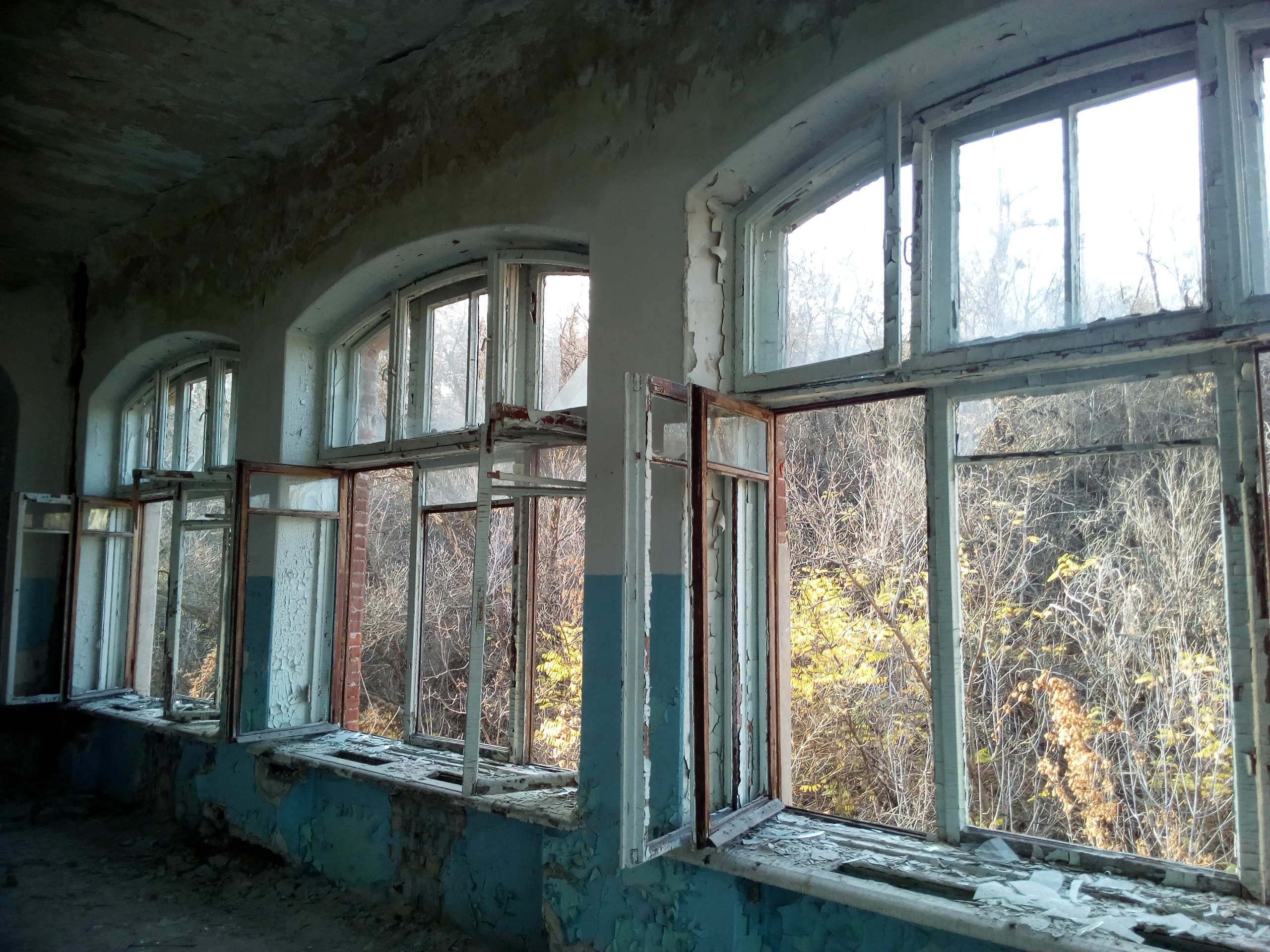

Стан лікарні у 2020 році
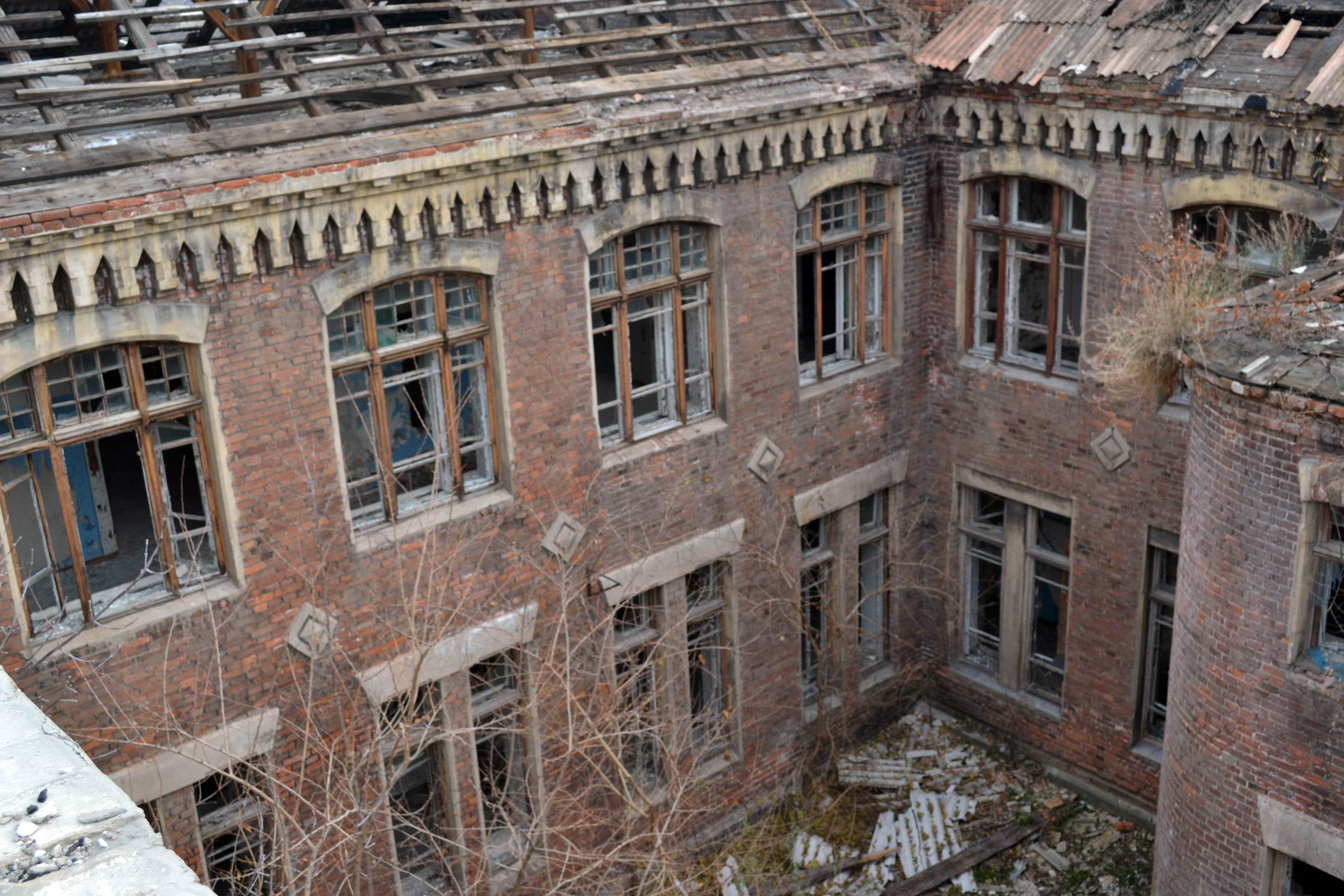
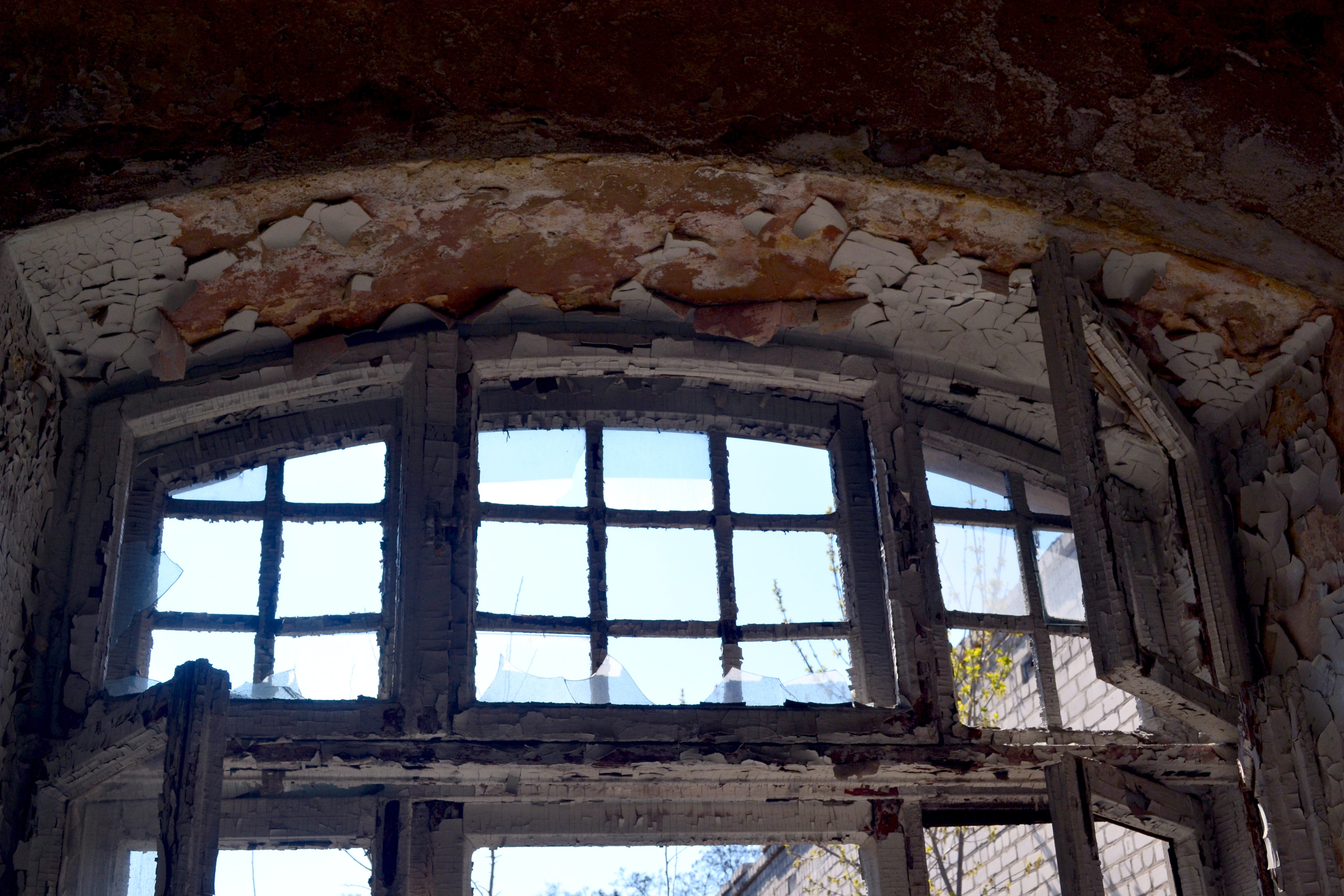
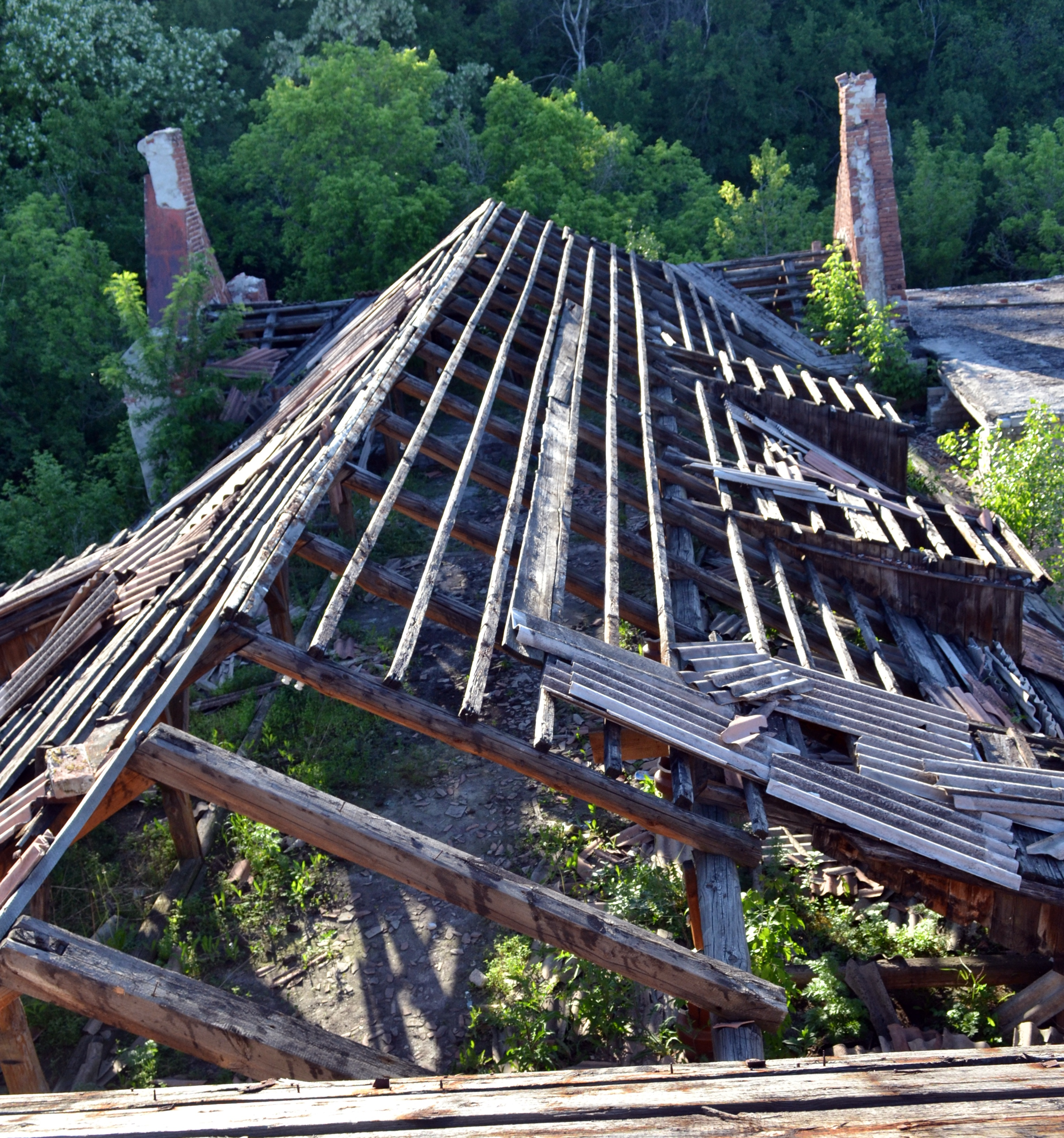
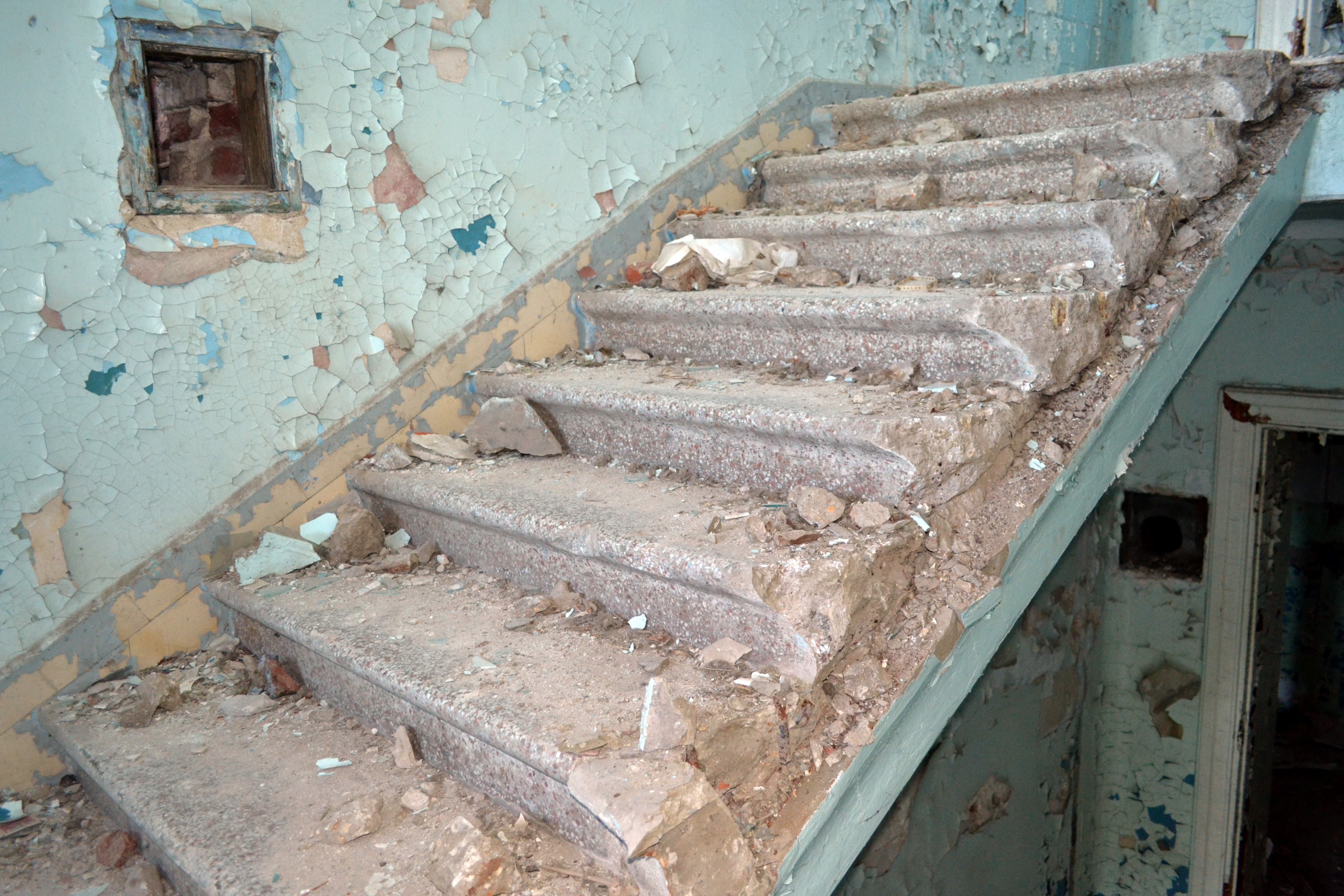
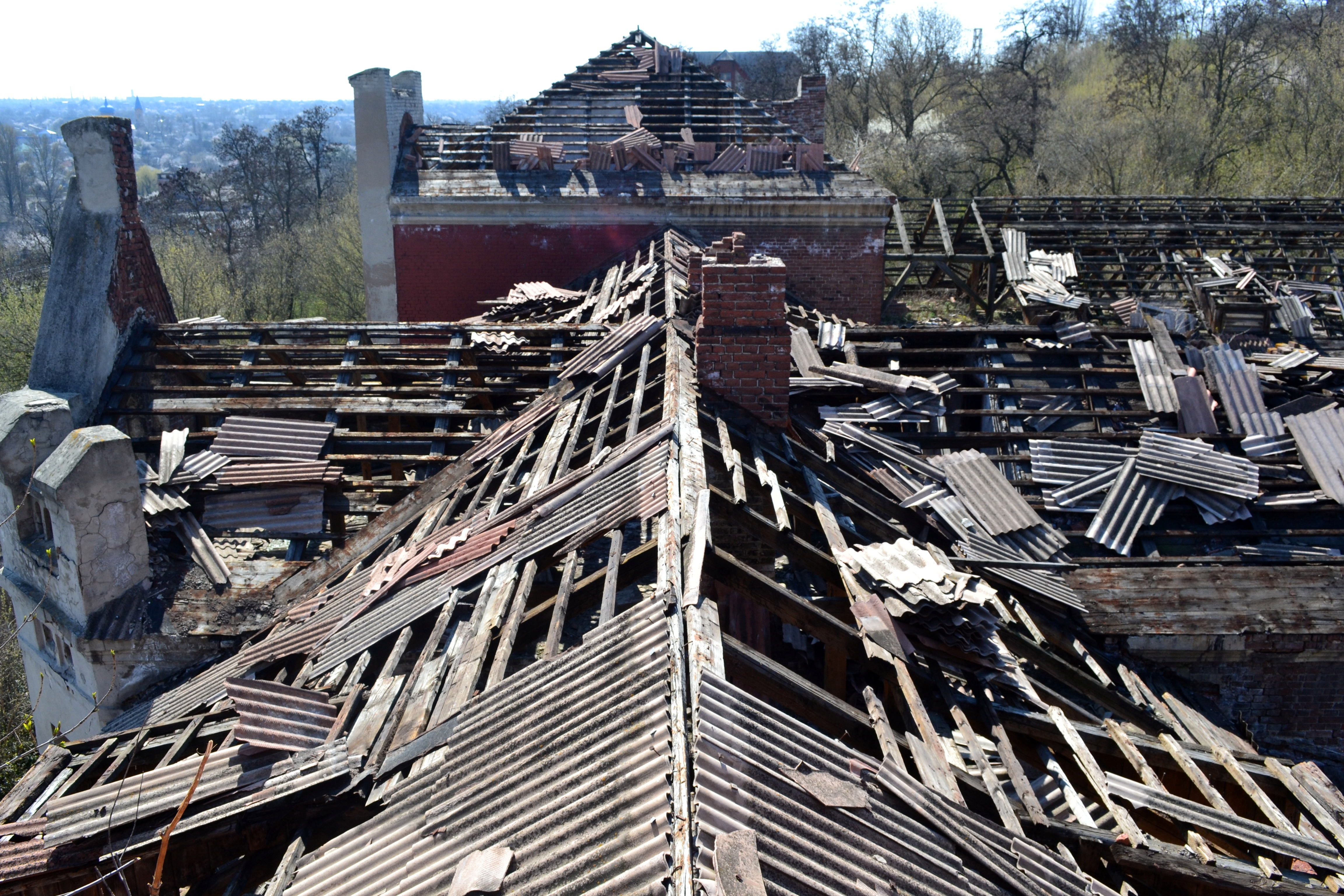
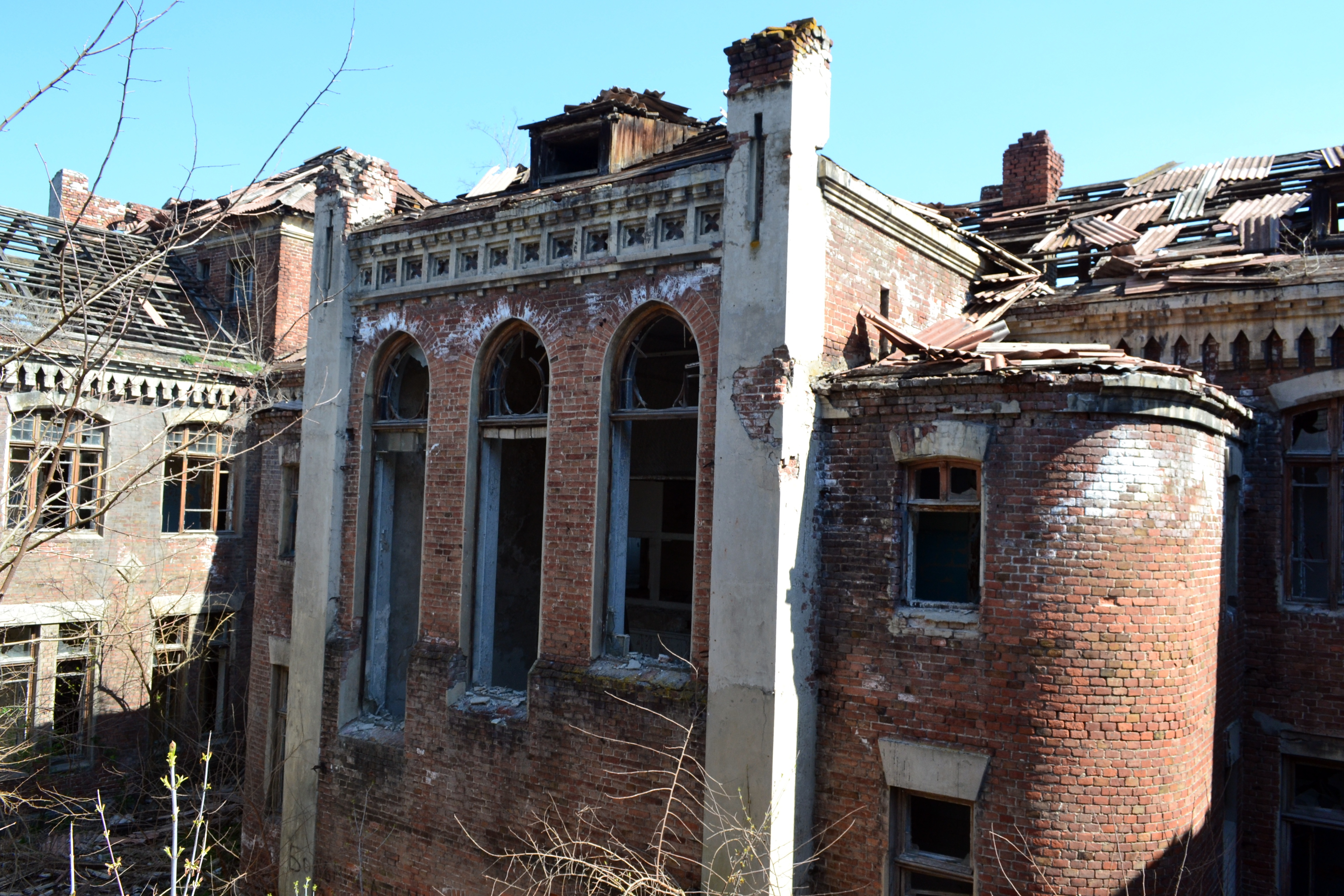
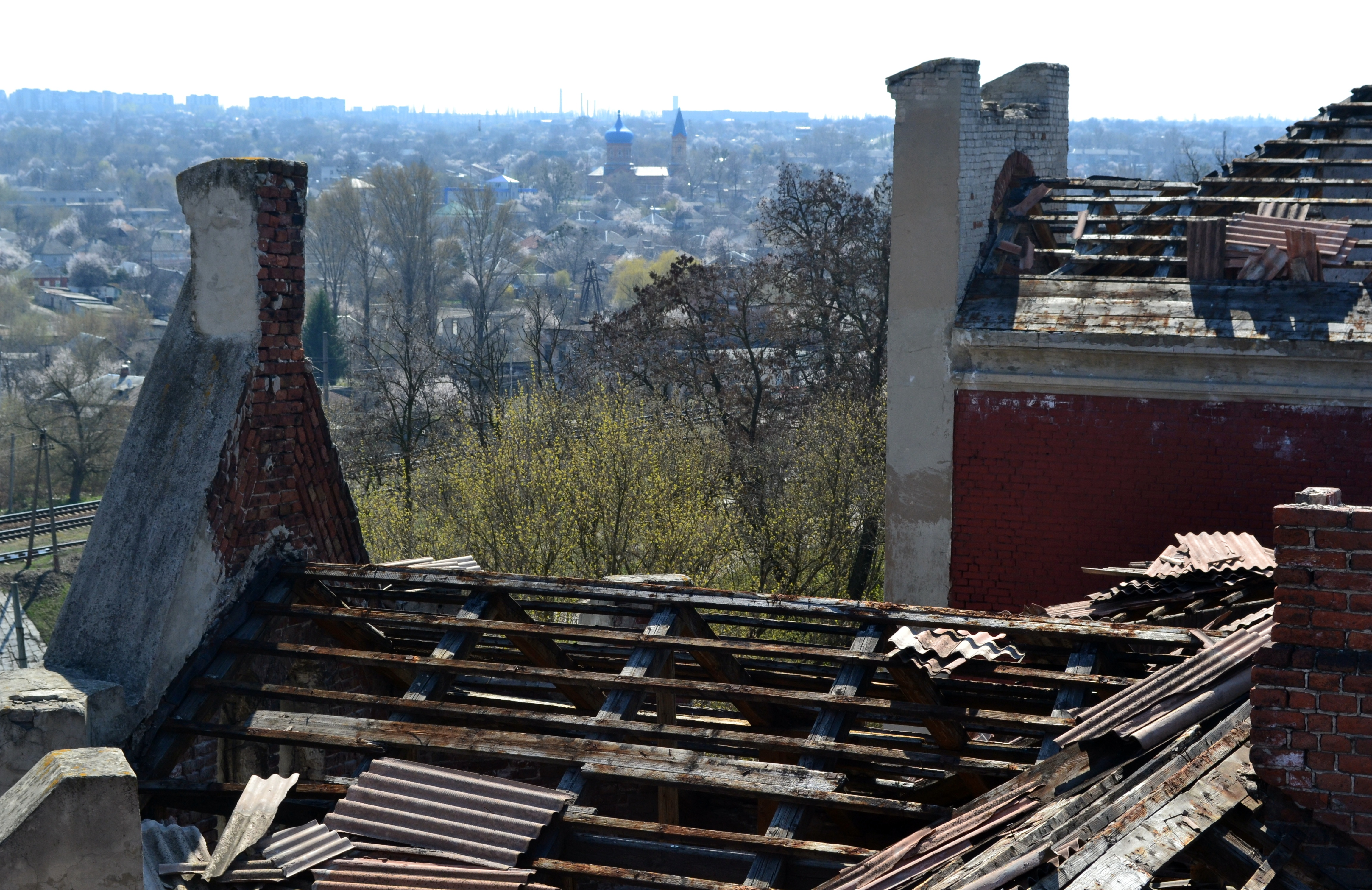
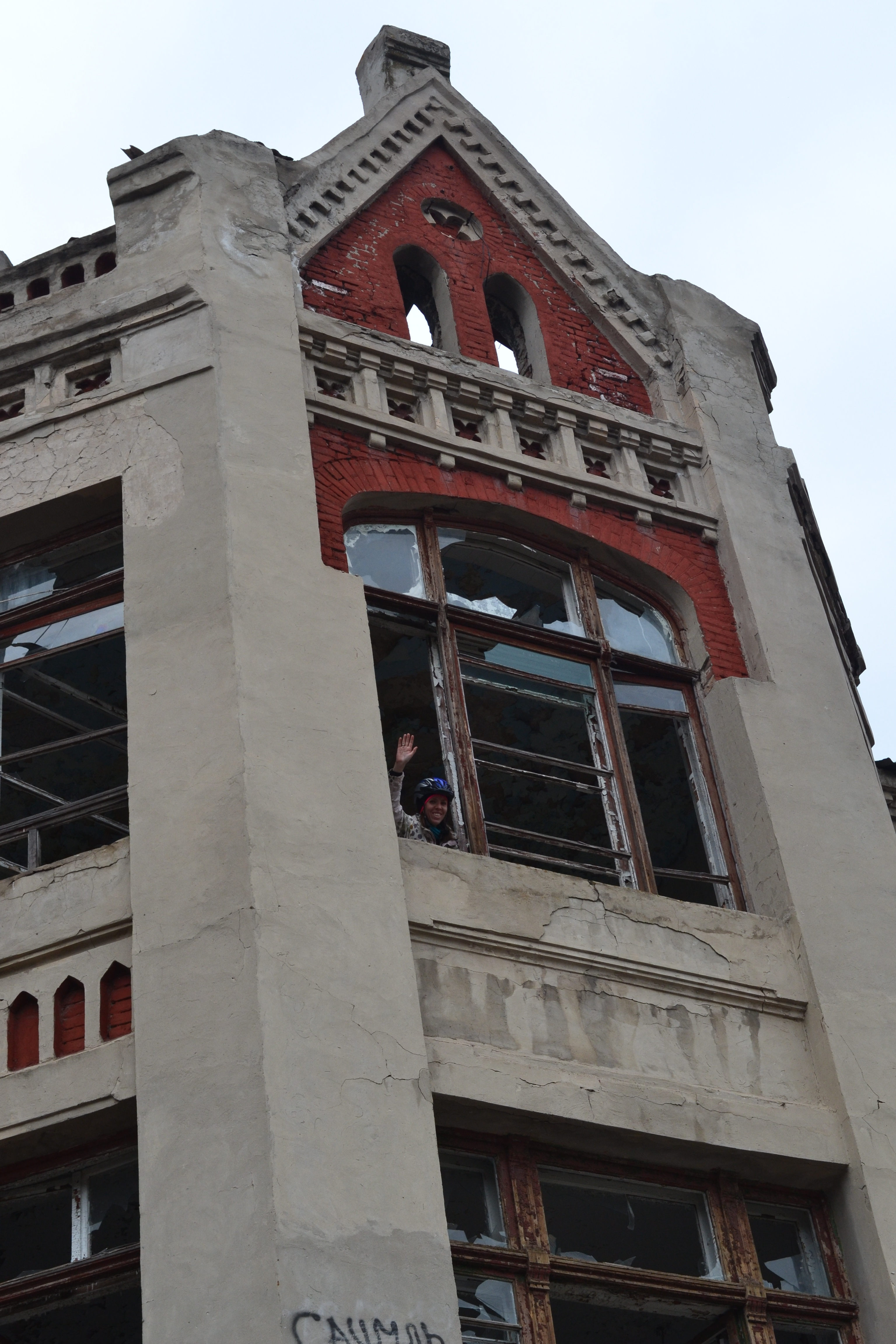
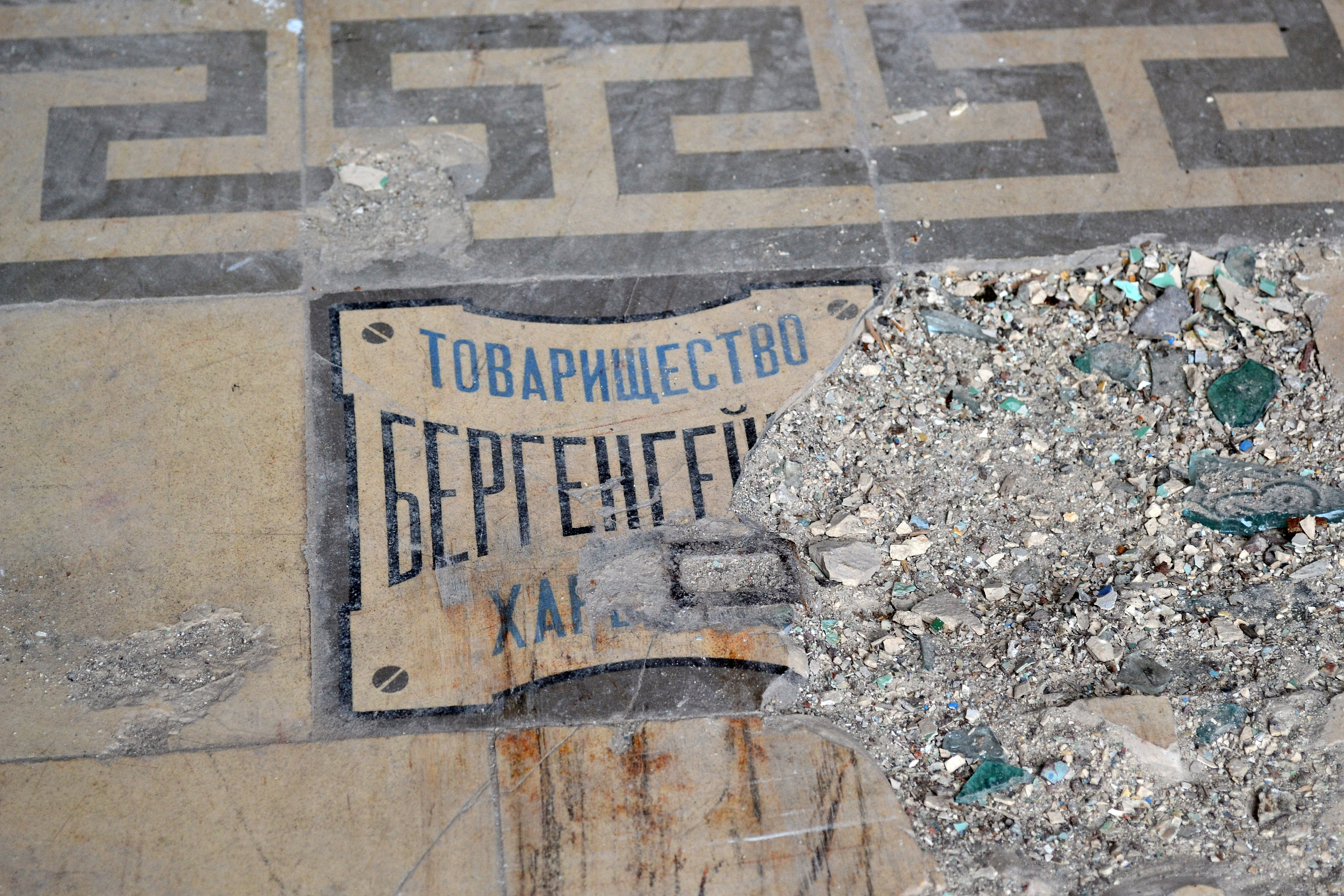
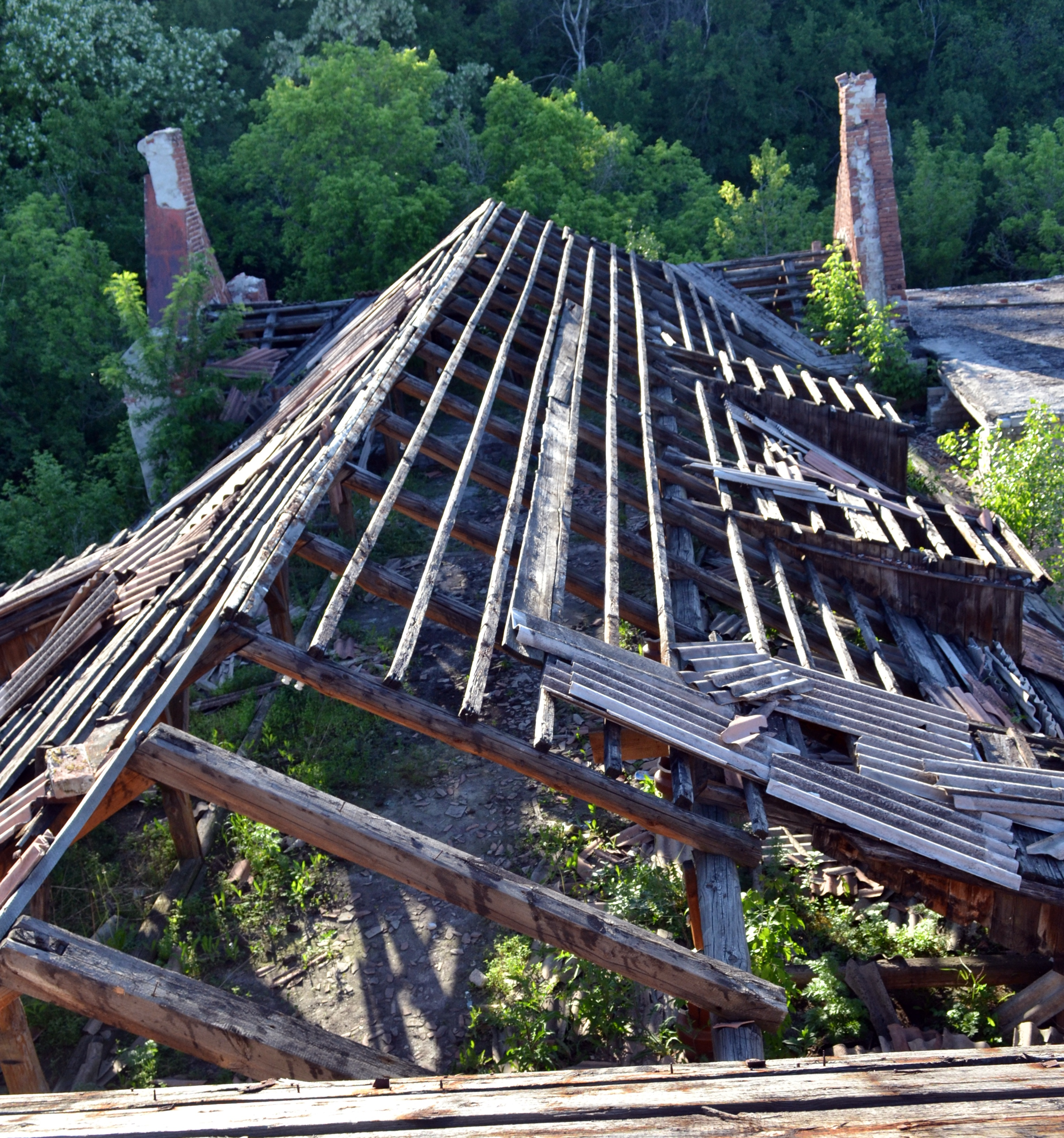

## Капличка при лікарні
У 1907 році поряд з першою одноповерховою дерев'яною будинком лікарнею, датованою 1899 роком, була побудована капличка. Будівля реконструйовано в 2007 році спільними зусиллями протоієрея Андрія Павленко і архітектора Олександра Арцева. У ній зараз (2021р.) йдуть служби, належить московському патріархату.
За радянських часів використовувалася як морг.

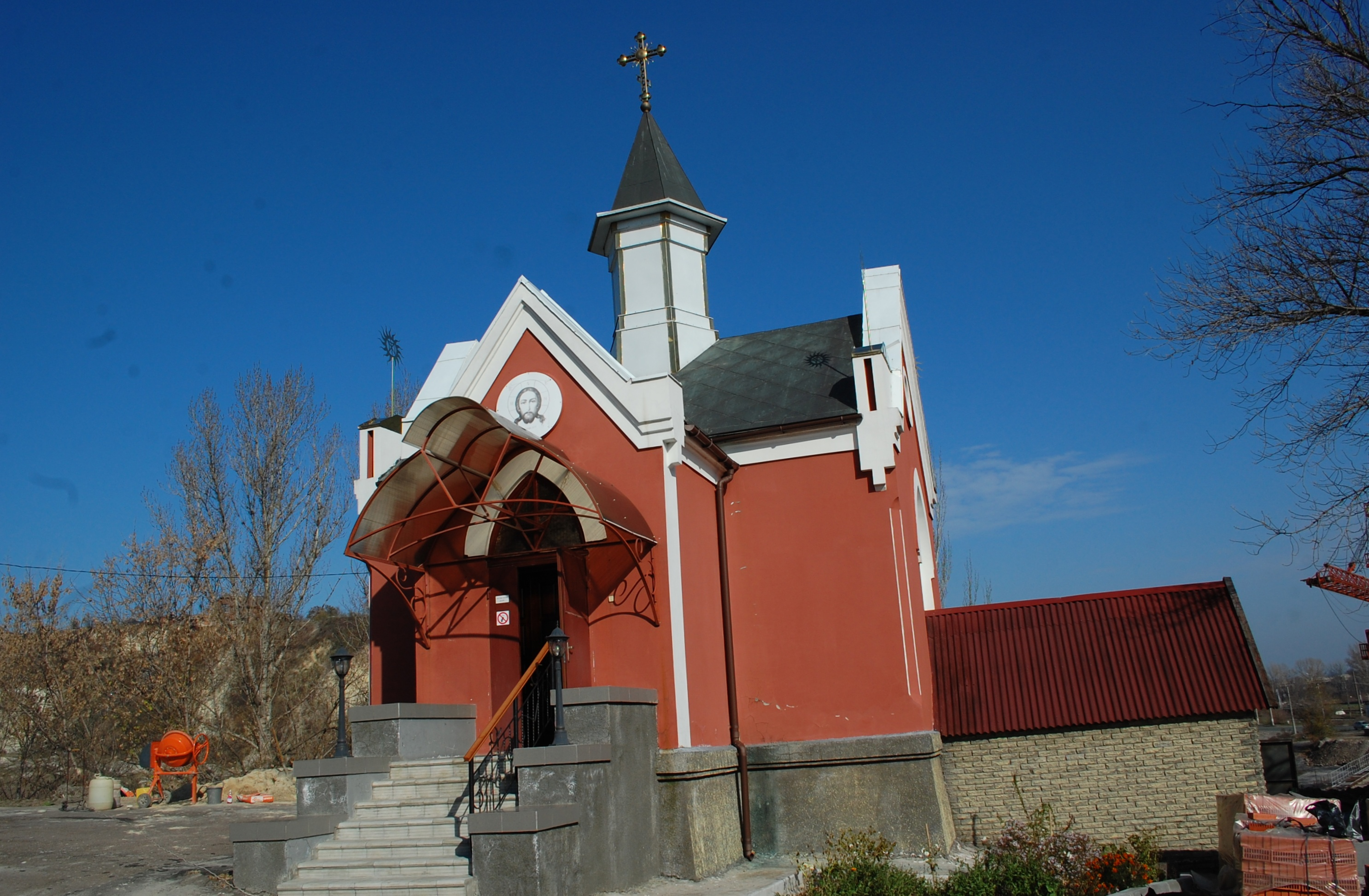
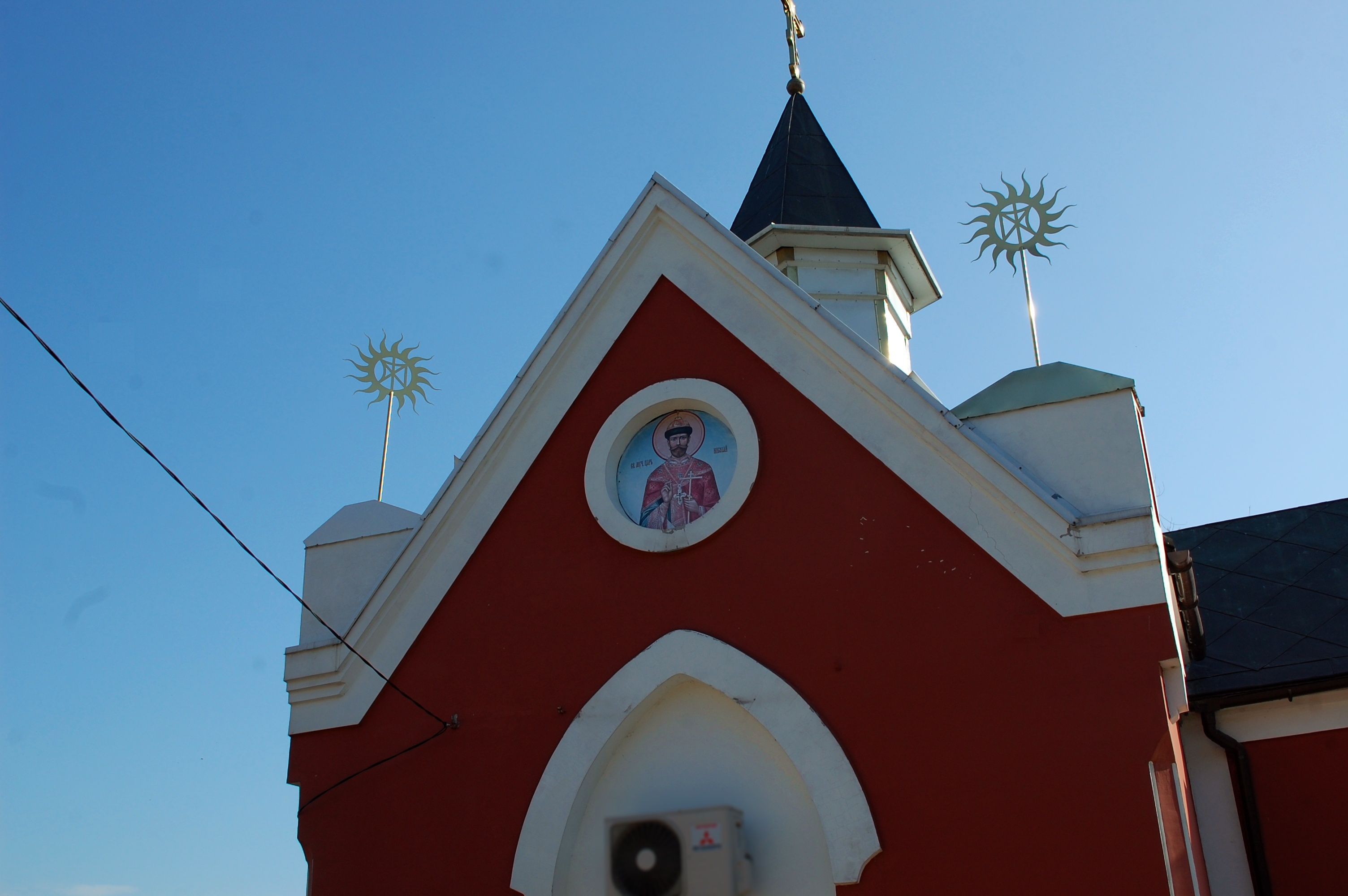
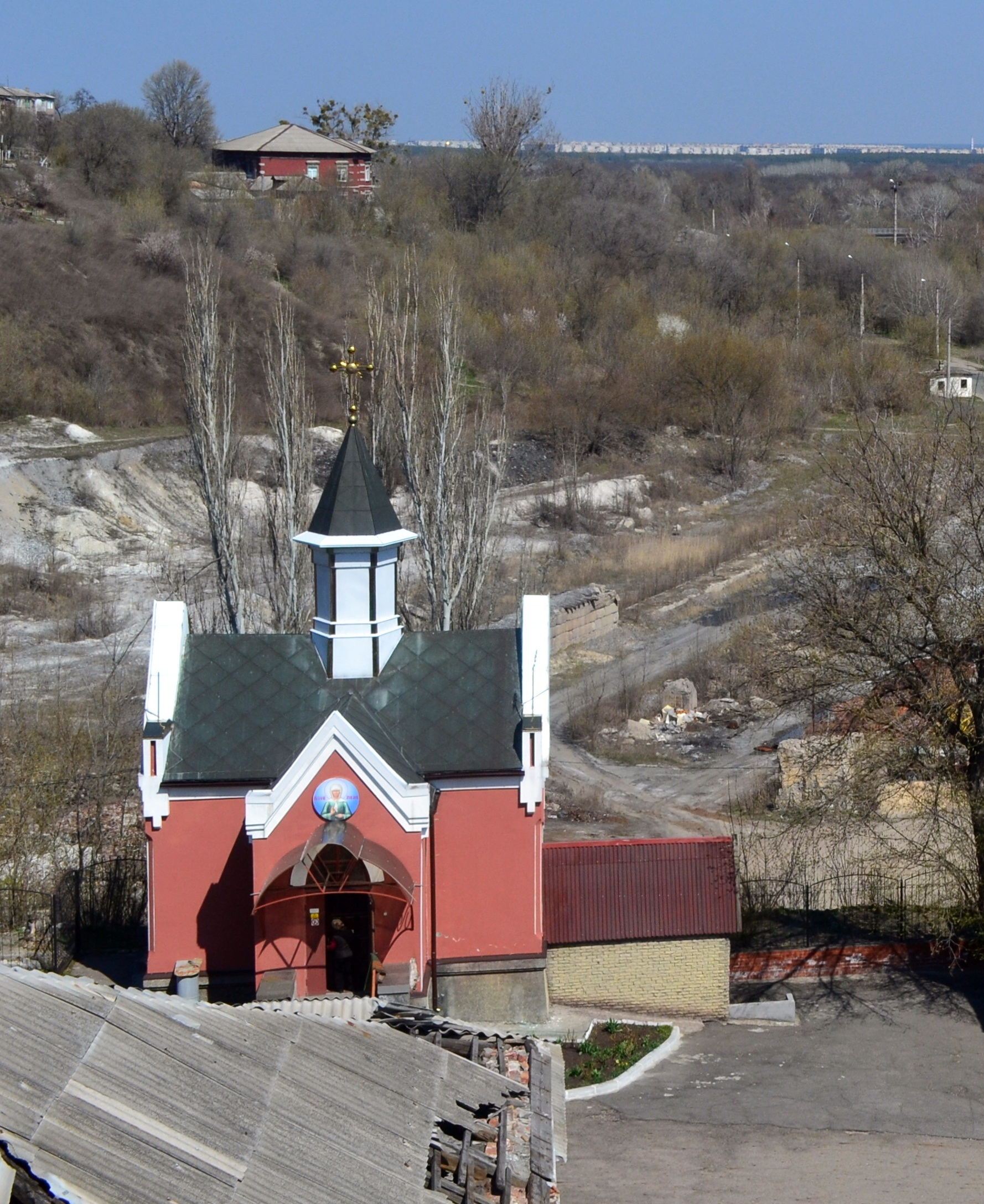

## Зсув 1998 року

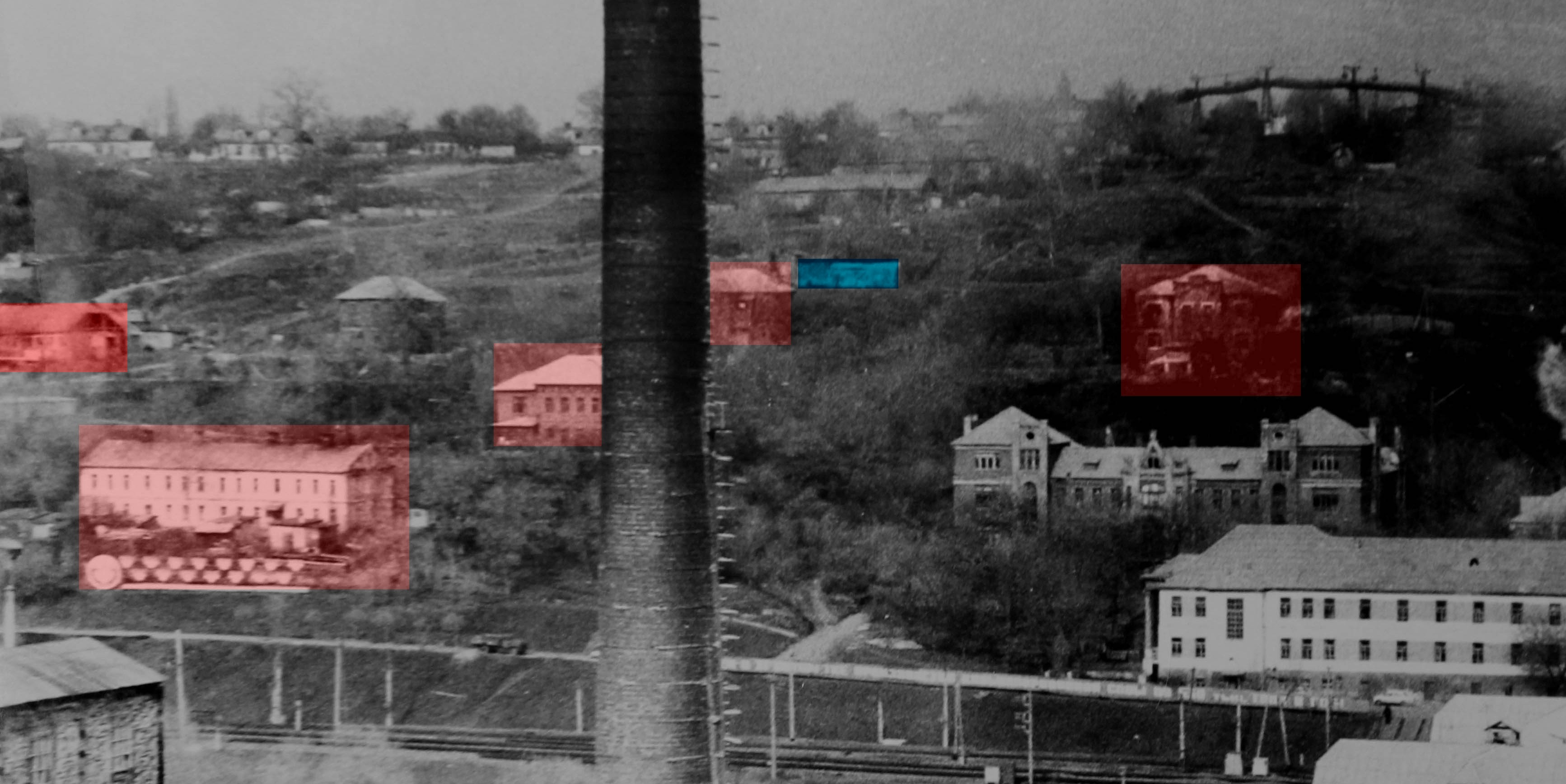
Будинки біля Донсоди, що були демонтовані у 1998 р. для запобігання зсуву

У 1998 північний схил Робочої гори почав зсуватися у напрямку залізниці. Після обстеження геологами було прийняте рішення про демонтаж трьох будинків, зменшивши таким чином навантаження на схил. Серед інших було демонтовано і будинок головного лікаря, який відрізнявся вишуканою архітектурою та внутрішнім оздобленням.

## Гімназія (колишня казарма содового заводу для холостяків)
Пам'ятник архітектури
Триповерхова кам'яна будівля. При будівництві в 1895 році вона призначалася під казарму содового заводу для холостяків. Ім'я автора проекту залишається невідомим.
В період Української революції 1917-1921 рр. будівлі була уготована доля військового госпіталю. Наприкінці XIX - початку XX ст. тут функціонувала жіноча гімназія товариства "Просвіта" для дітей керівного складу содового заводу. З 1923 року використовувалося як будівля для фабрично-заводського навчання содового заводу (ФЗН), що і позначилося на подальшому його профілі. З 1977 року - Лисичанська багатопрофільна гімназія.
Проект будинку затишний і акуратний, планування надзвичайно компактне. У будівлі всього 10 кімнат по 50 м², вони розташовані на всіх поверхах і виходять на сходові площадки. Стіни і фундамент виконані з місцевого пісковика, кути будівлі, карнизи, обрамлення вікон і дверей з червоної керамічної цегли. Міжповерхові перекриття дерев'яні, над підвалом залізобетонні своди по двотавровим балкам.
Будівля гімназії як пам'ятник архітектури анотований і поставлений на облік як пам'ятка місцевого значення у 1982 році як «Казарма содового заводу для 200 холостяків». Вулиця Могилевська, 58. Має цінністю як самостійний об'єкт і як елемент ансамблю житлового селища.
Аналогічна казарма була на протилежному боці кар'єру, але зруйнована у 1950-х роках.

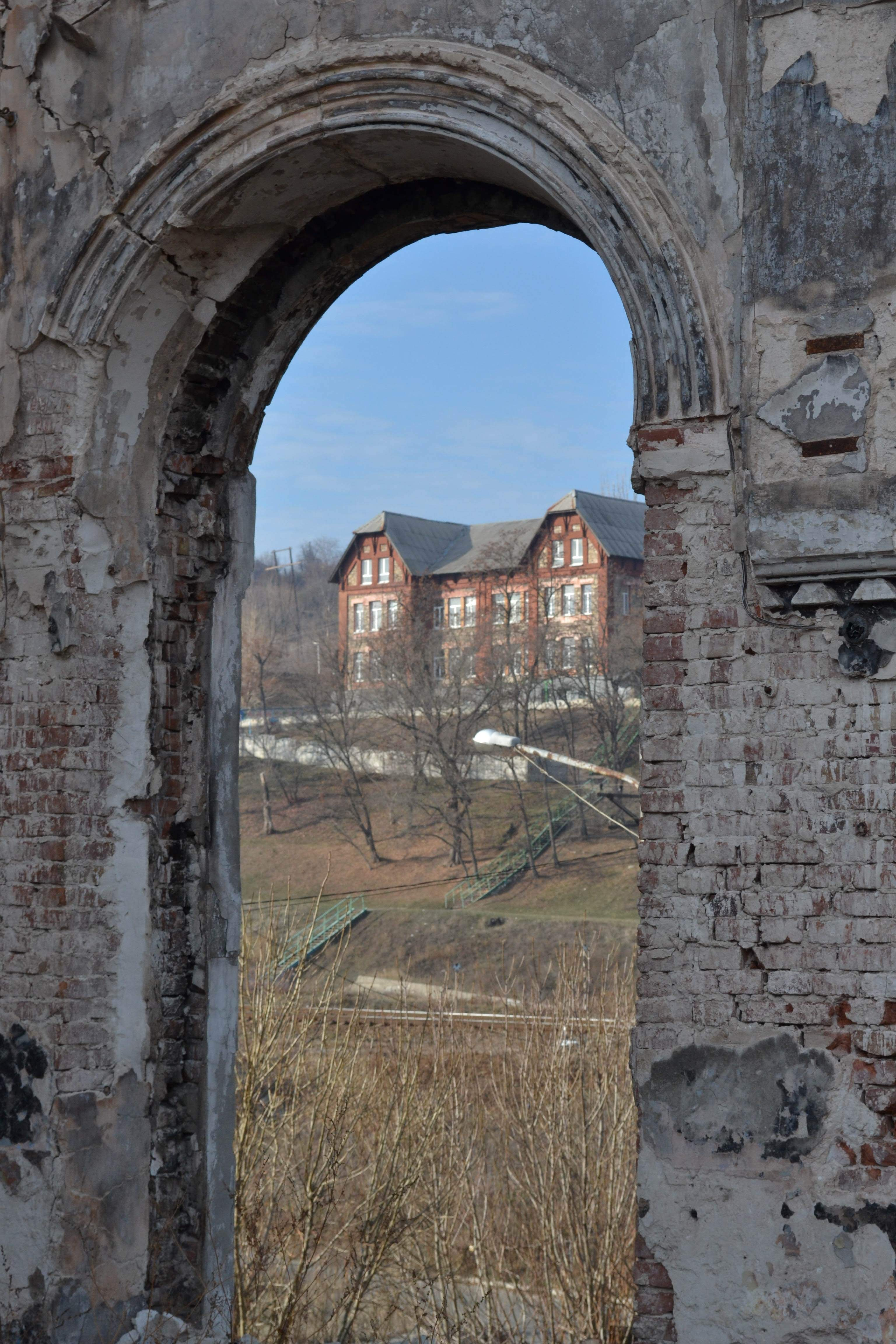
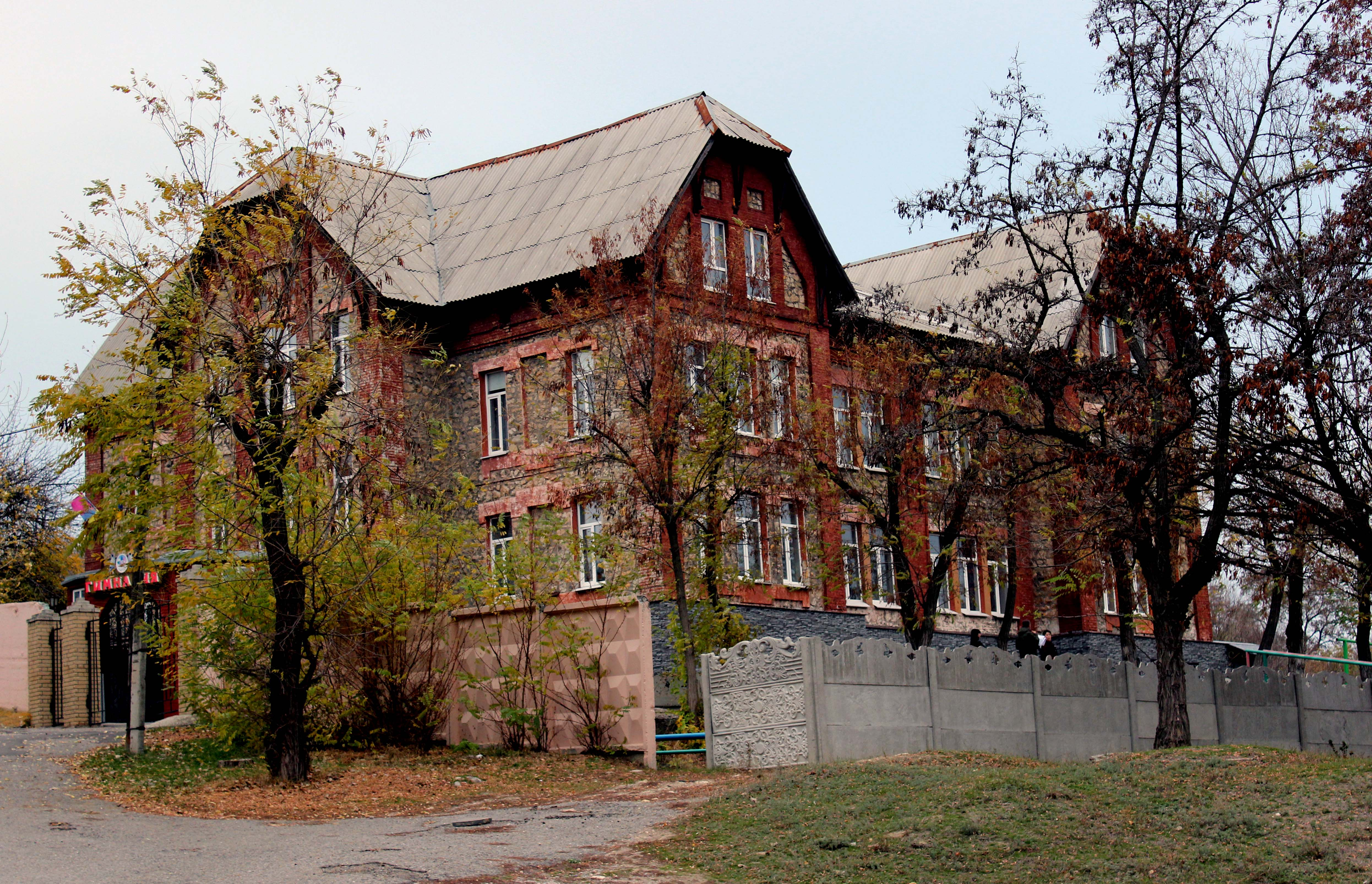
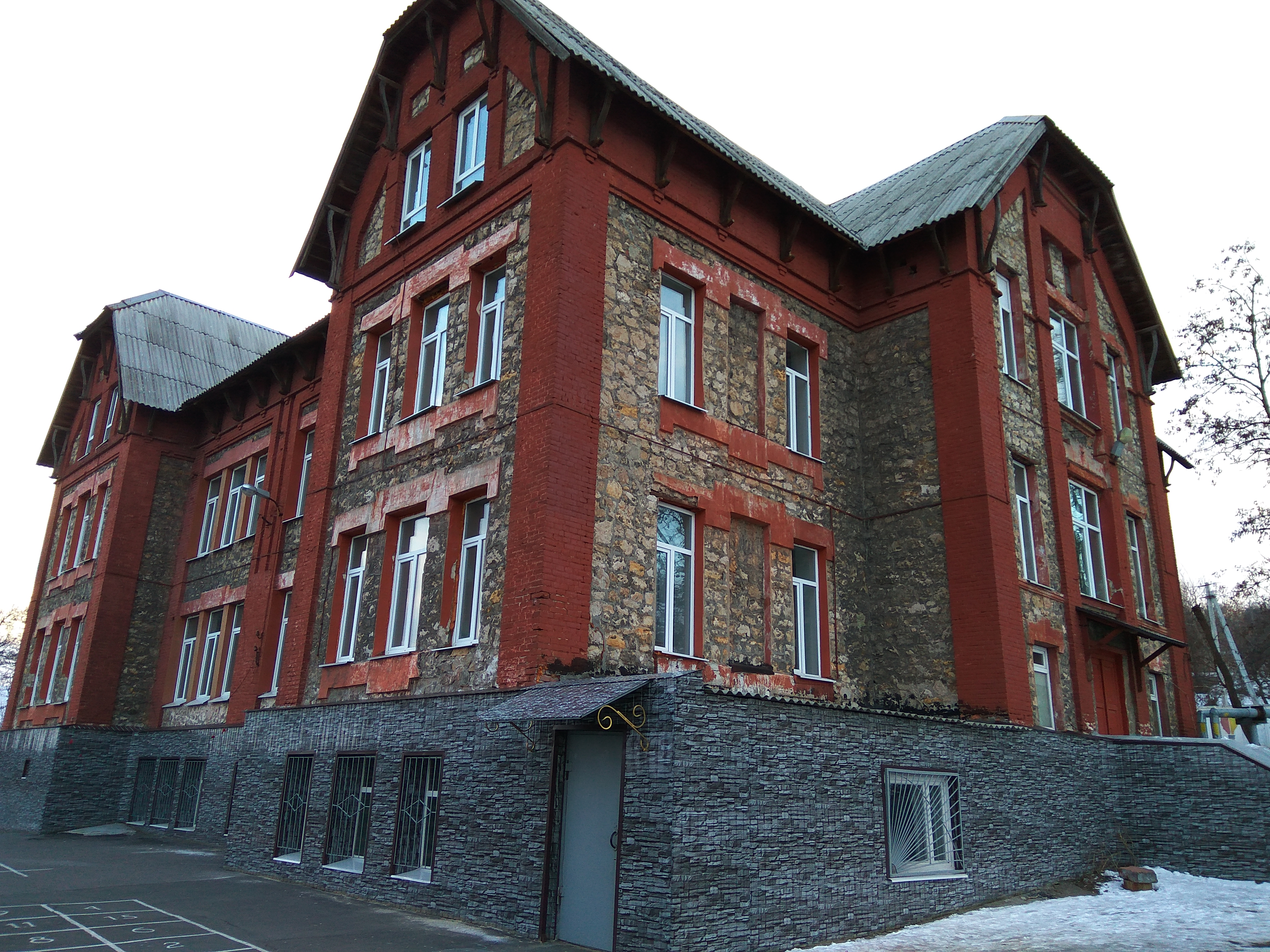

Внаслідок прицільного обстрілу російськими загарбниками 1 травня 2022 року в будівлі виникла пожежа, яка повністю знищила будівлю
.

## Два житлові будинки (вул. Могилевська)
Люди, які проживають тут, вже давно не користуються централізованим опаленням, в деяких квартирах відсутня електрика. Є порожні квартири, але там, де ще жевріє життя, присутнє відчуття самобутності, історичної спадщини. Мешканці пишаються тим, що в будинках з шатрової дахом і товстими стінами з червоної керамічної цегли, проживали ще їх діди і прадіди, а з балконів і лоджій з 1892 по 2012 рр. можна було нескінченно розглядати, як працює гігант хімічної промисловості, перший содовий завод Донбасу.

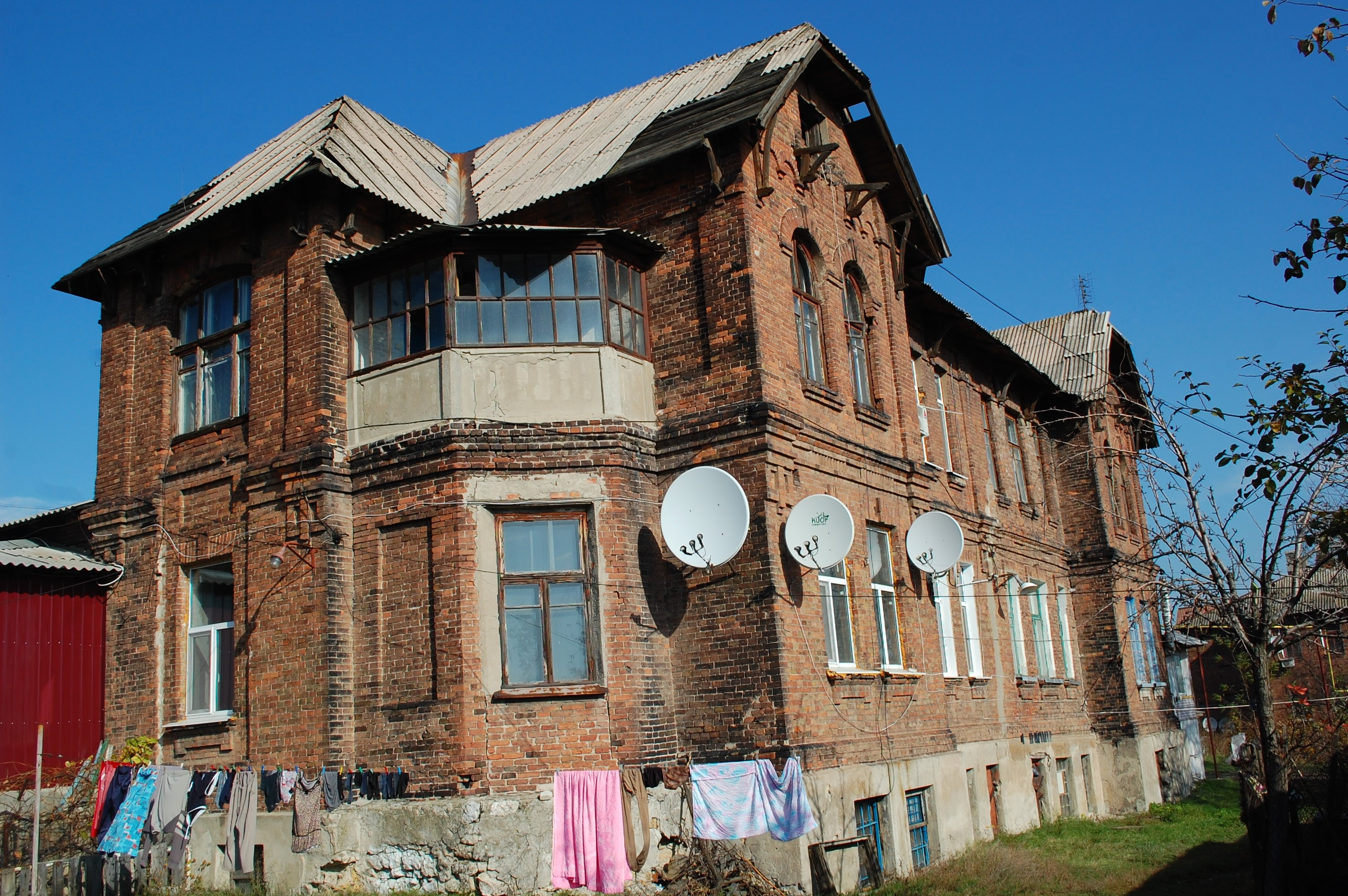
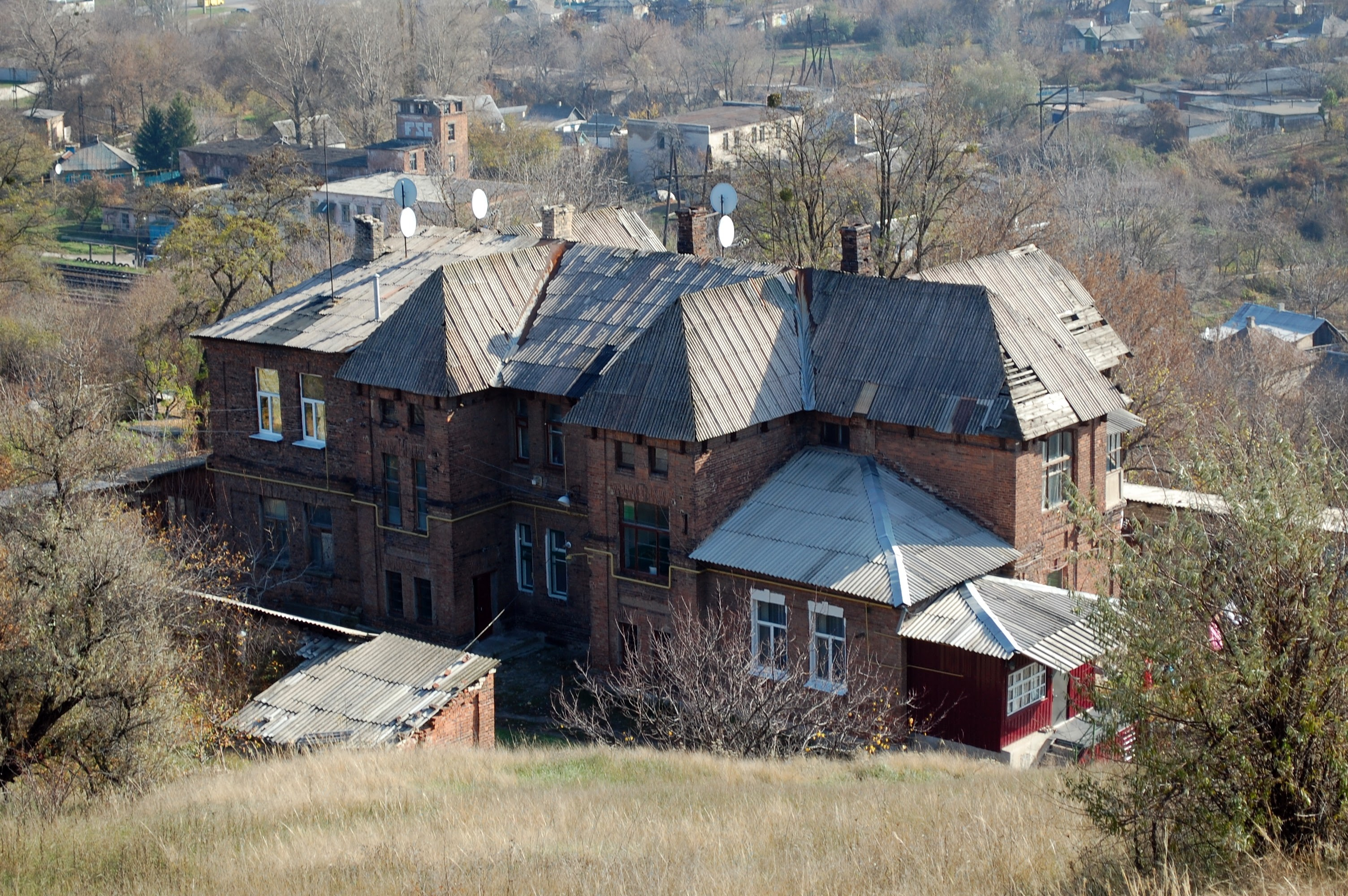
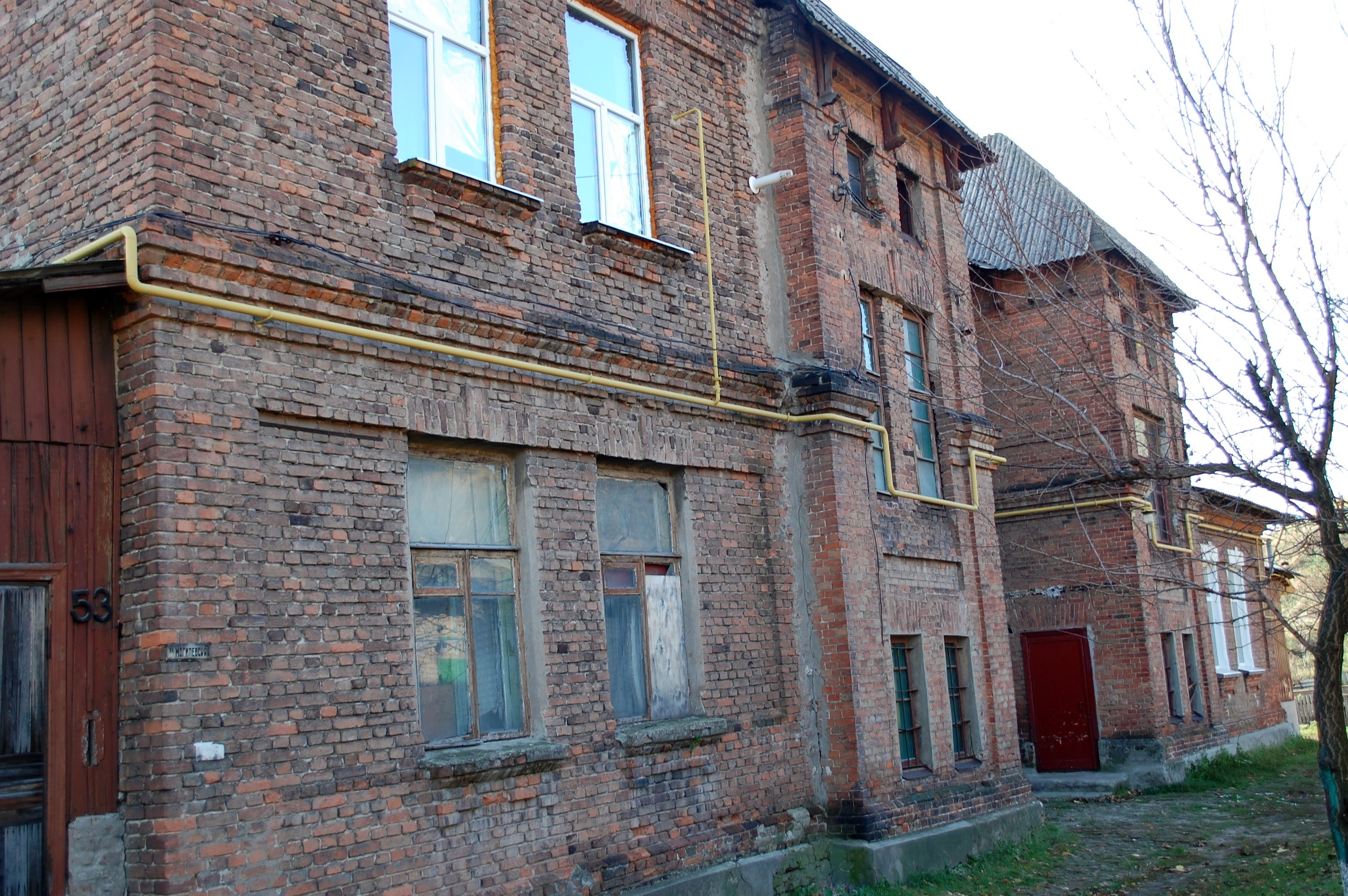
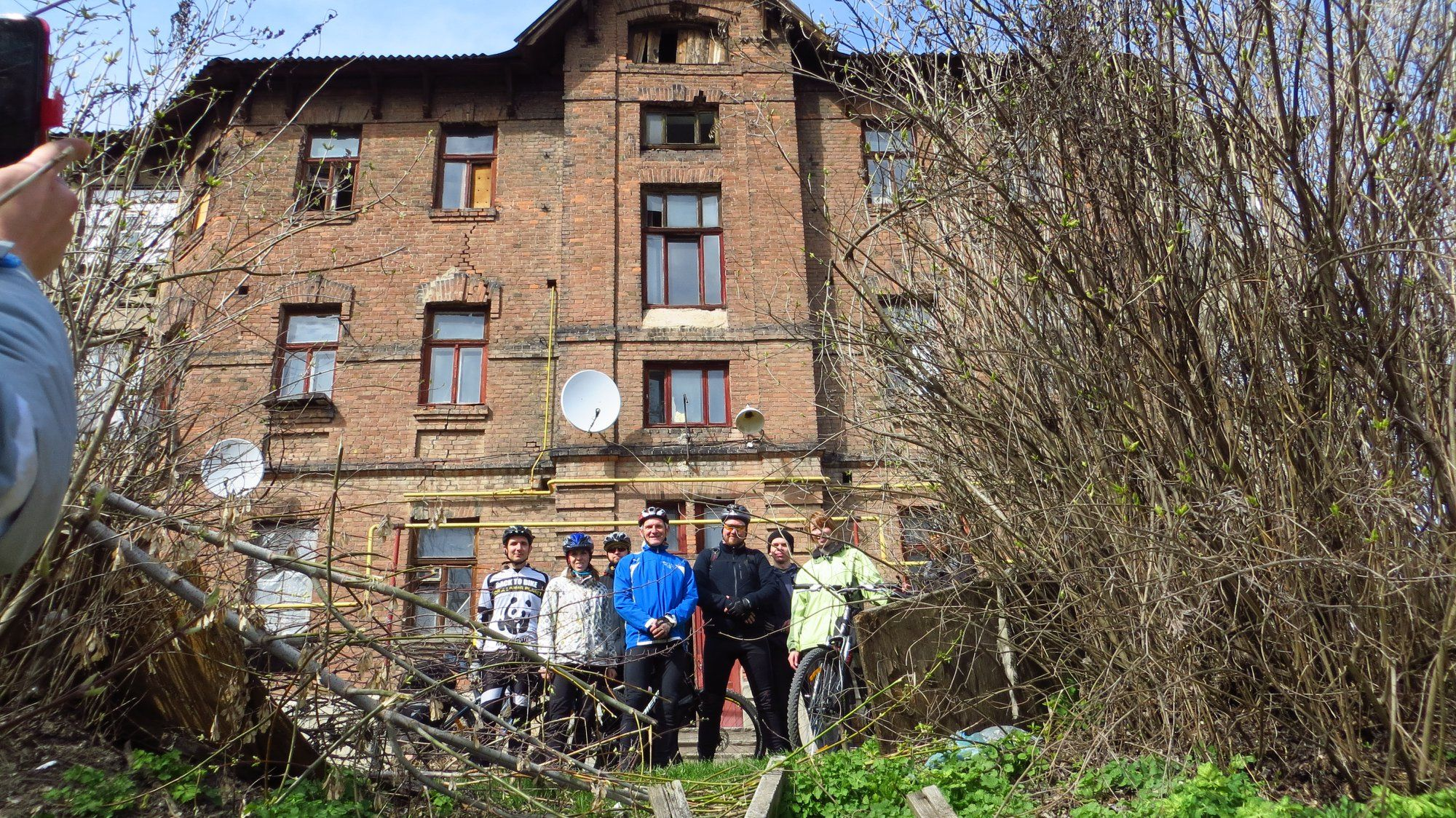
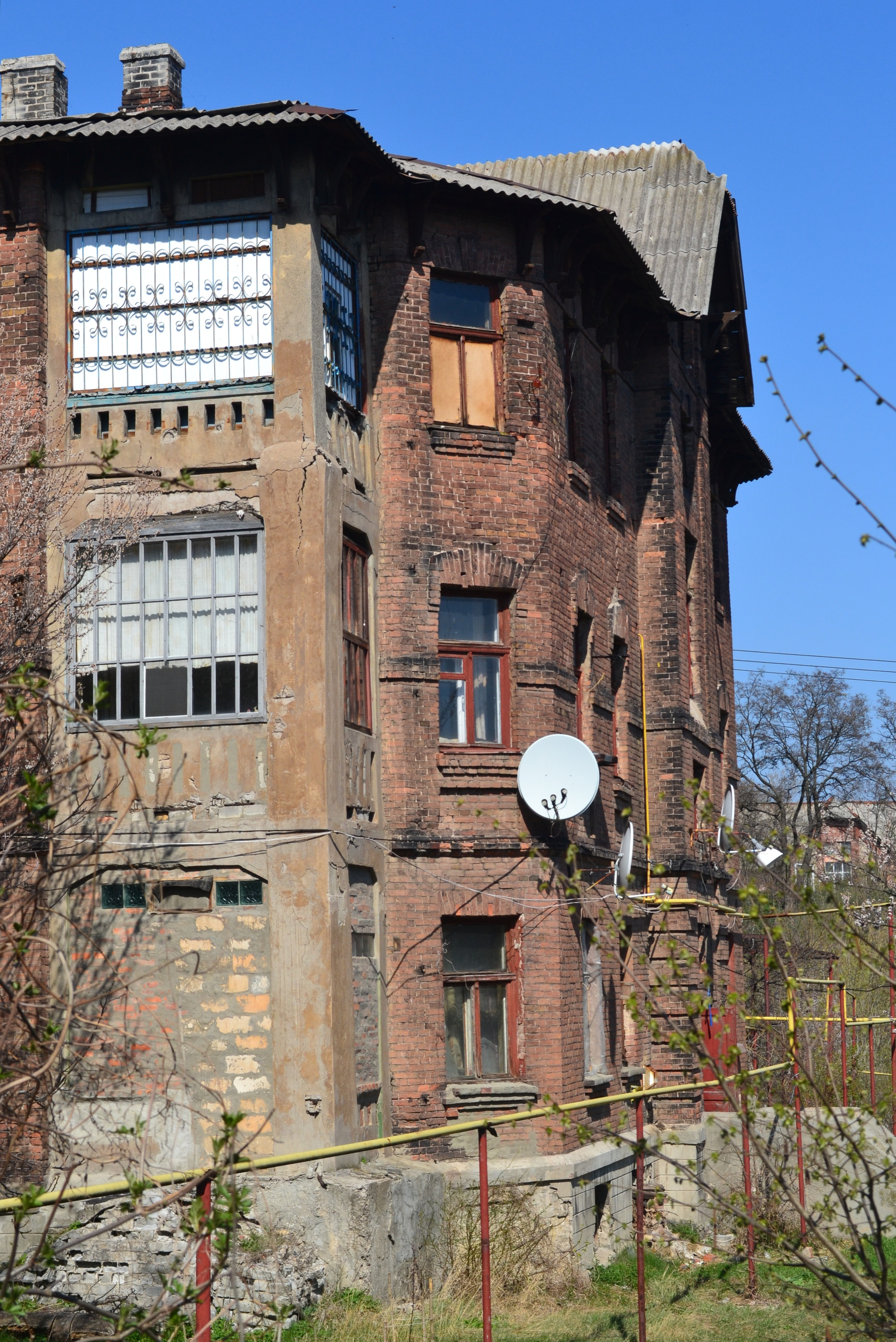
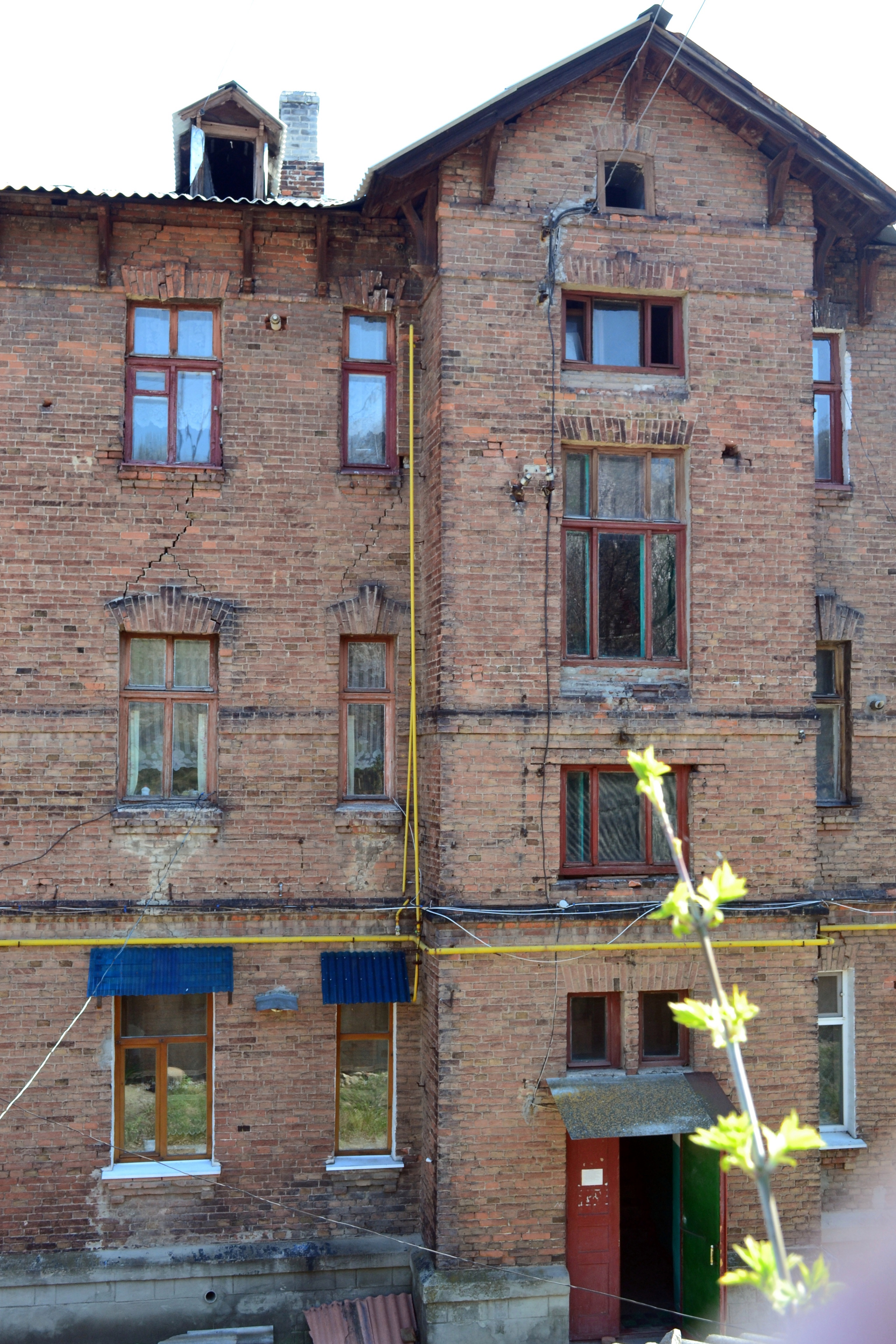
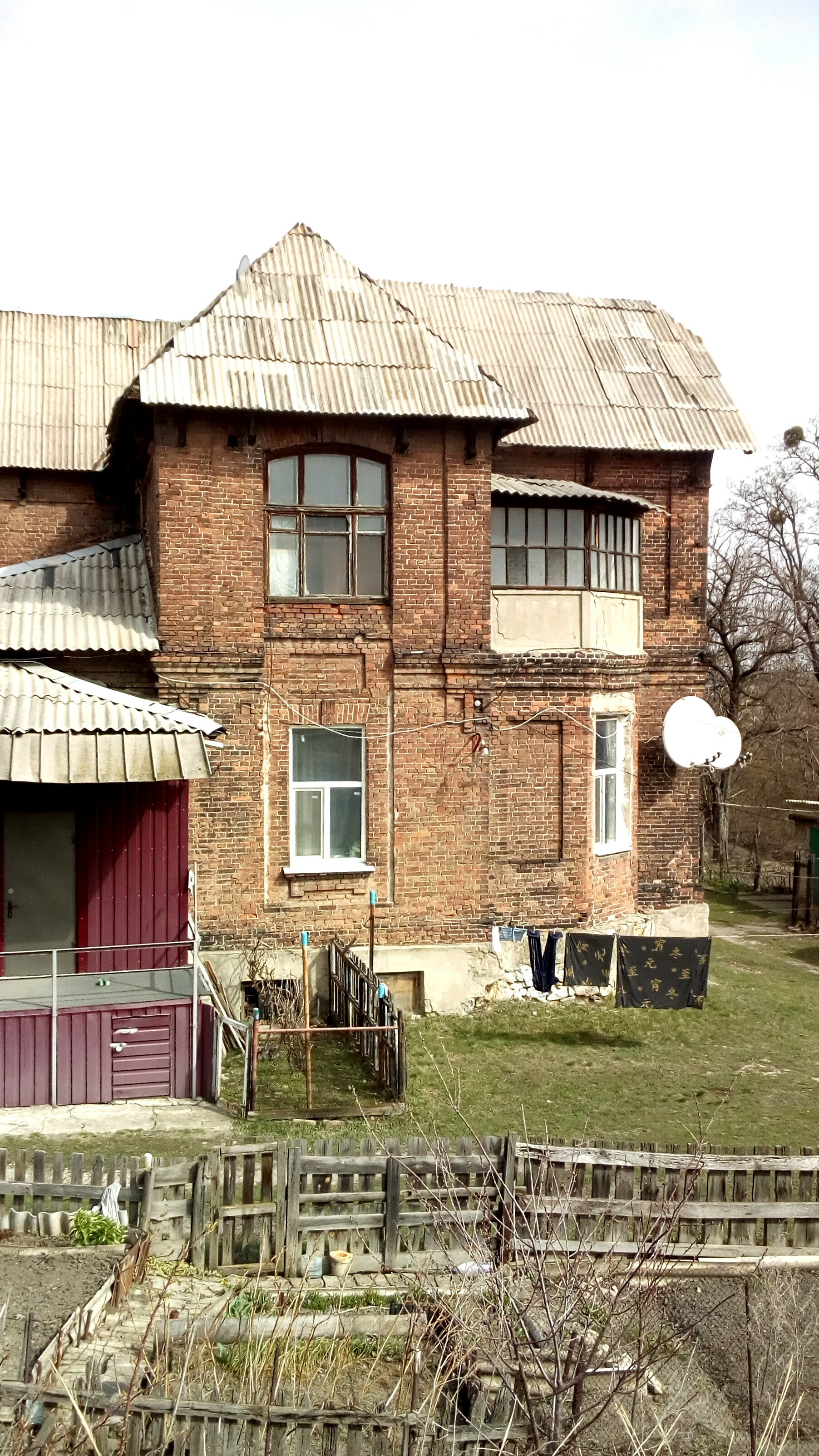
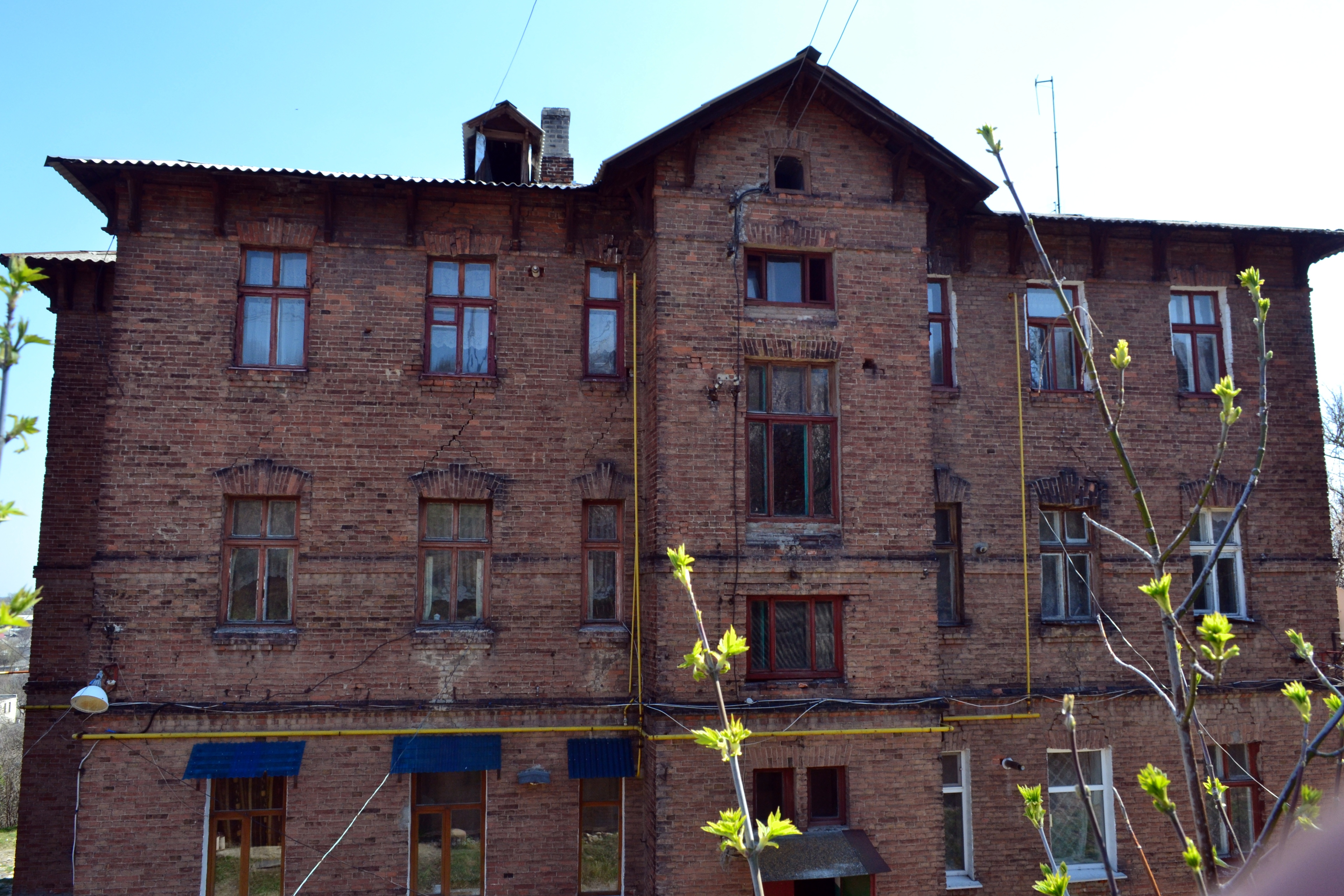
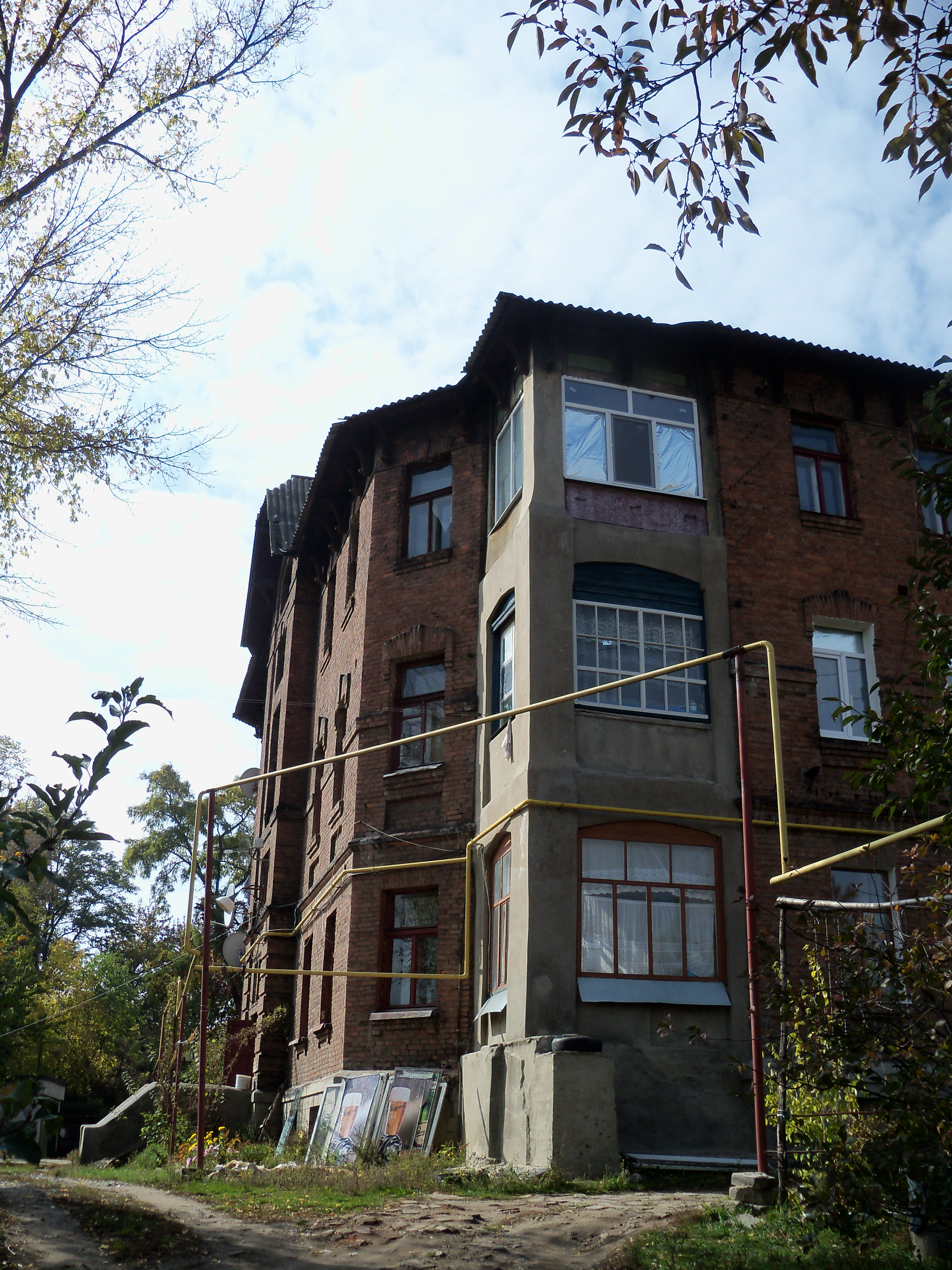
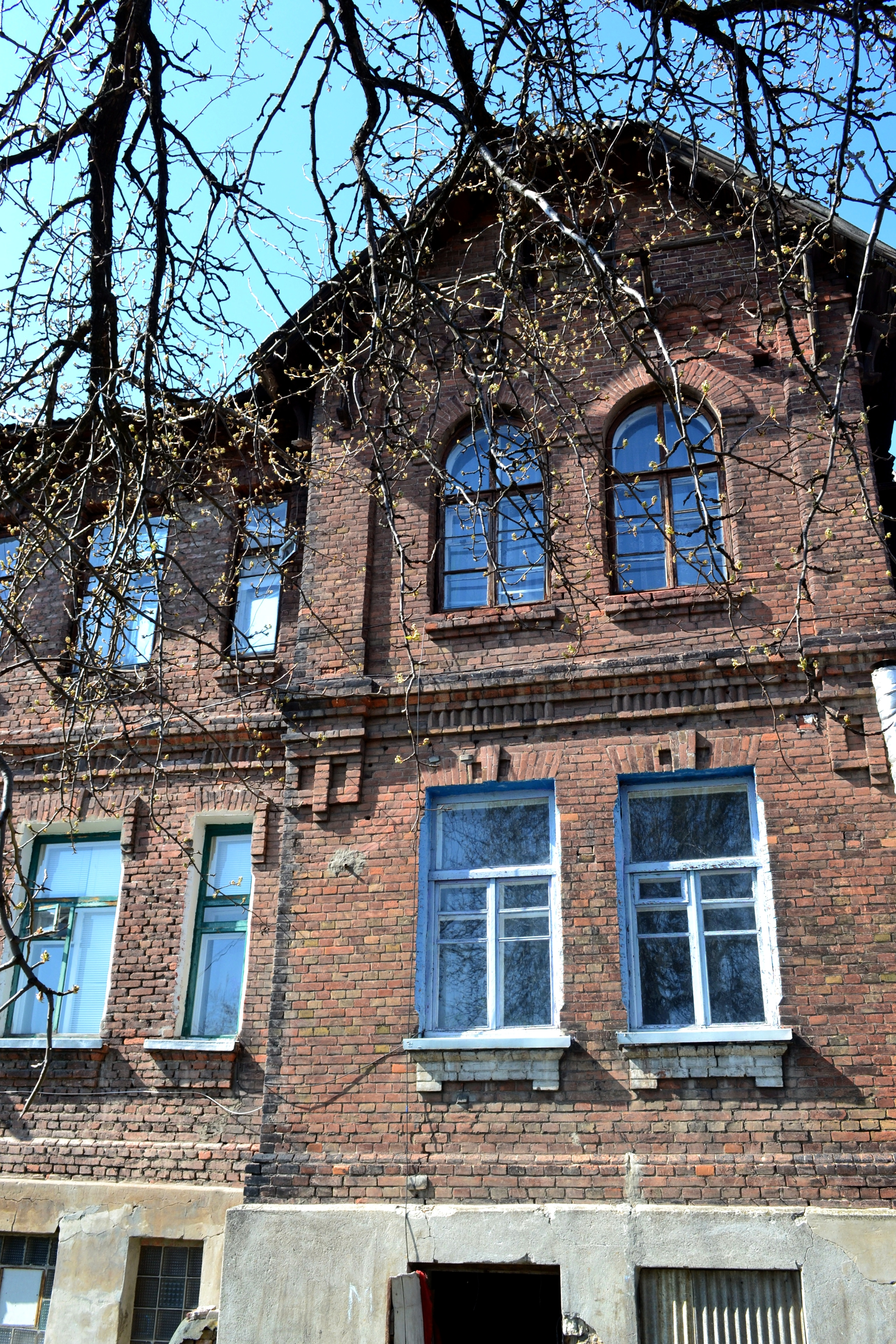

## Школа. Вул. Червона, 1
Пам'ятка архітектури
Будівля школи побудована в 1901 році як 2-х класна міністерська школа для дітей робітників і службовців, а також дітей села Верхнього. Вже в той час школа мала кінозал. У такому статусі вона навчала дітей до 1955 року. Потім була переобладнана під службові приміщення адміністрації содового заводу.
На облік поставлено в 1987 році, як пам'ятник архітектури. В результаті пожежі 2013 року повністю згорів дах. Під впливом опадів  будівля руйнується і знаходиться в дуже незадовільному стані.
Стиль ампір, хоча це еклектичне рішення, так як в планувальних і деталіровочних частинах його можна віднести до класицизму. Стіни викладені з цегли, оштукатуреного і пофарбованого в бежеві та білі деталі. Дах шатровий. Будівля двоповерхова, класні кімнати згруповані навколо залу і з'єднані коридором. Є великий зал для масових заходів.
Попри те, що будинок є Пам'яткою архітектури, жодних кроків до його збереження не робиться.

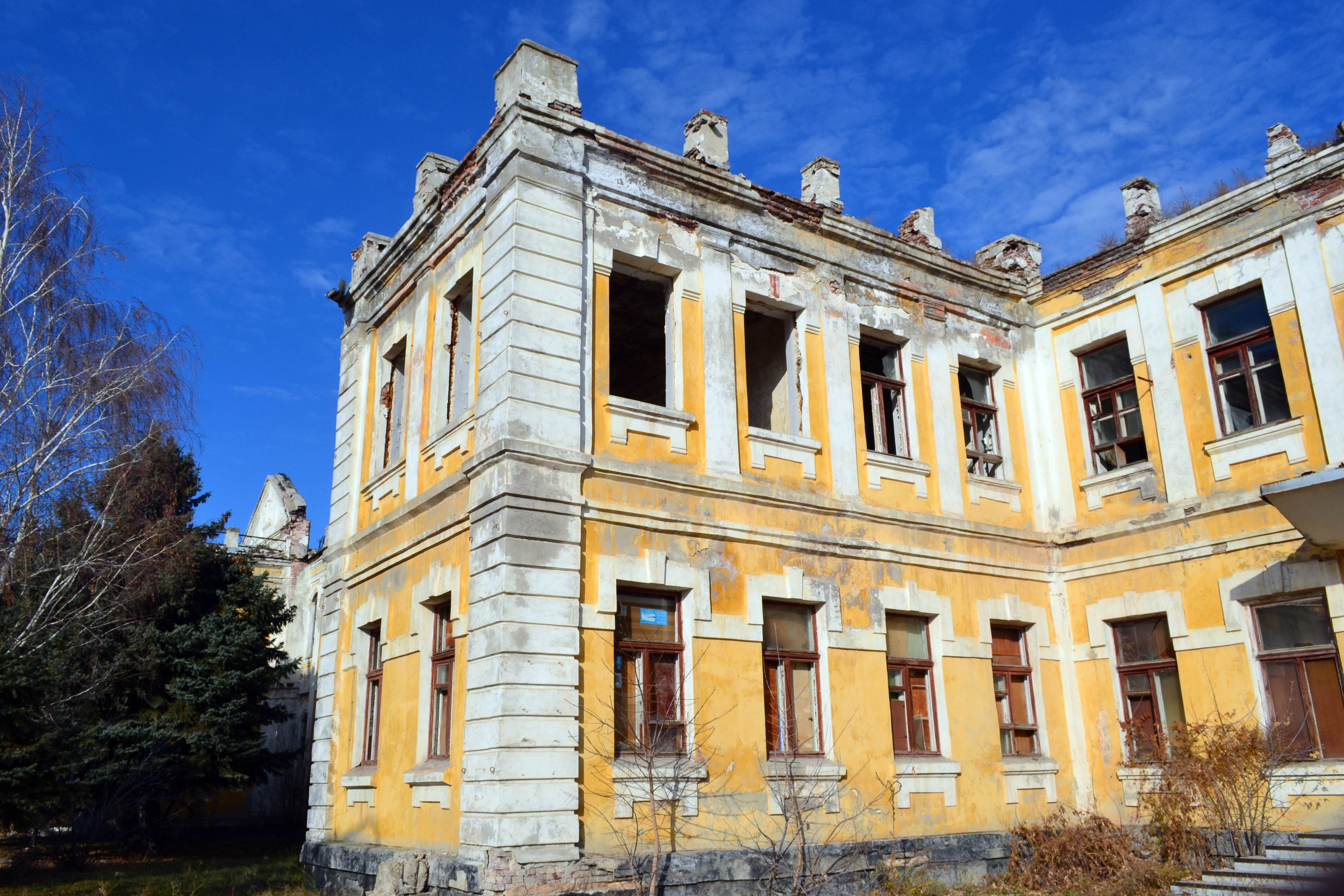
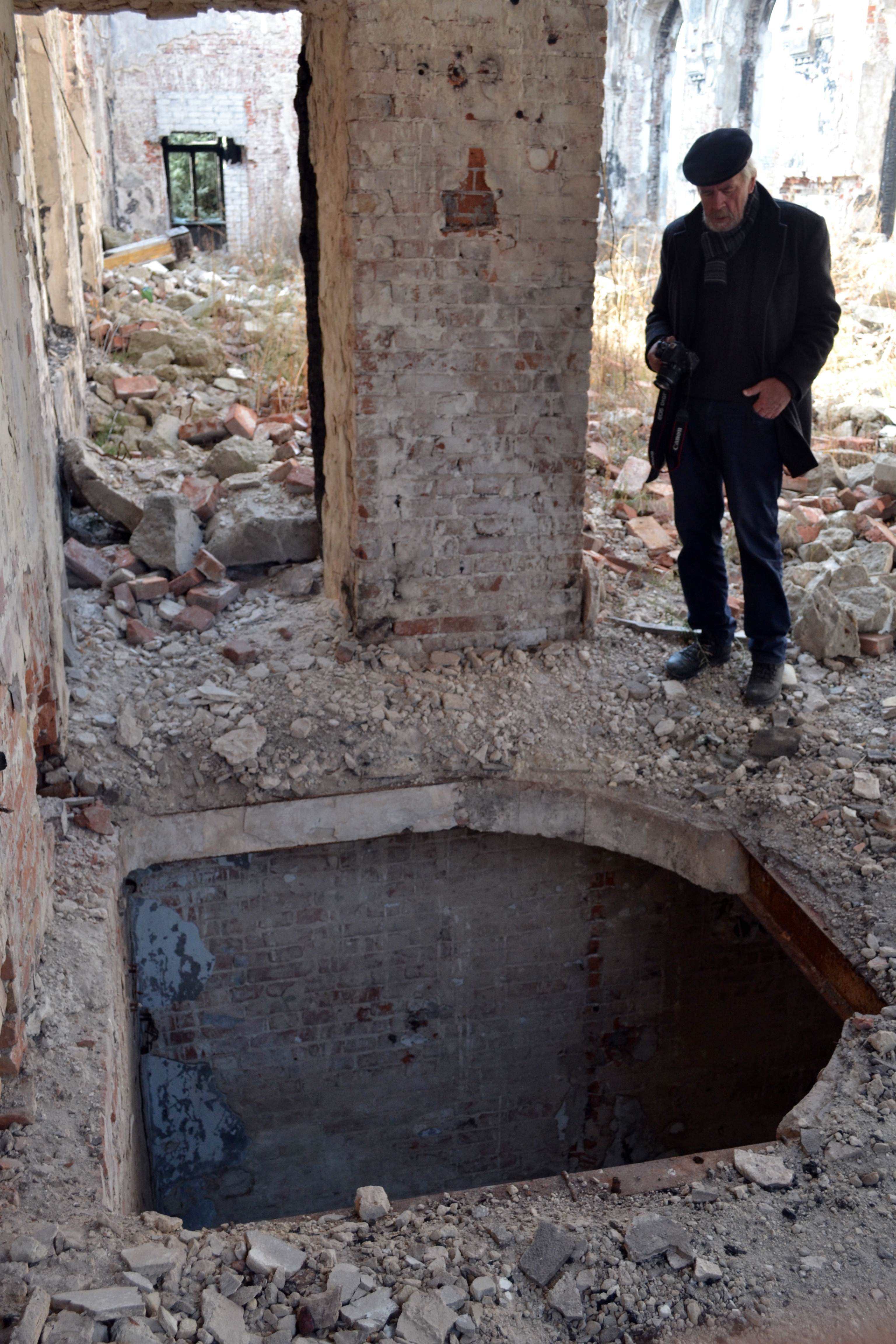
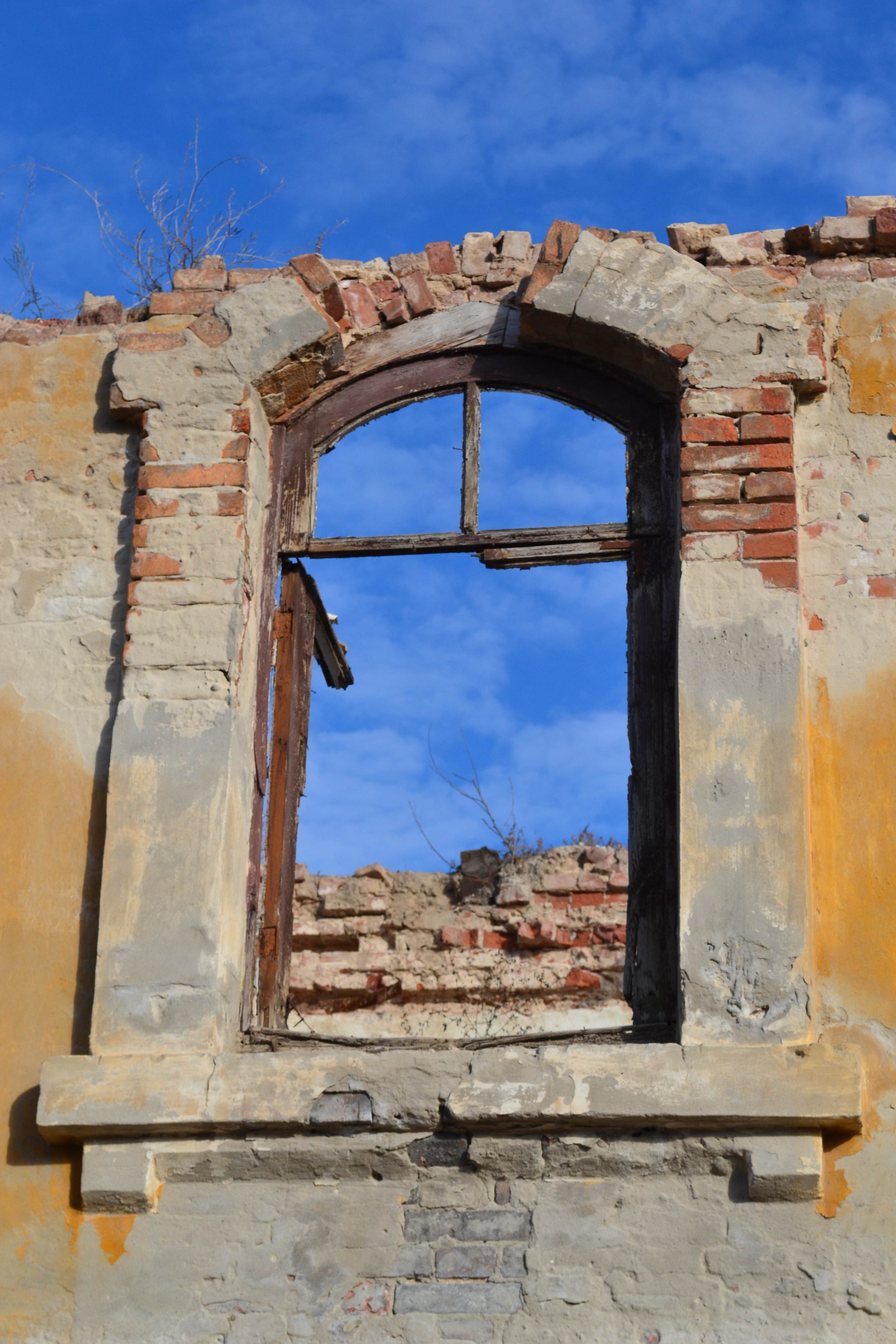
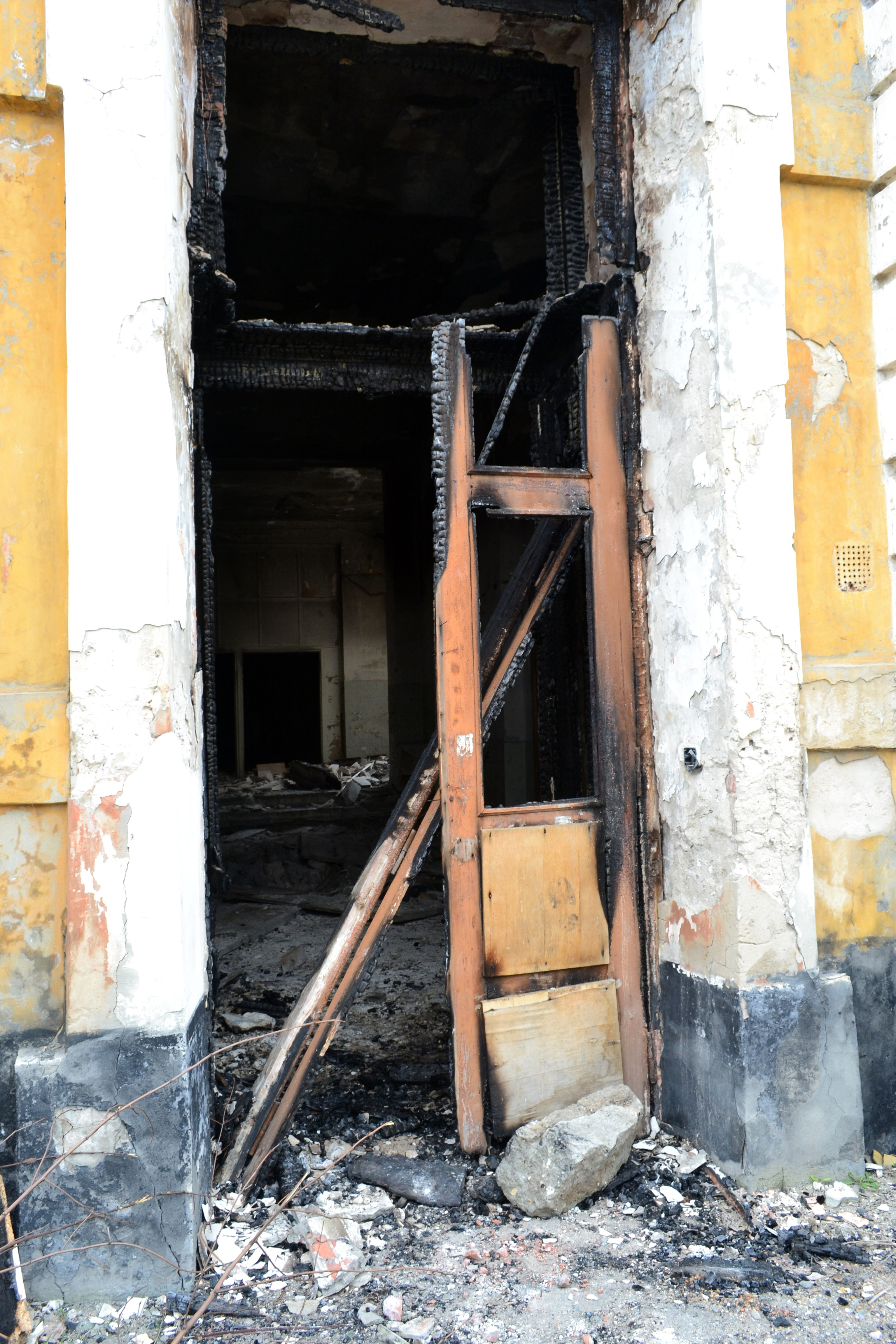
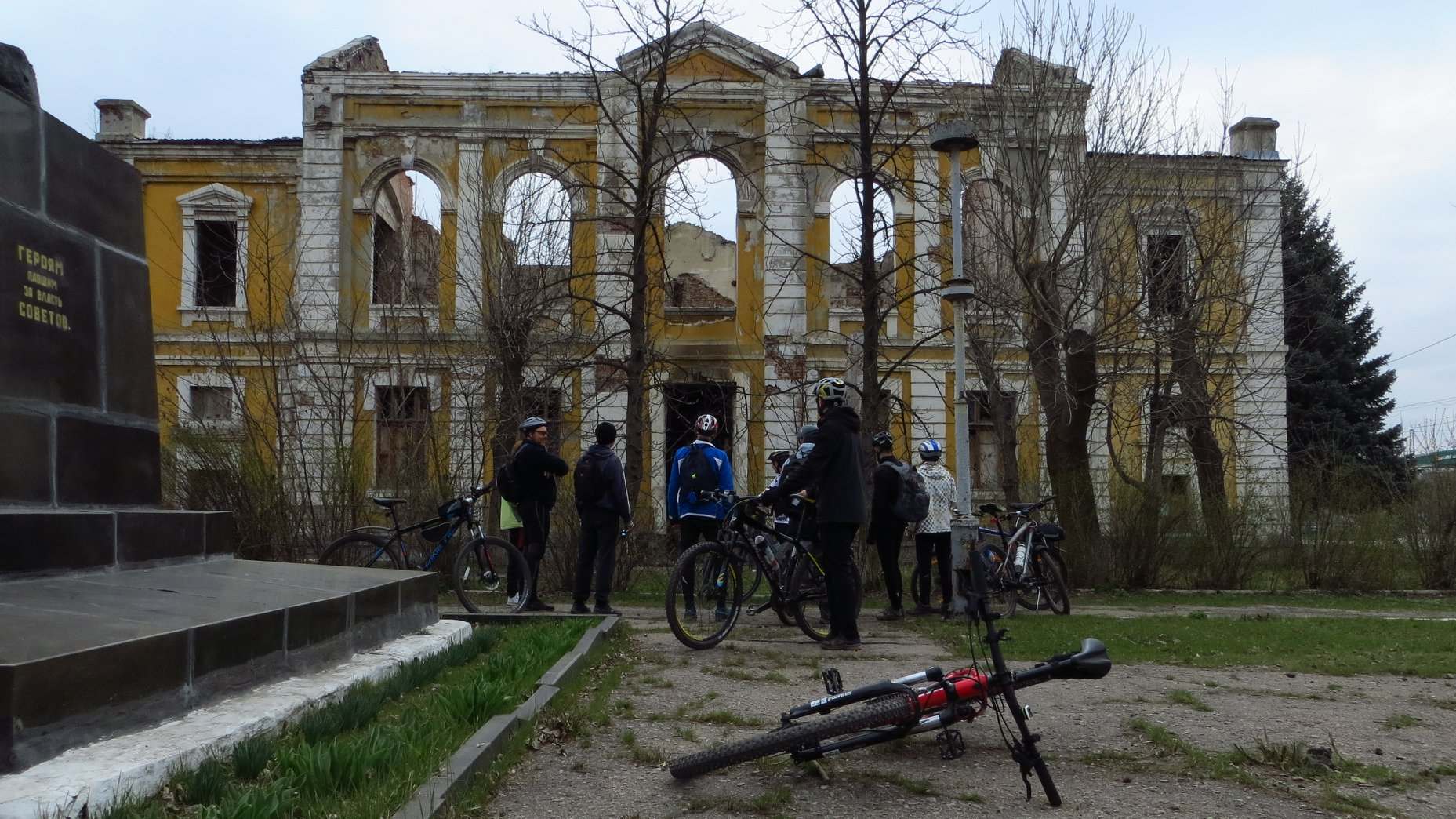
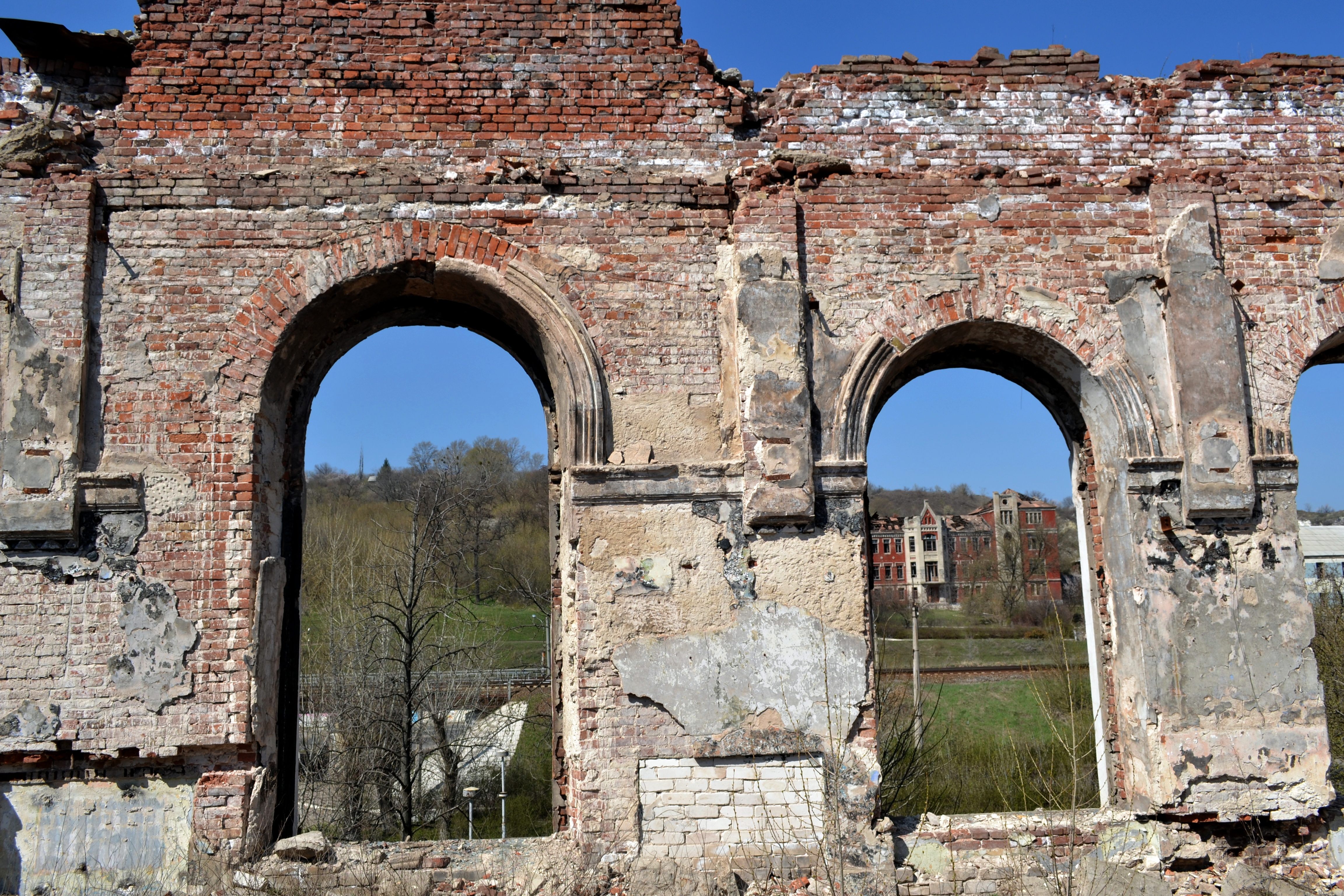

## Адмінбудівлі заводу

стан на 2013 р.
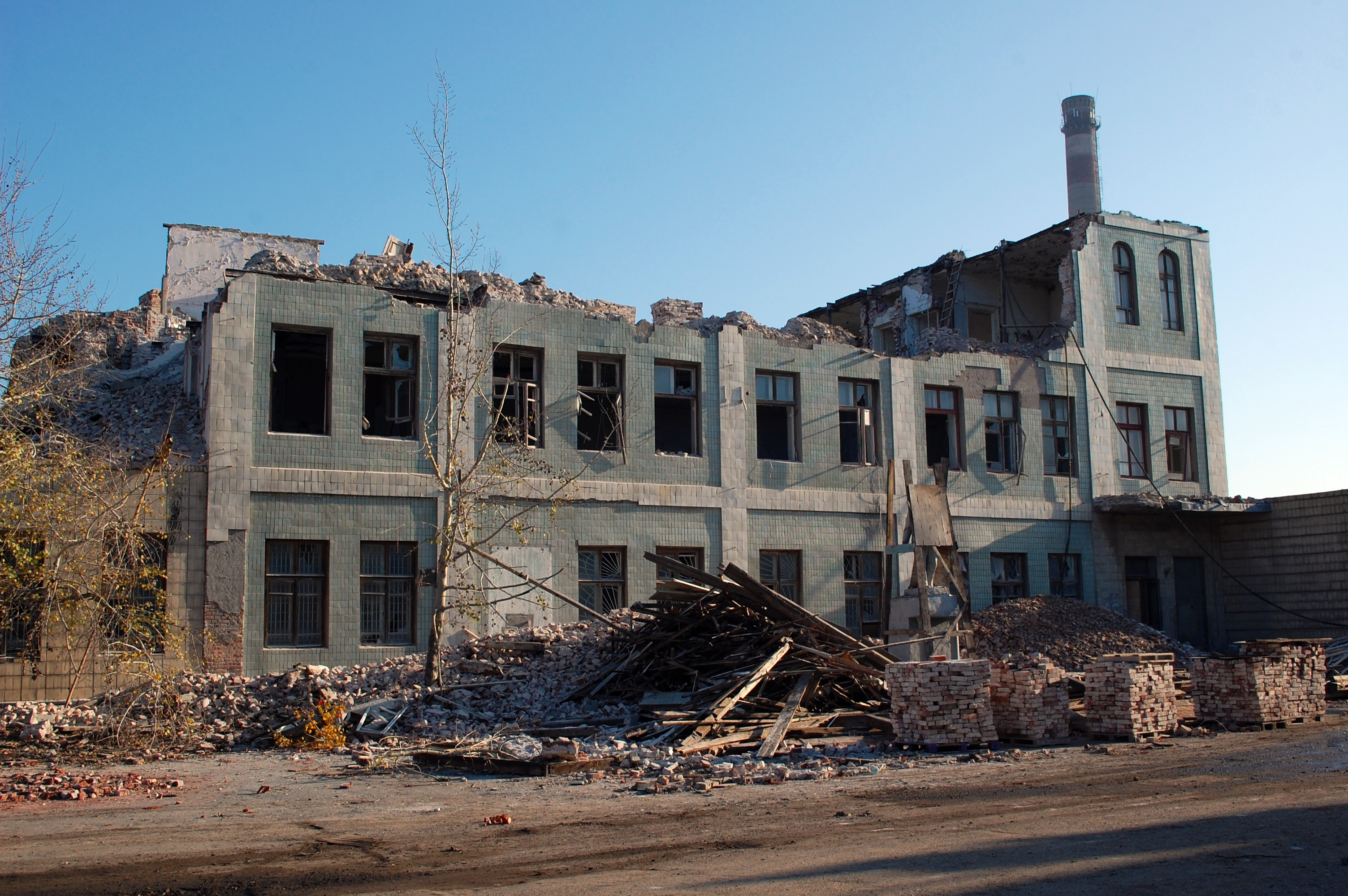
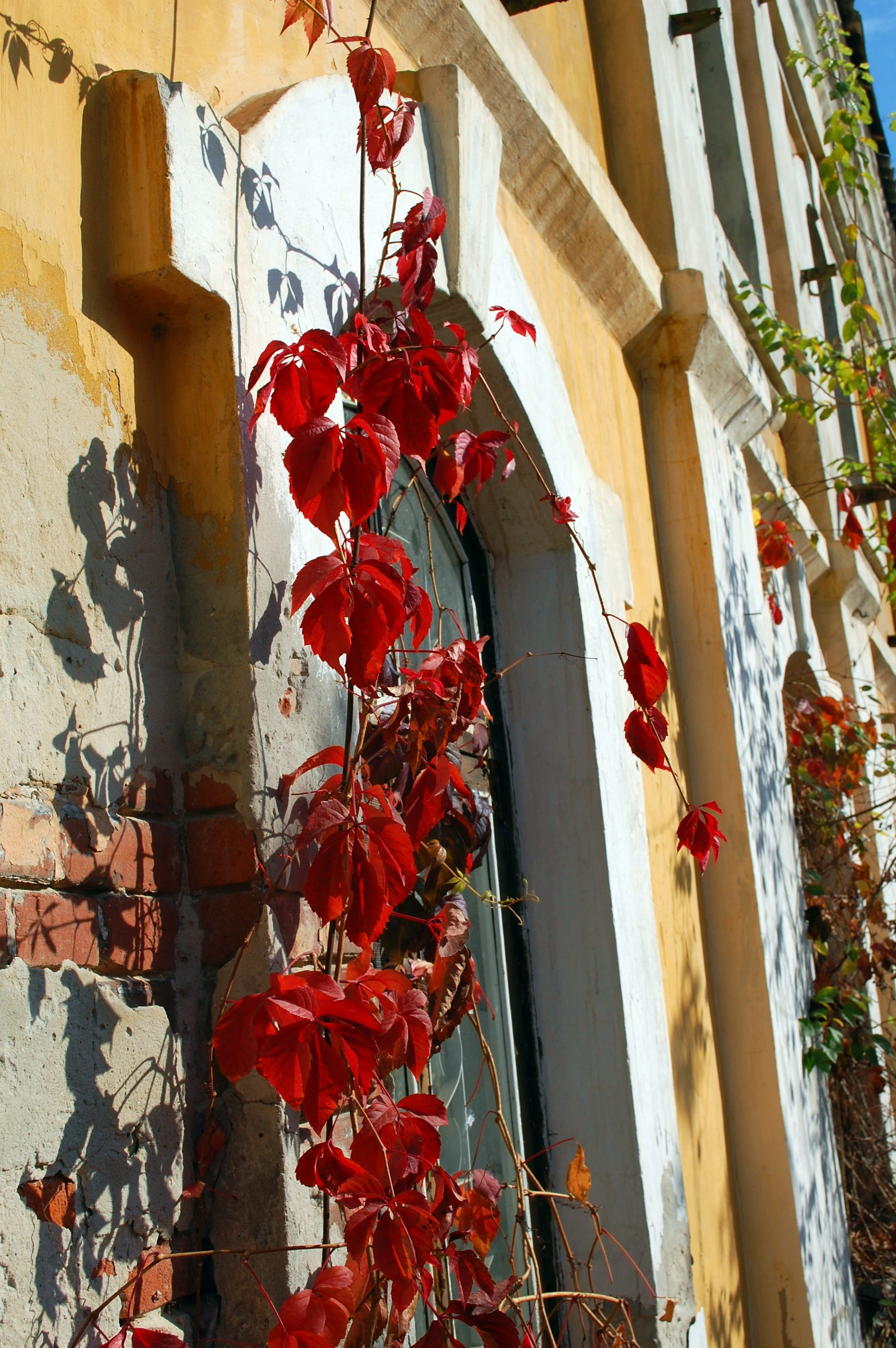
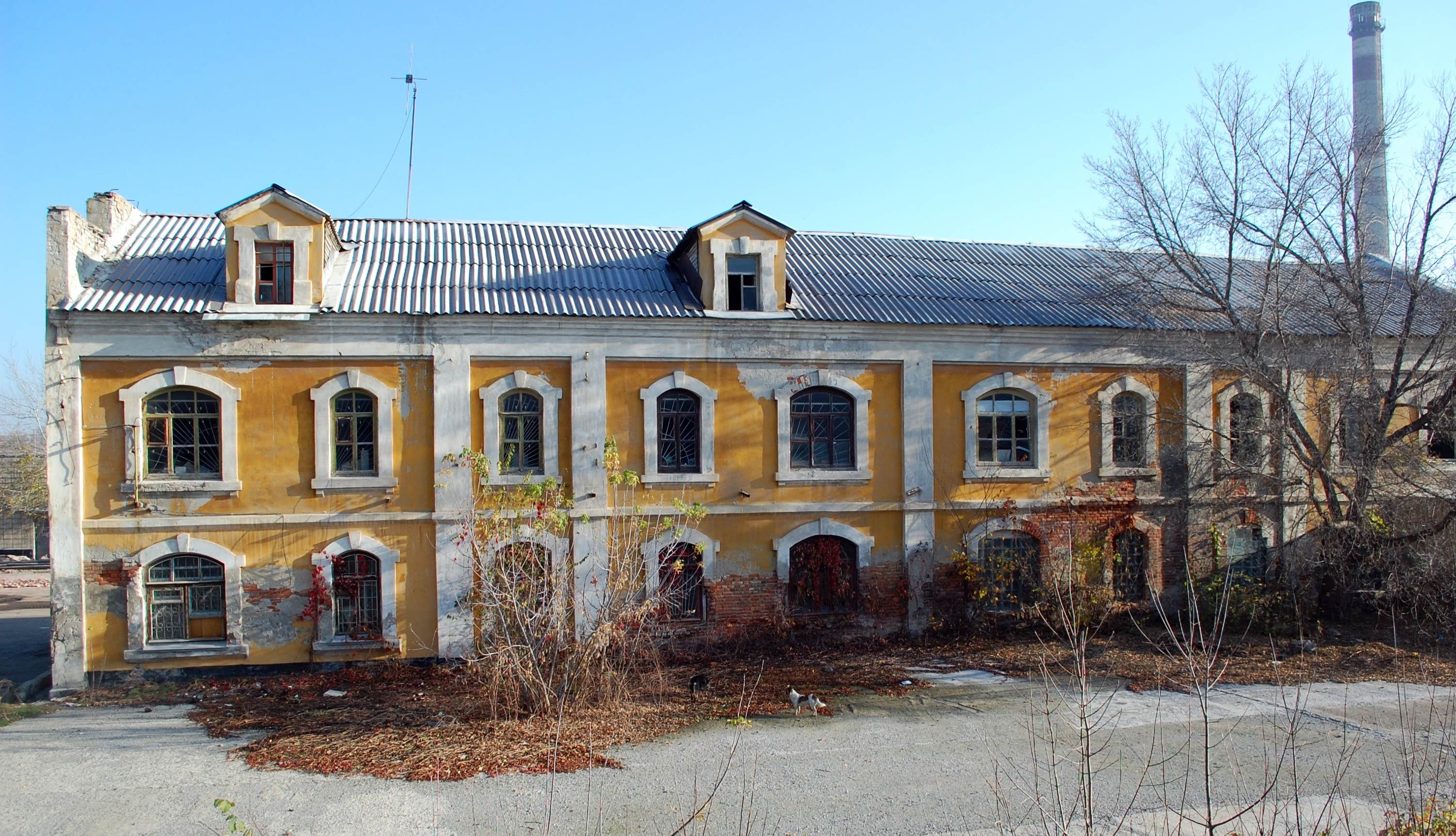
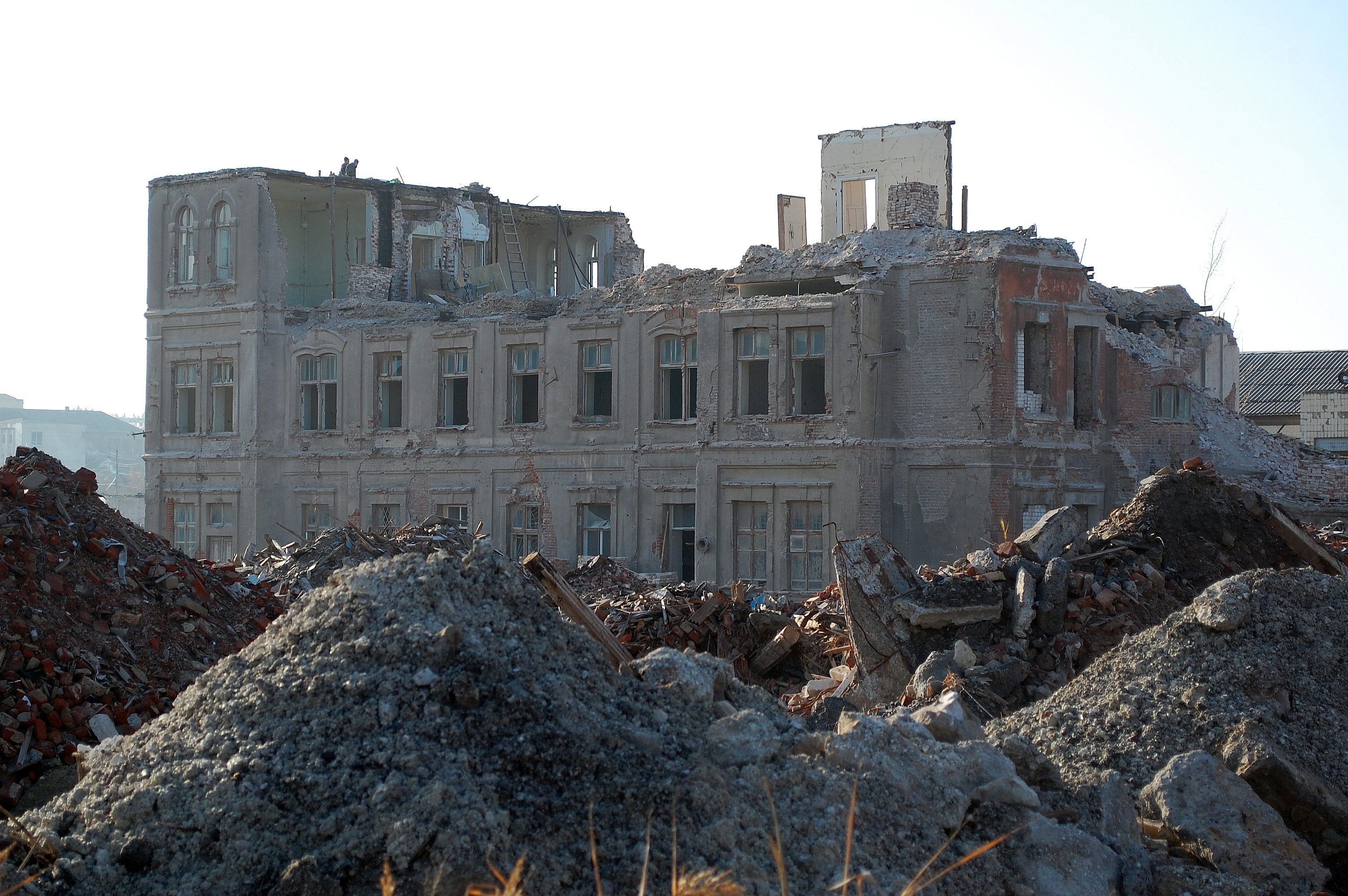
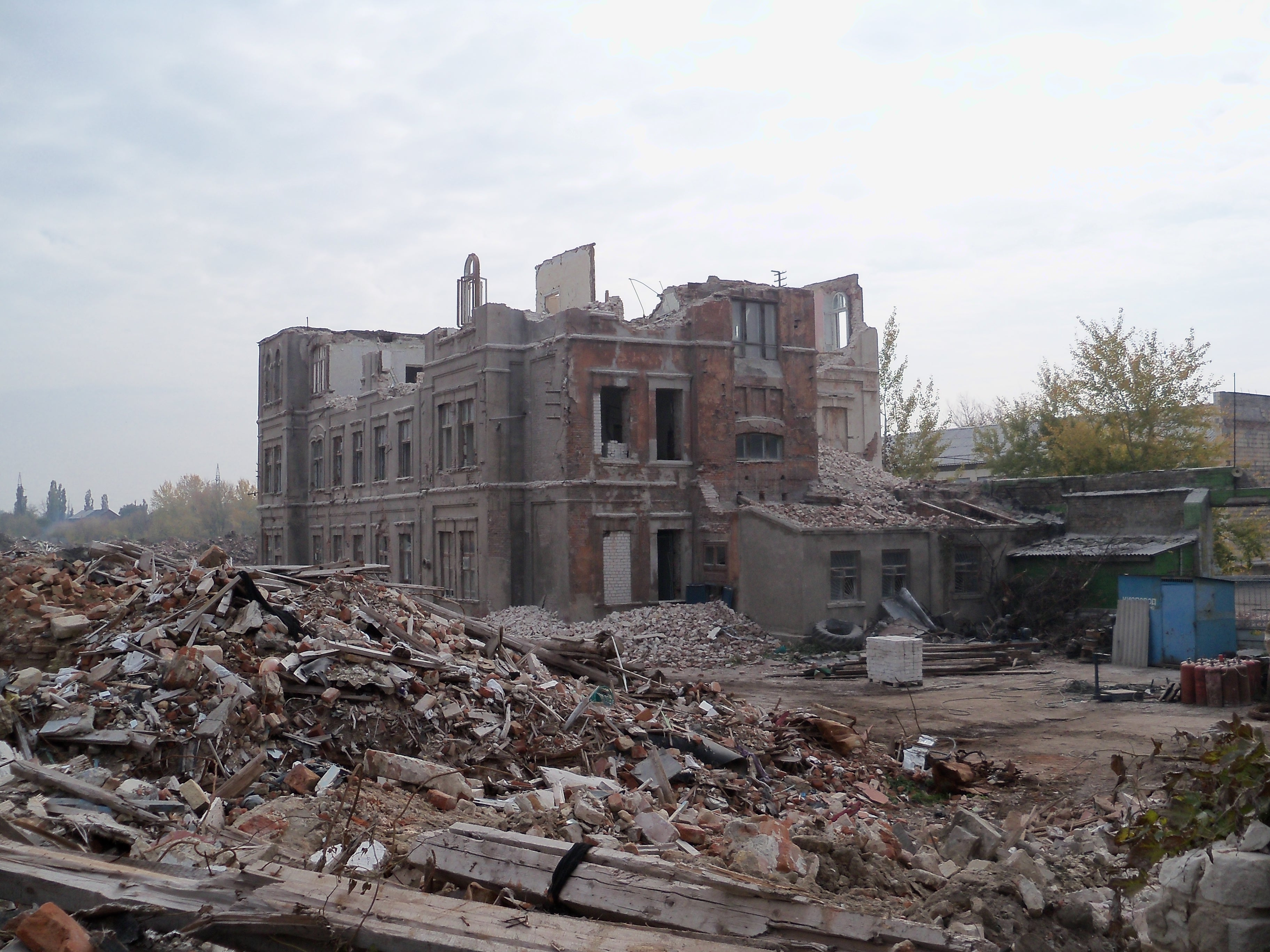

стан на 2020 р.
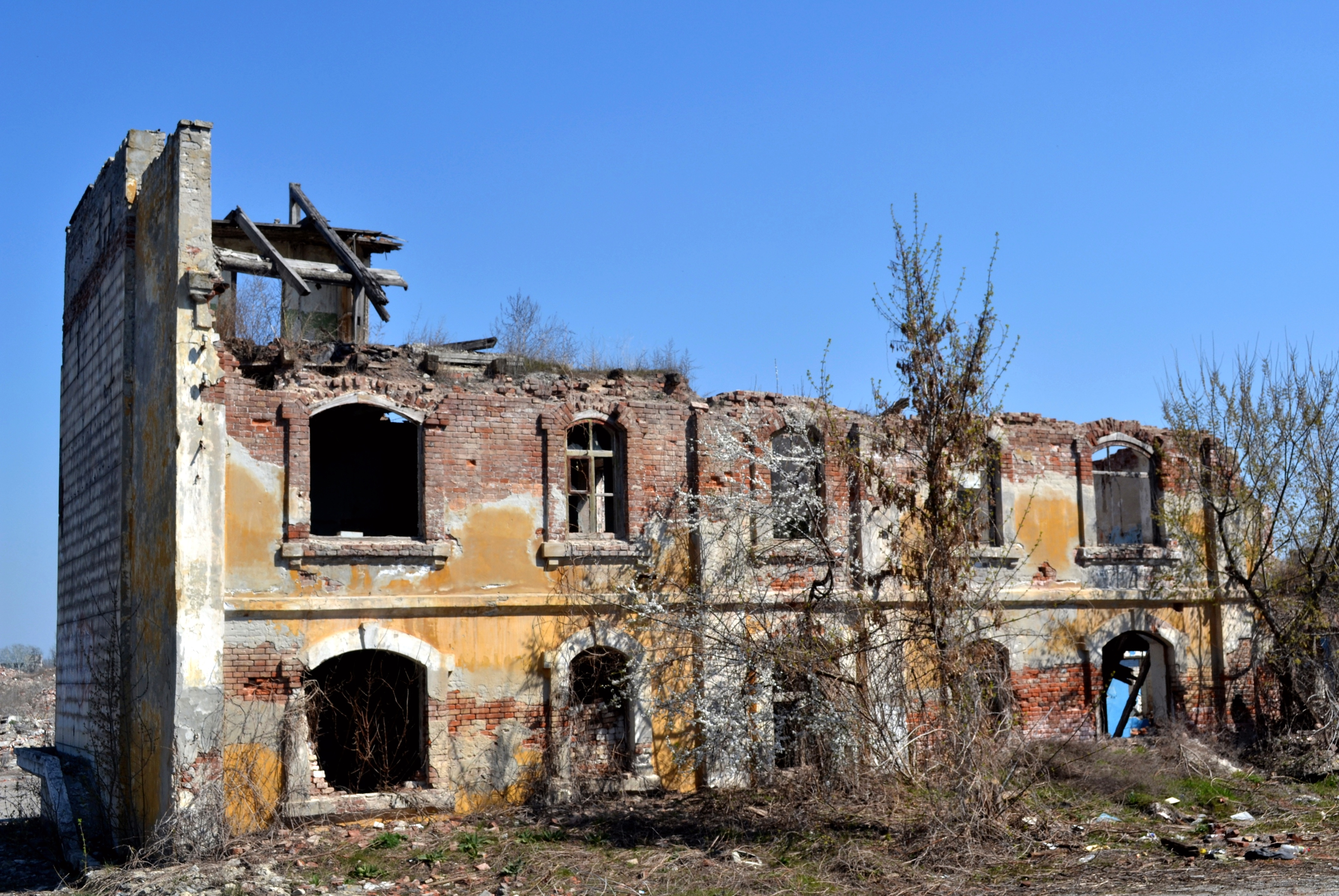
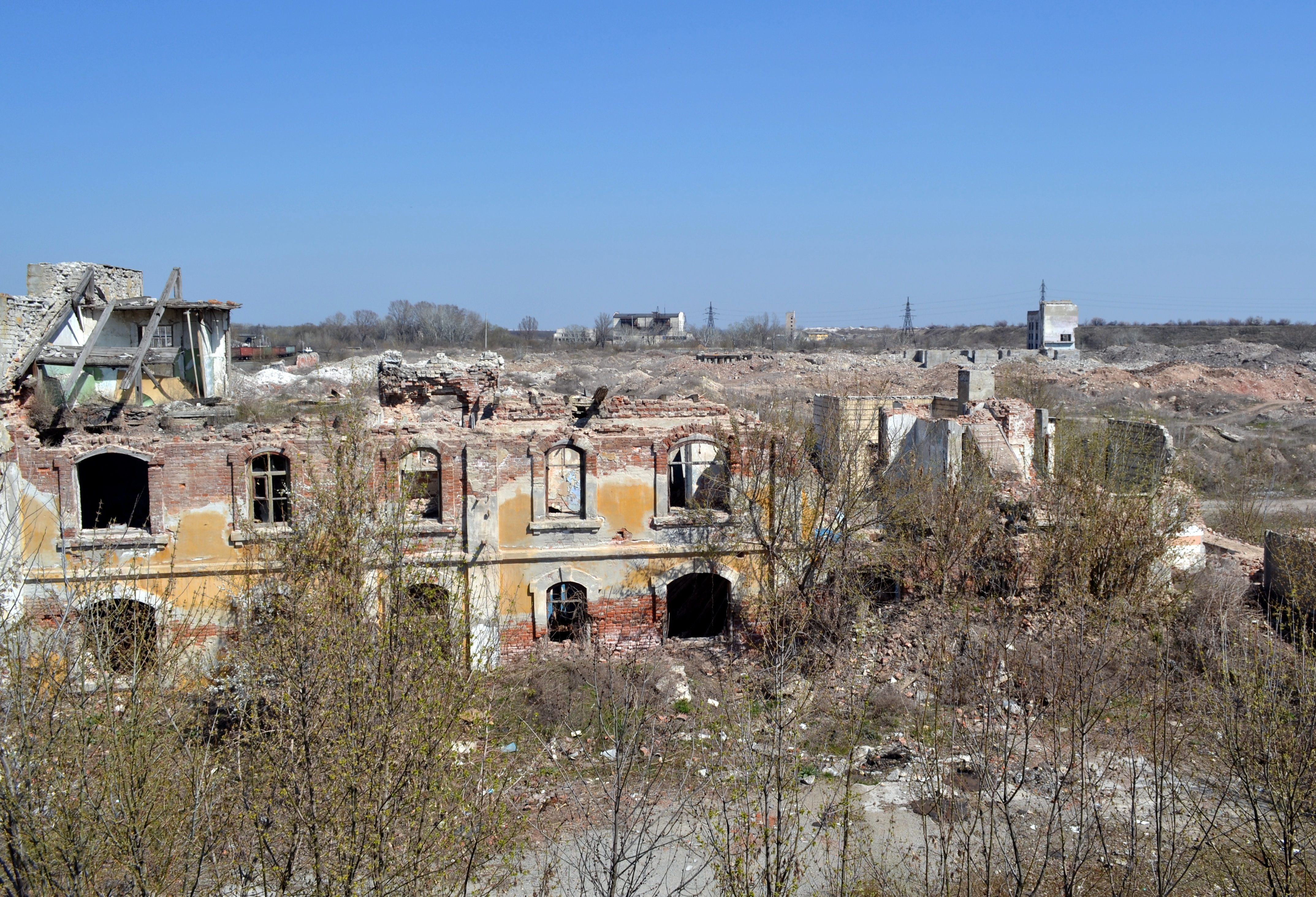

## Житловий квартал по вулиці Енергетиків
Житловий квартал розташований на правому березі річки Бєлєнької. Складається з дев'яти двоповерхових житлових будинків з червоної цегли, кожен на 4 господаря. Все будівлі виконані в стилі «бельгійських» будинків модерн. Час будівництва - орієнтовно перше десятиліття XX століття. Будинки впорядковані.
У дворах передбачені допоміжні технічні споруди, деякі з них зруйновані.

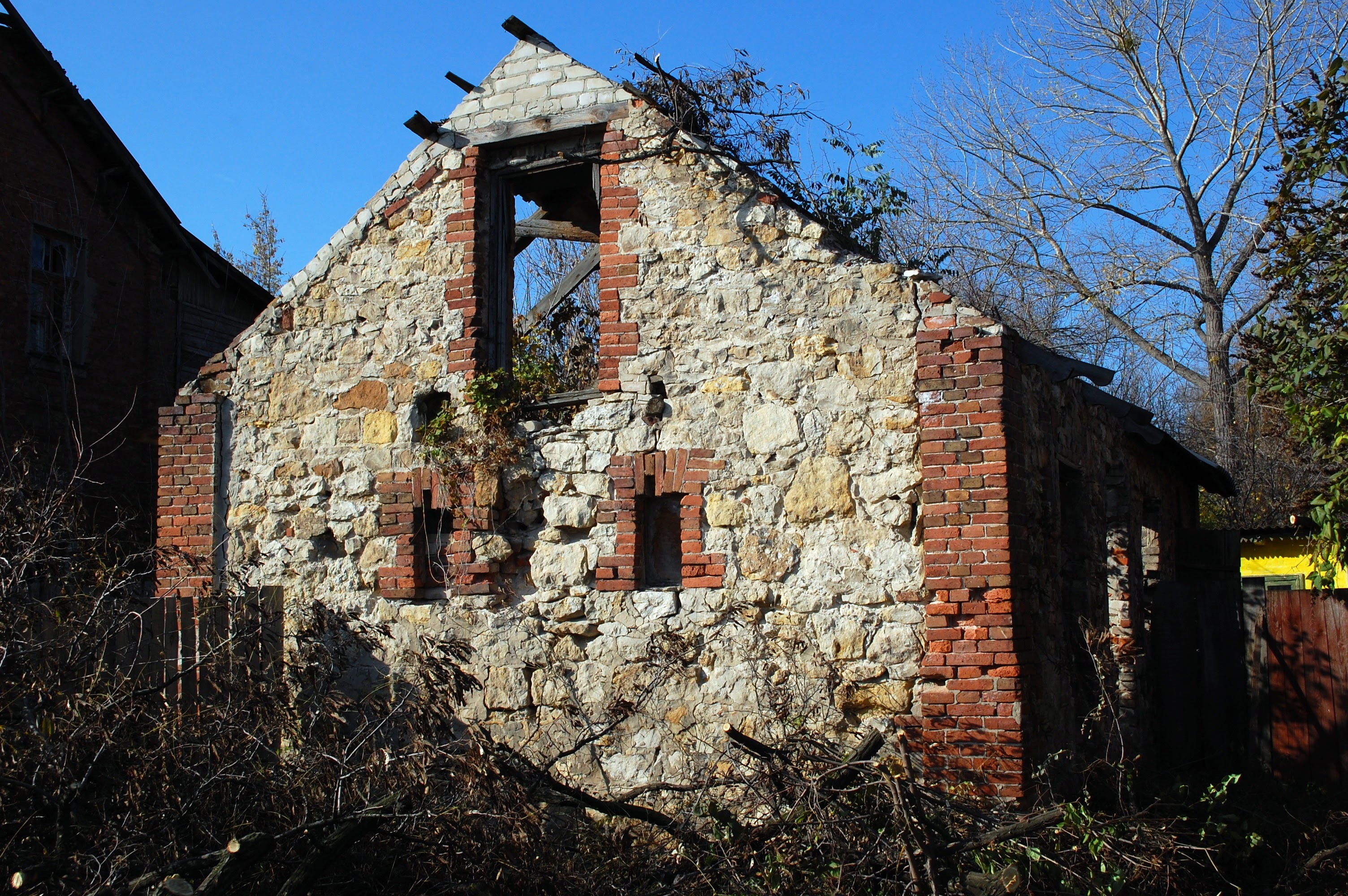
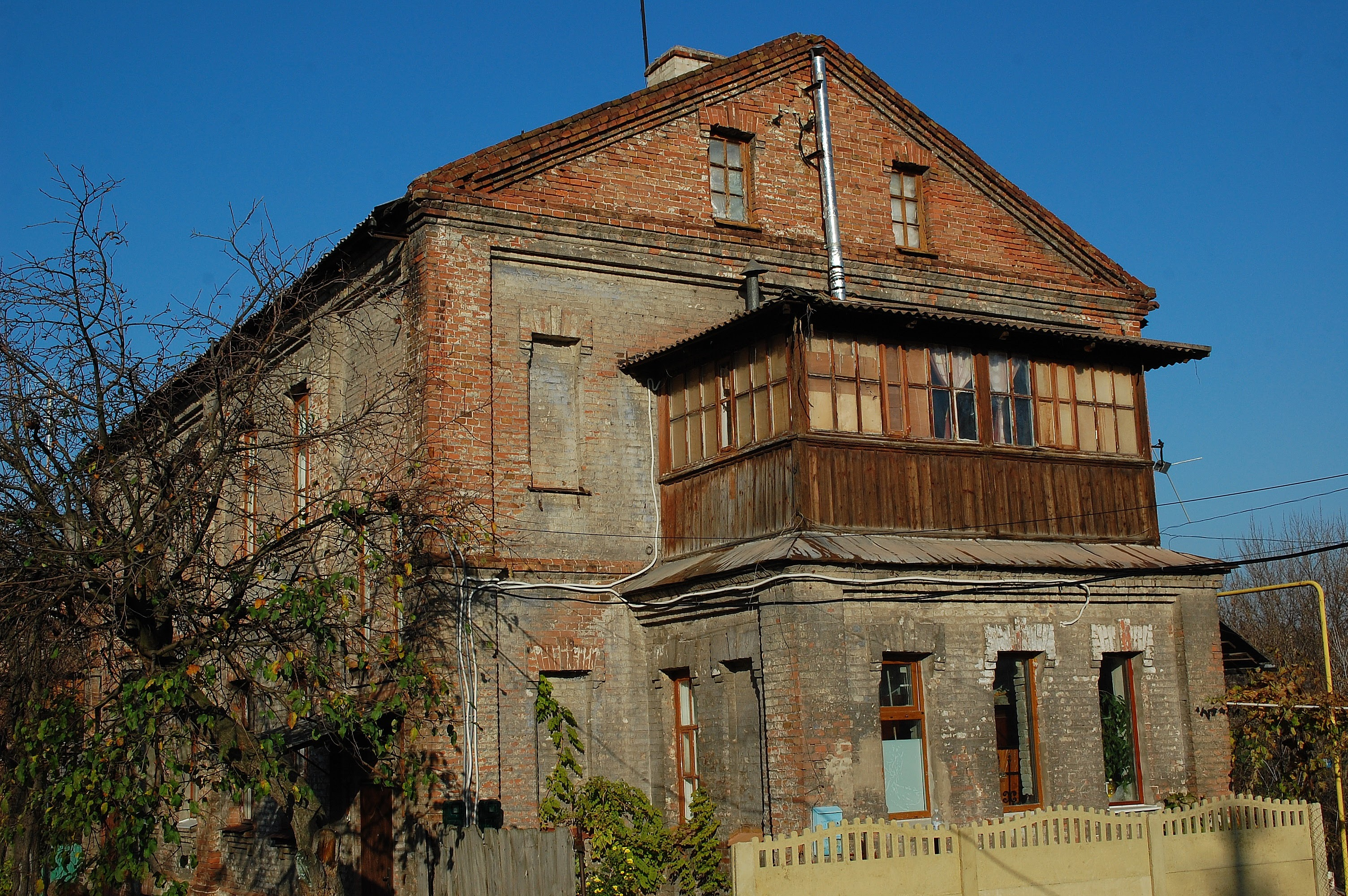
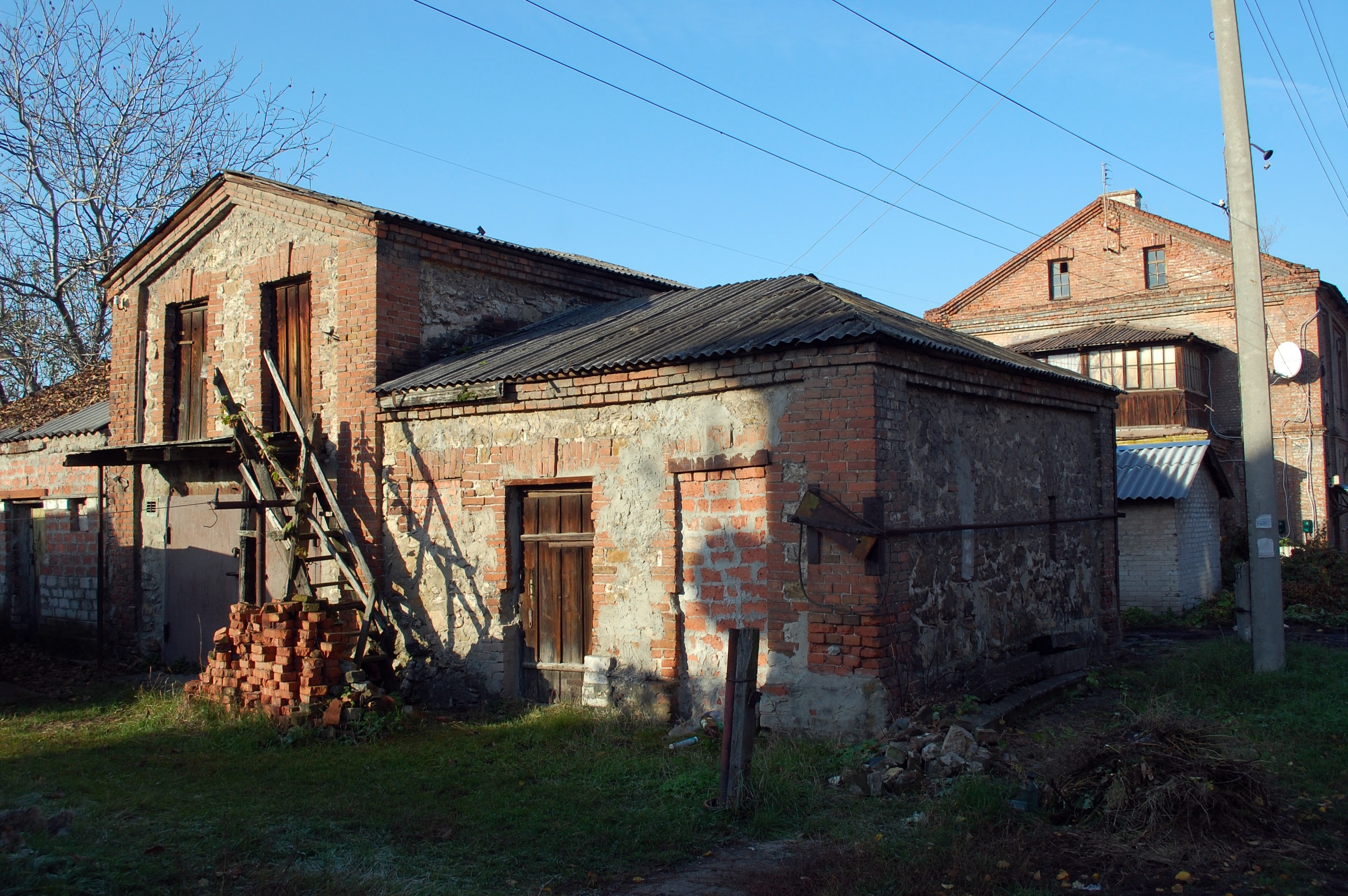
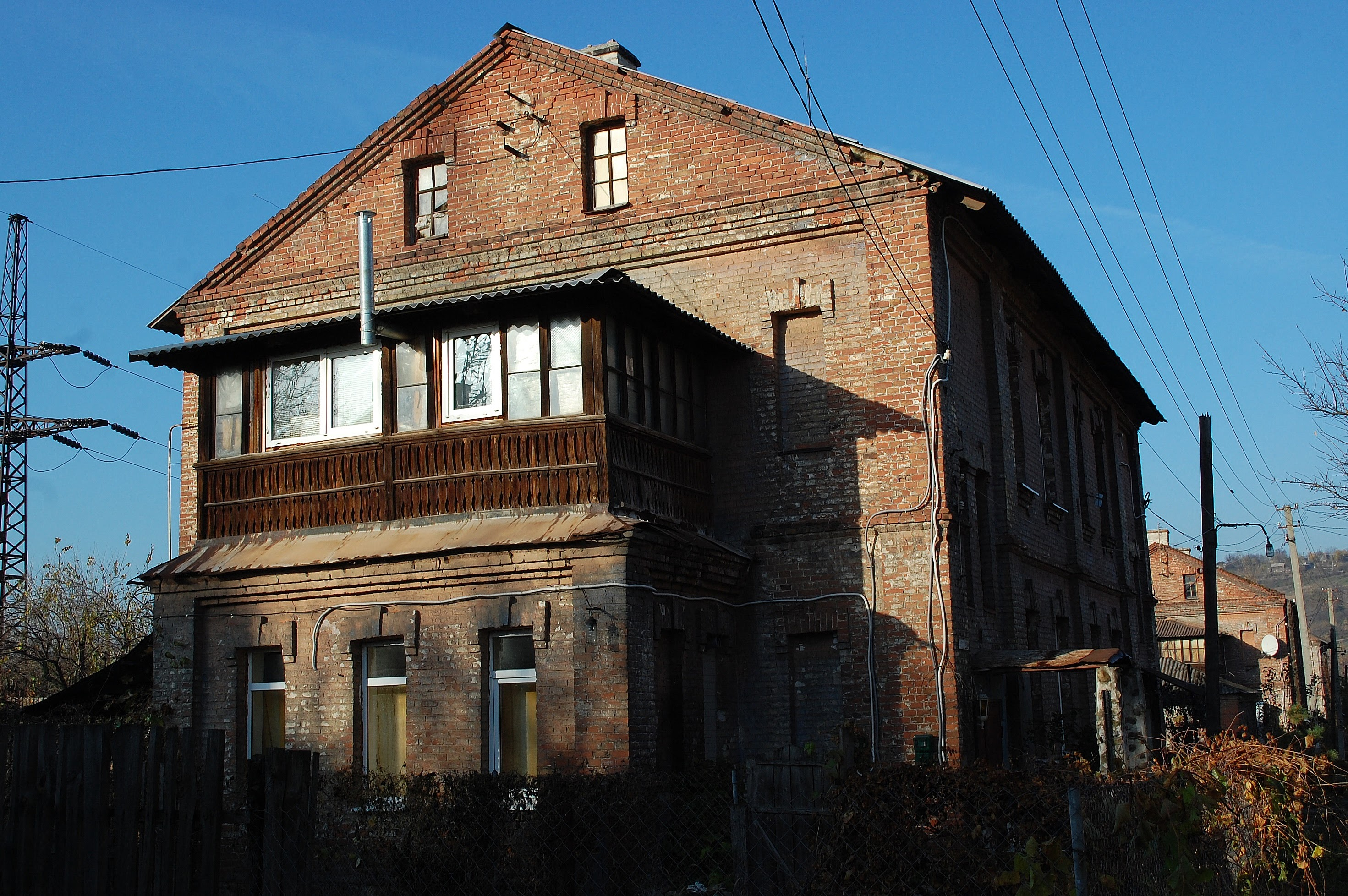
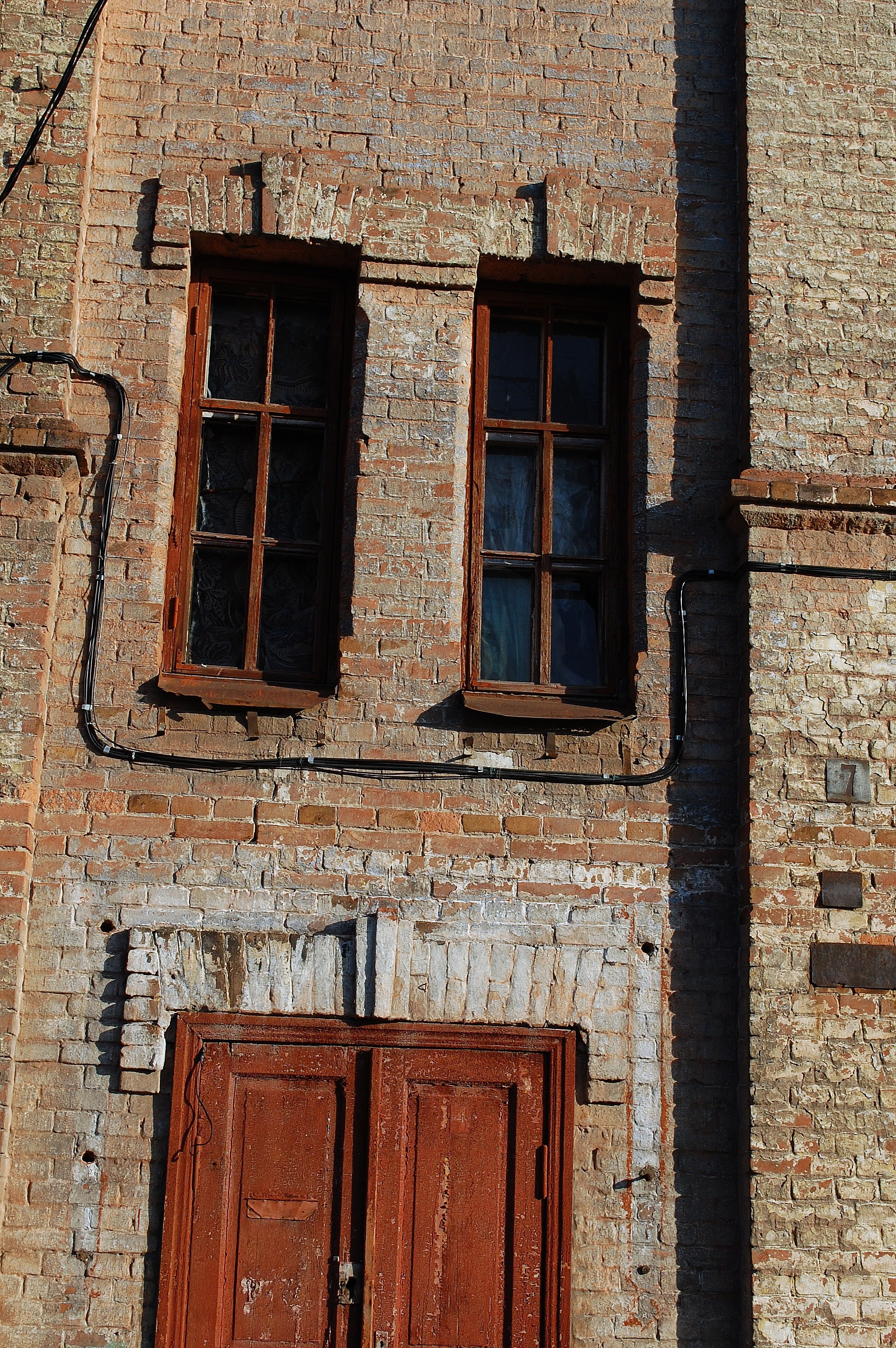
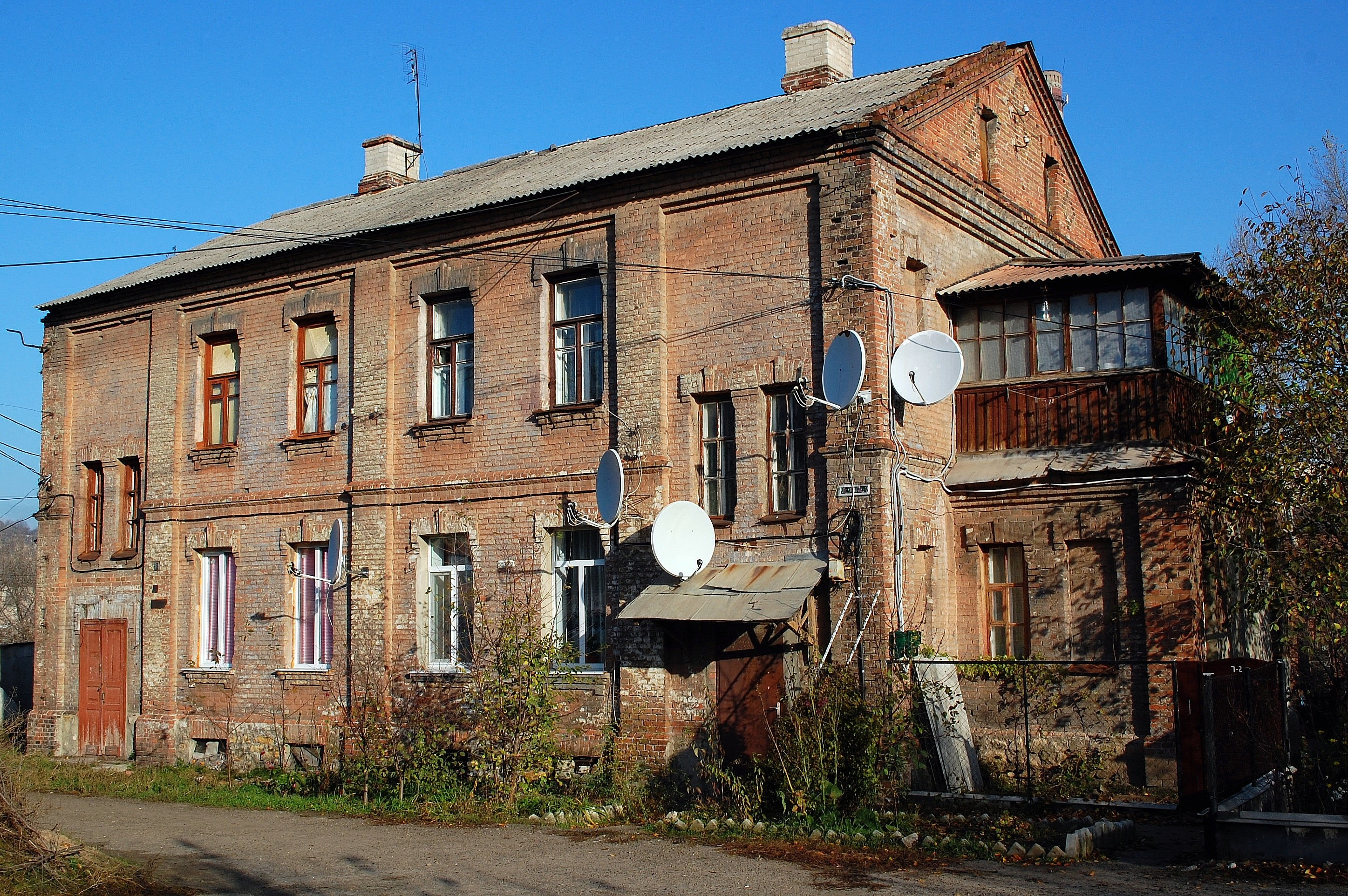
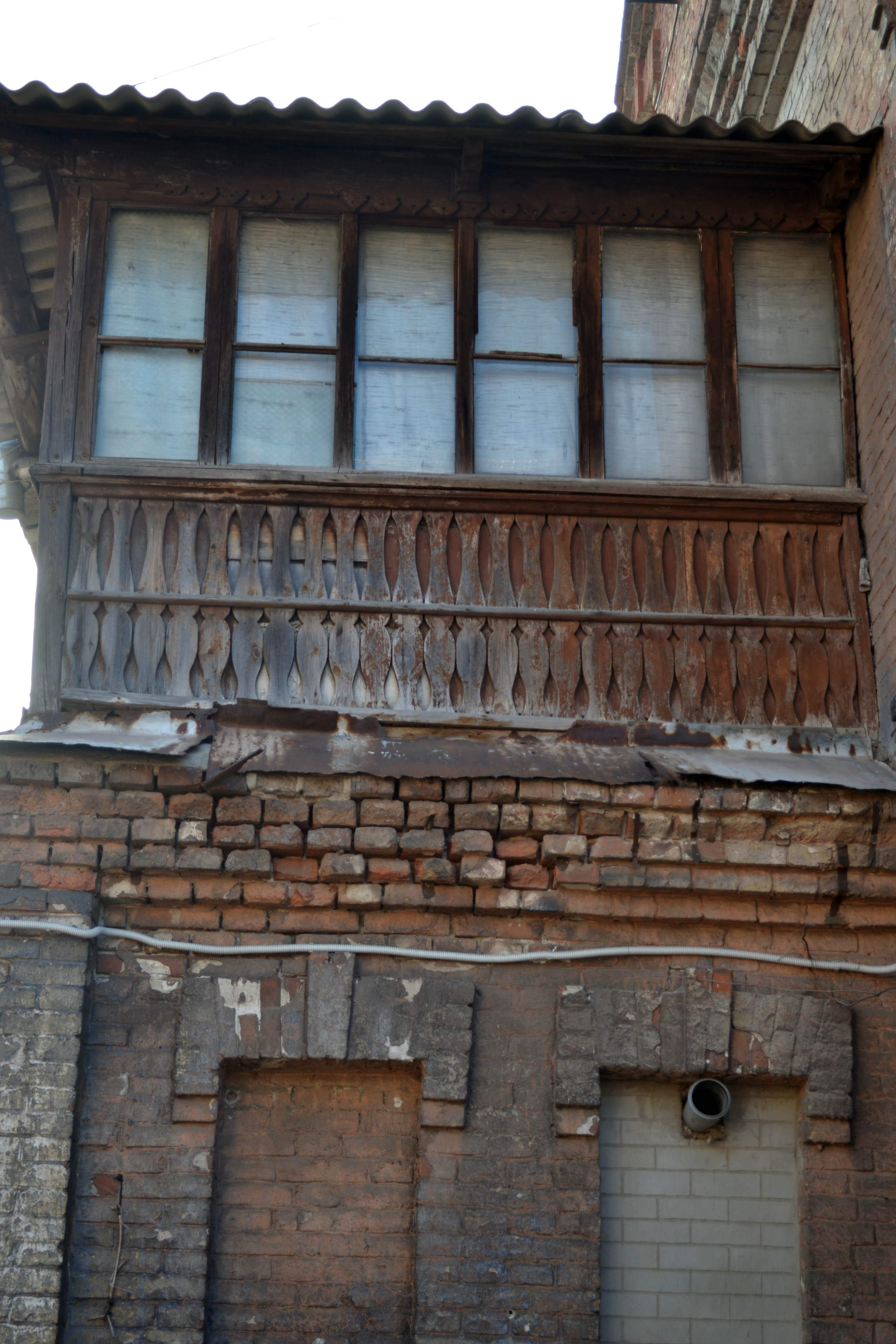
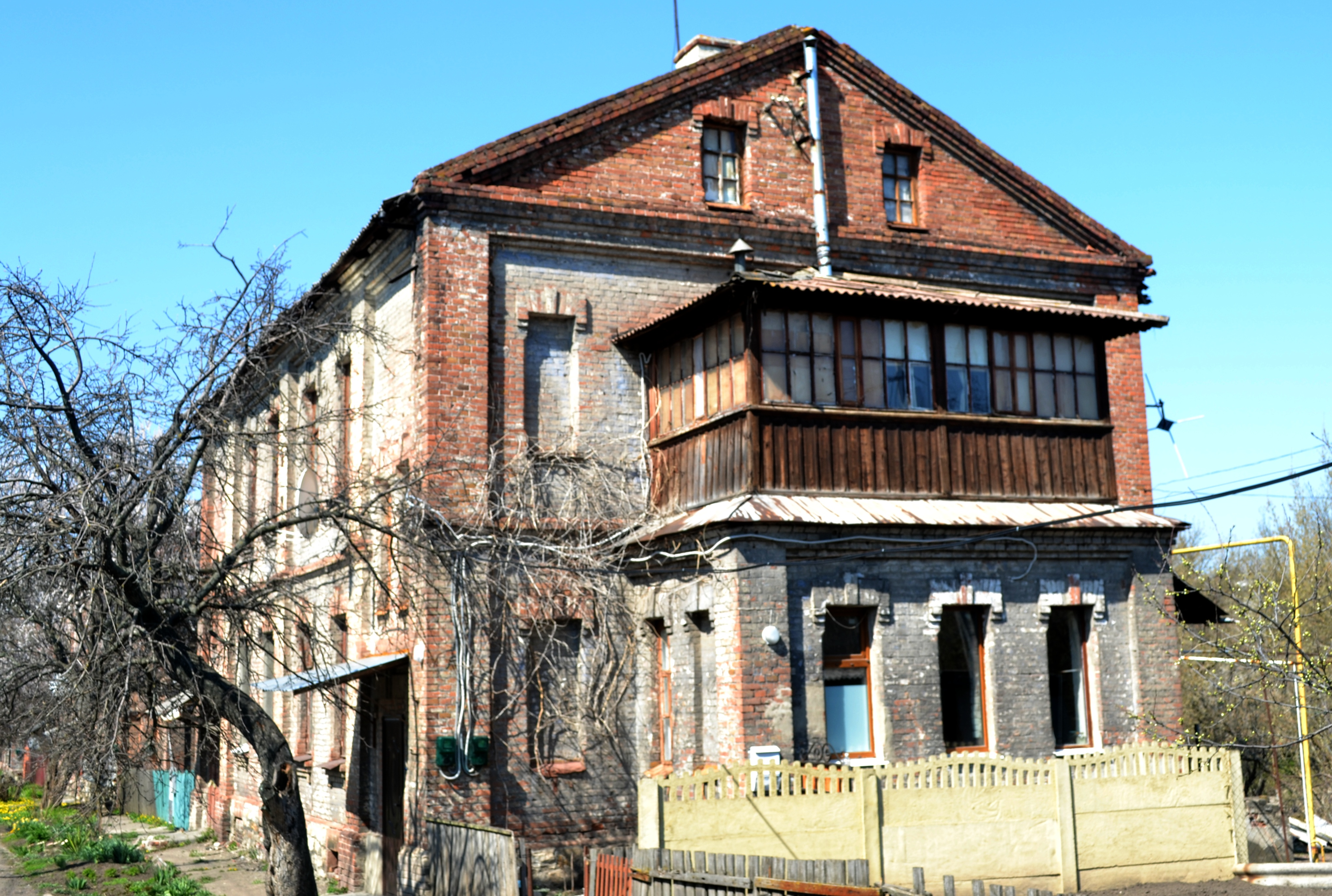
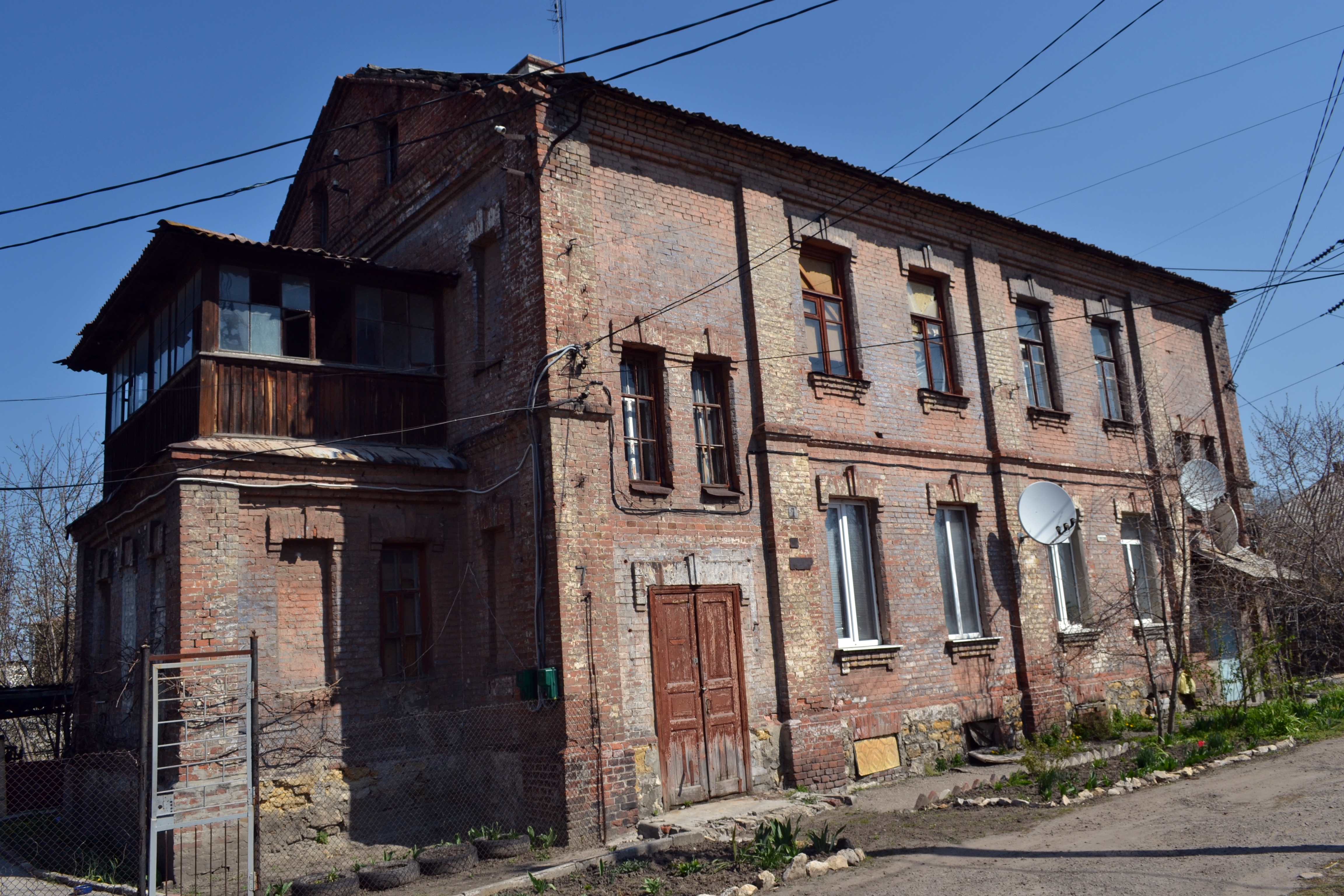
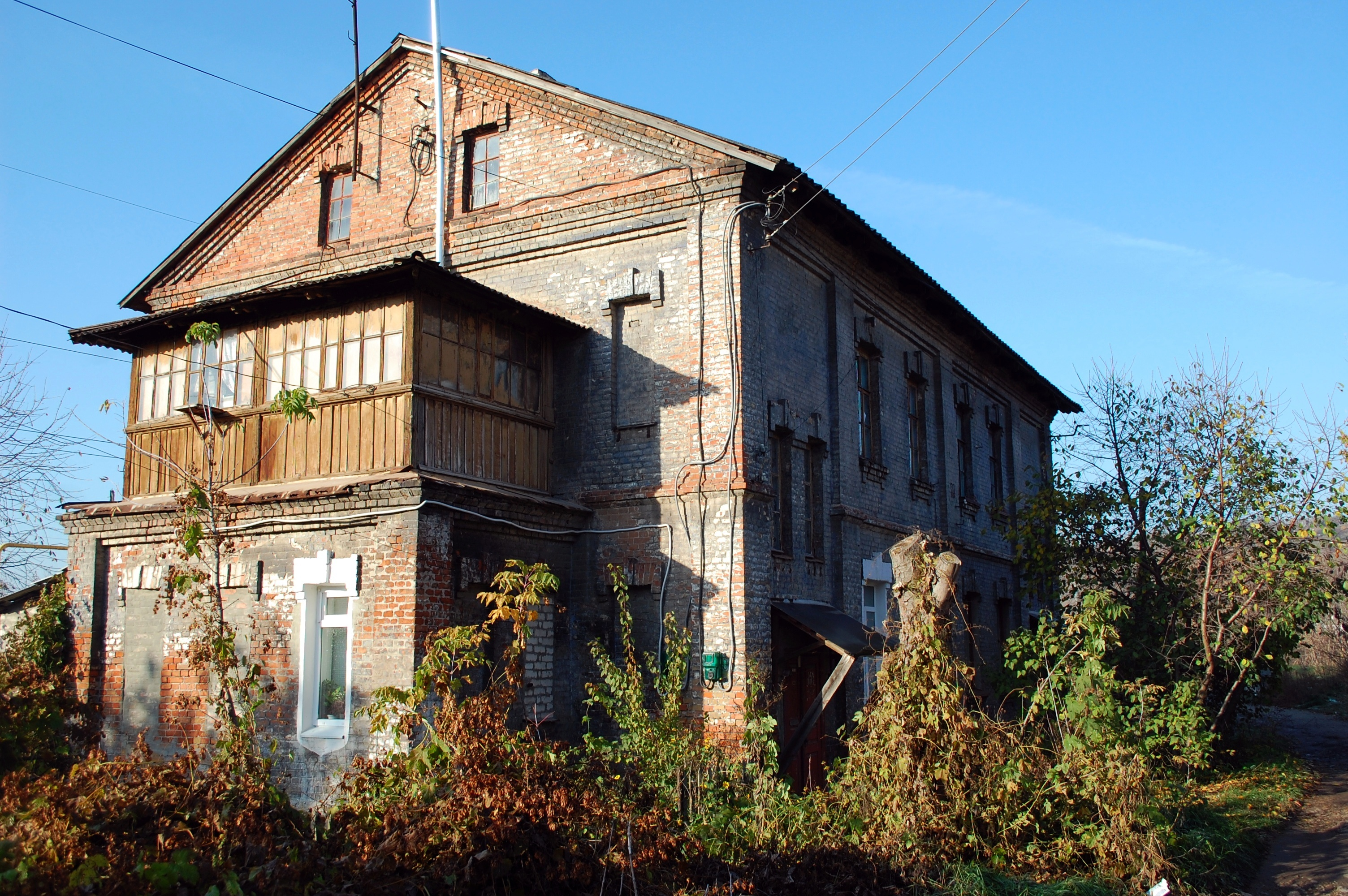
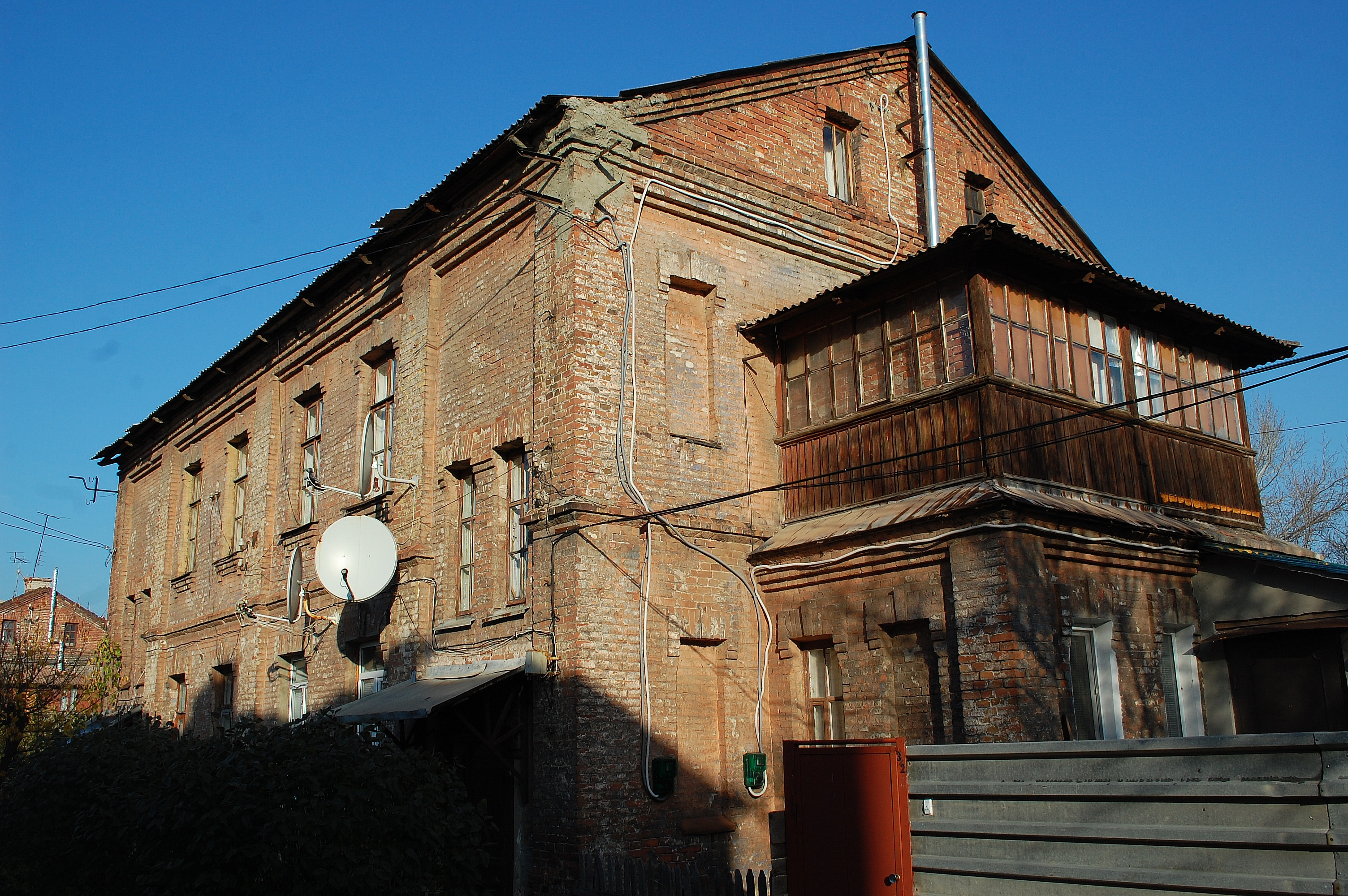
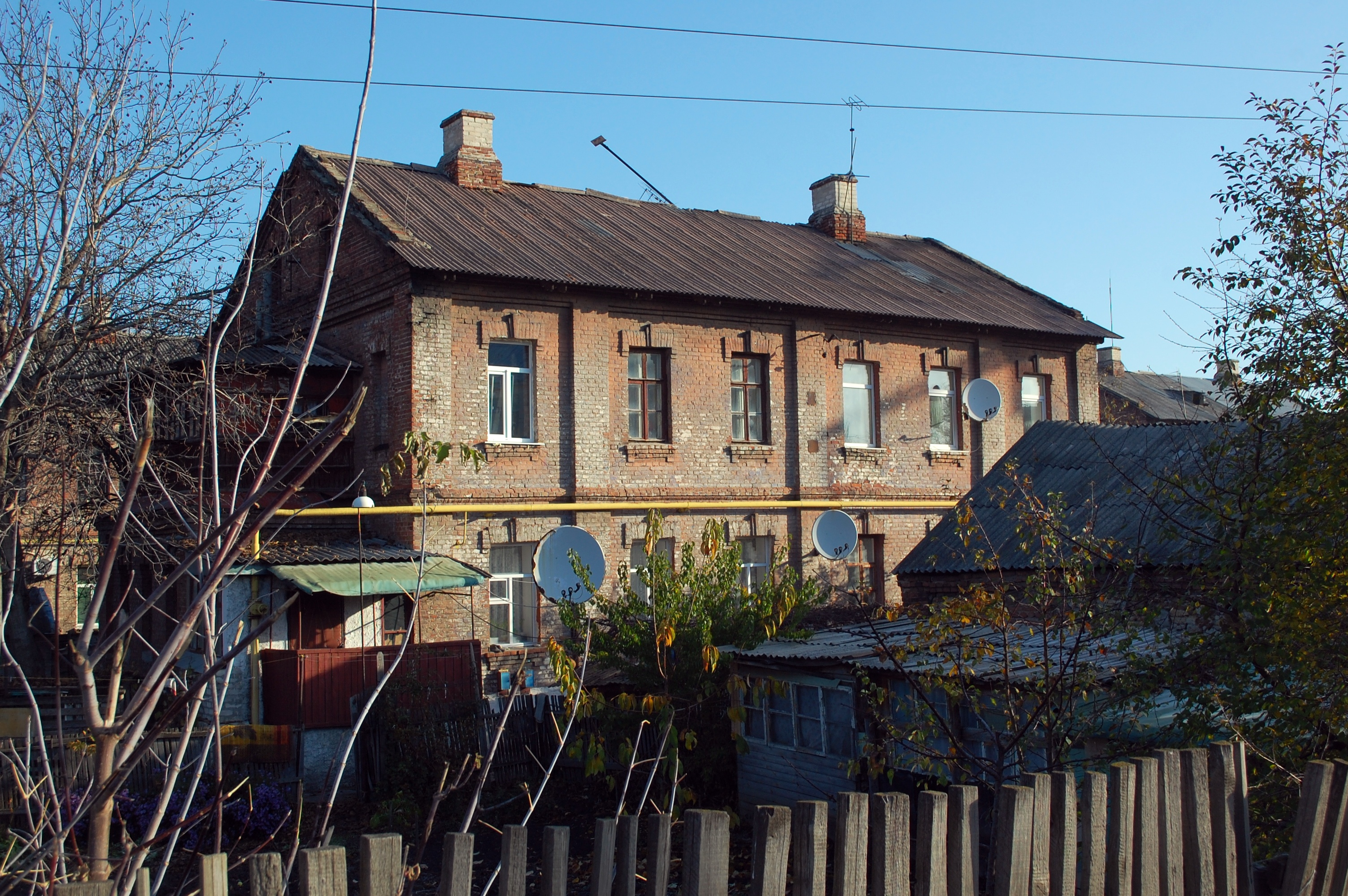
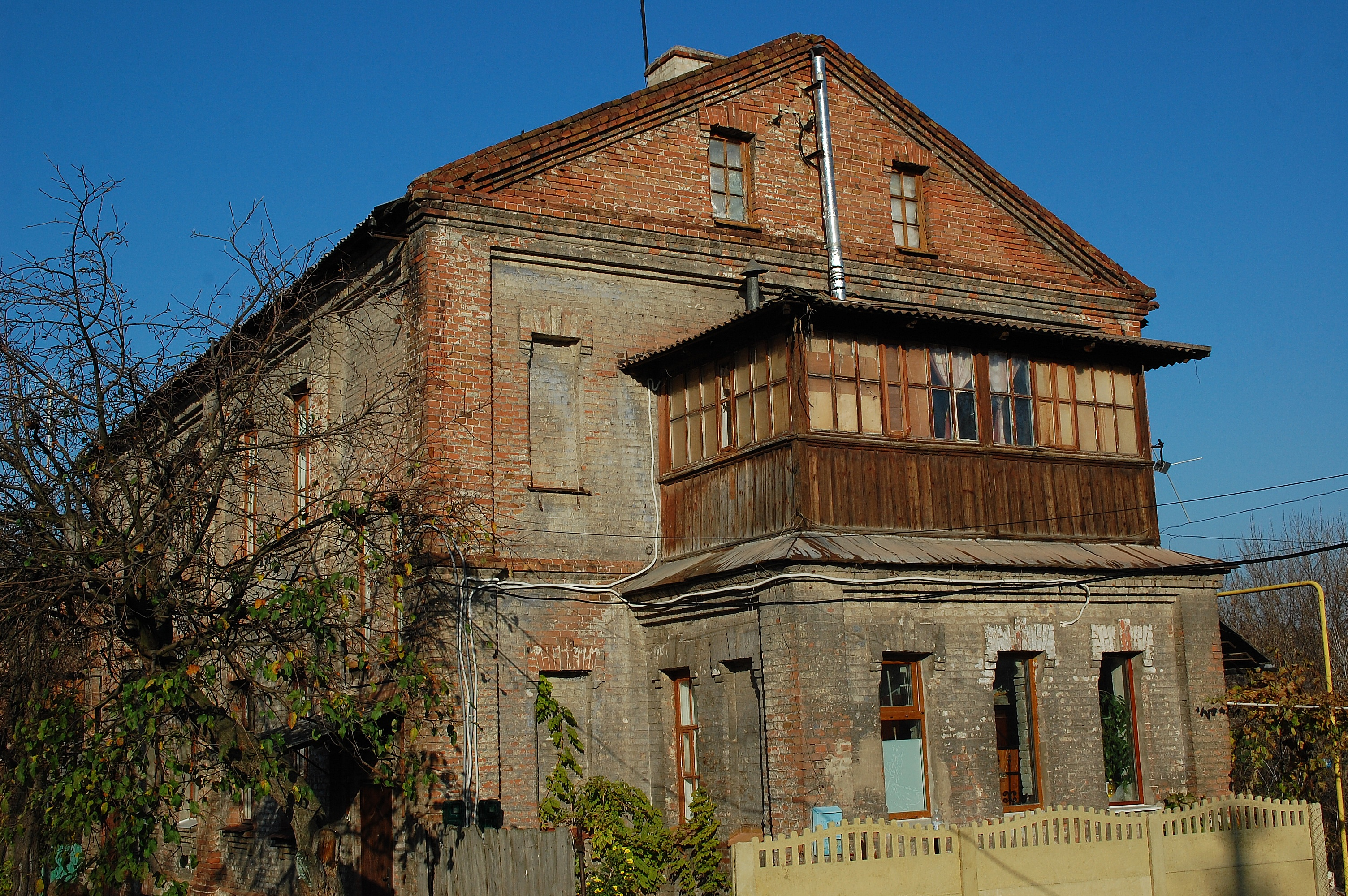

## Миколаївська церква
Миколаївська церква є одним з найстаріших культових спорудою округи. Краєзнавець Володимир Подов в своїй книзі «Історія міста Лисичанська» пише: «... в « Довідкової книзі Катеринославської єпархії за 1913 рік не вказана дата заснування Миколаївської церкви. З інших джерел відомо, що її почали будувати в 1893 році. У 1895 році вона була зведена на рівень першого поверху, про що свідчить на західному фронтоні нанесена чорною фарбою технікою пикетажа дата «1895». За даними Всеросійського перепису 1897 року в числі діючих церква ще не значиться... ».
Дата введення визначається по єпархіальним відомостям, як 1901 рік, де йдеться про перегляд учнями церковно-парафіяльної школи «туманних картинок» у щойно освітленій школі.
Церква збудована за рахунок коштів парафіян і акціонерного товариства «Любимов, Сольве і Ко» Донецького содового заводу, в еклектичних архітектурних формах. Фундамент і стіни виконані з тесаного піщаника. Обрамлення віконних і дверних прорізів, карниз, горизонтальні тяги, купол, підстава шатра дзвіниці, пілястри барабана і куполи, а також обрамлення пластичних деталей, виконані з червоної керамічної цегли. Підлоги керамічні. Дах - одноголова цибулина, дзвіниця - шатрова, покриття оцинкована сталь. Церква в плані хрестоподібна з п'ятигранної апсидою. Руйнувань і змін за весь час існування не зазнала. З 1927 року використовувався «Союзхлебом», як склад для зернових, з 1932 року - Палац піонерів м Верхнє. У 1945 році повернуто парафіянам

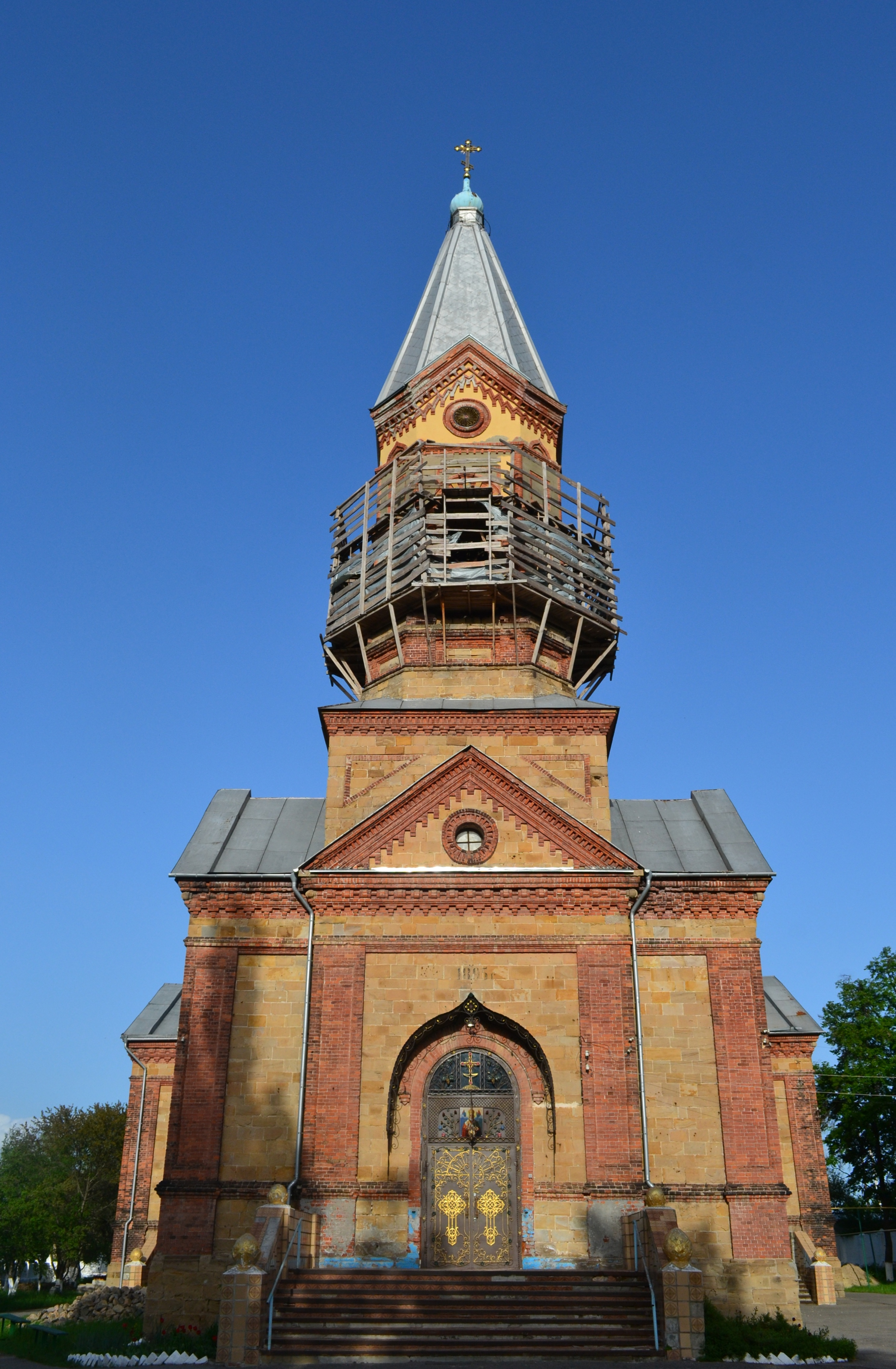
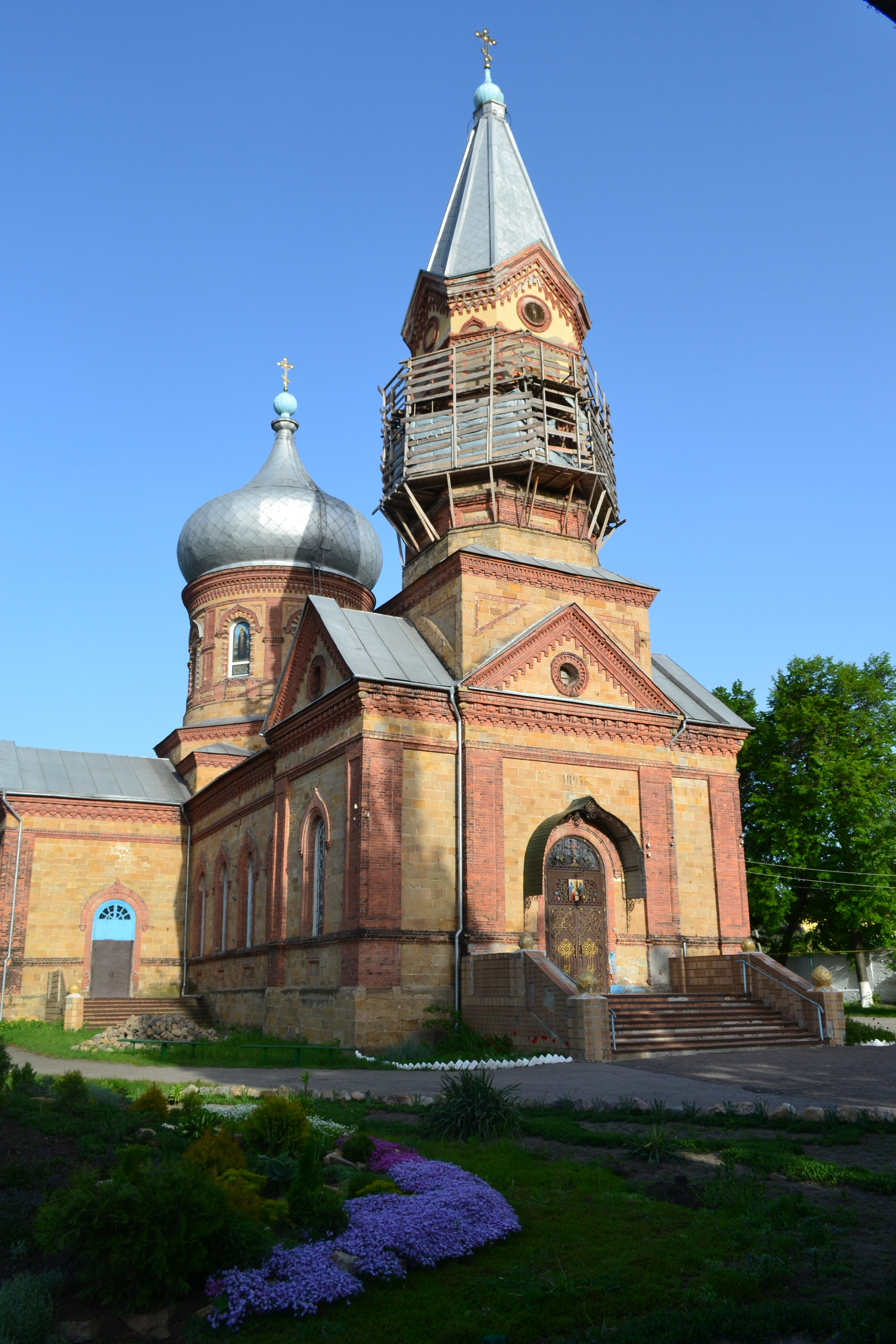
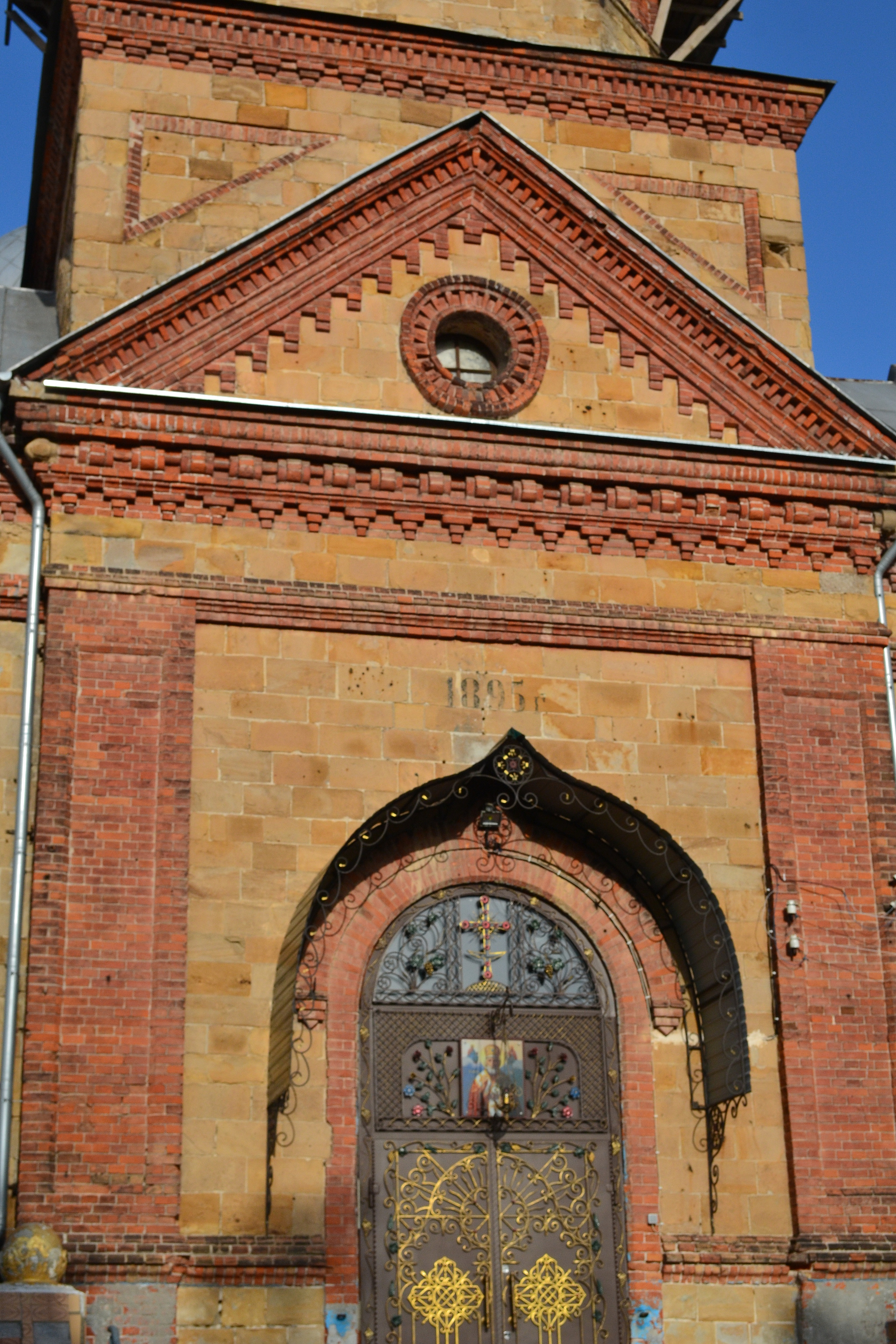
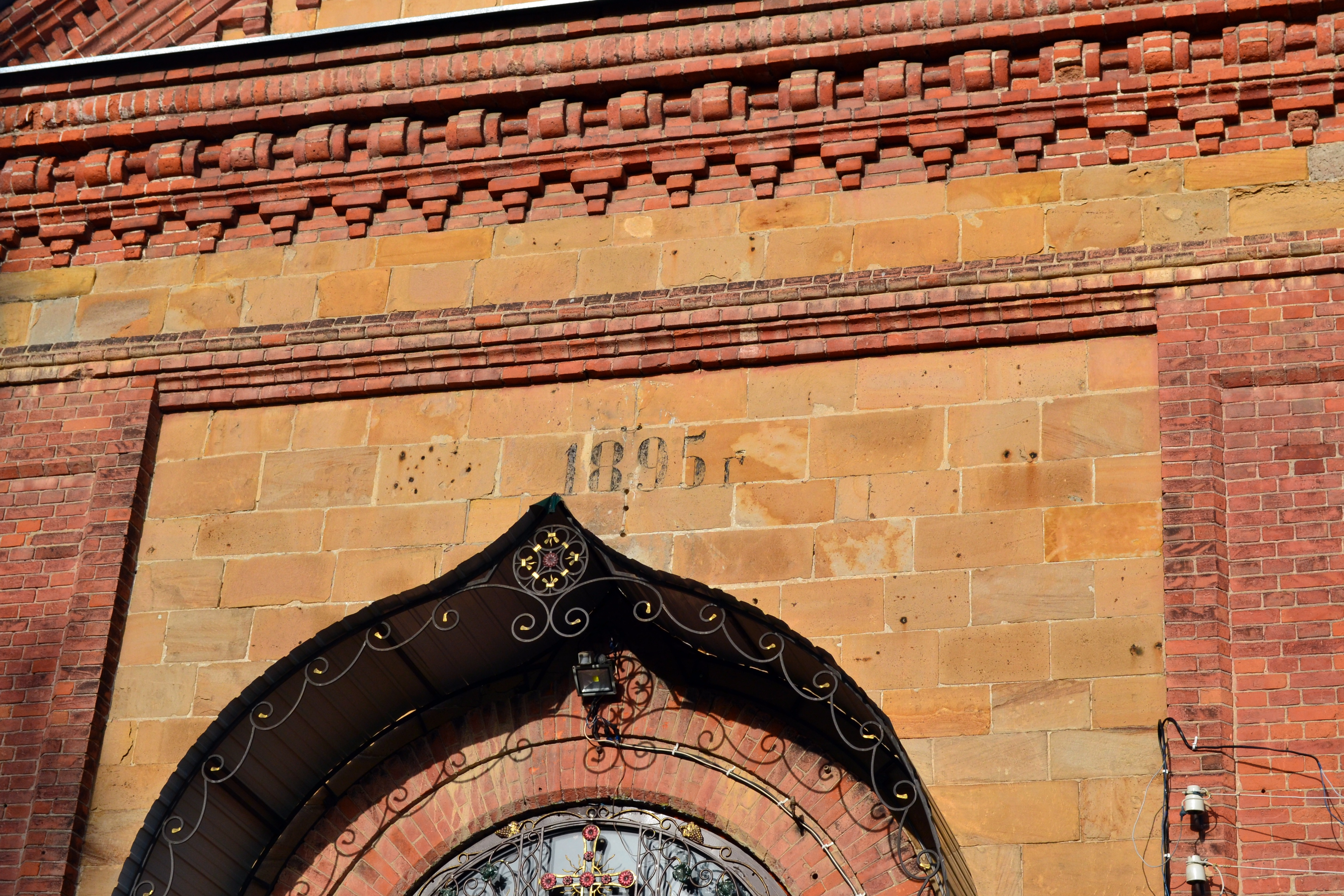
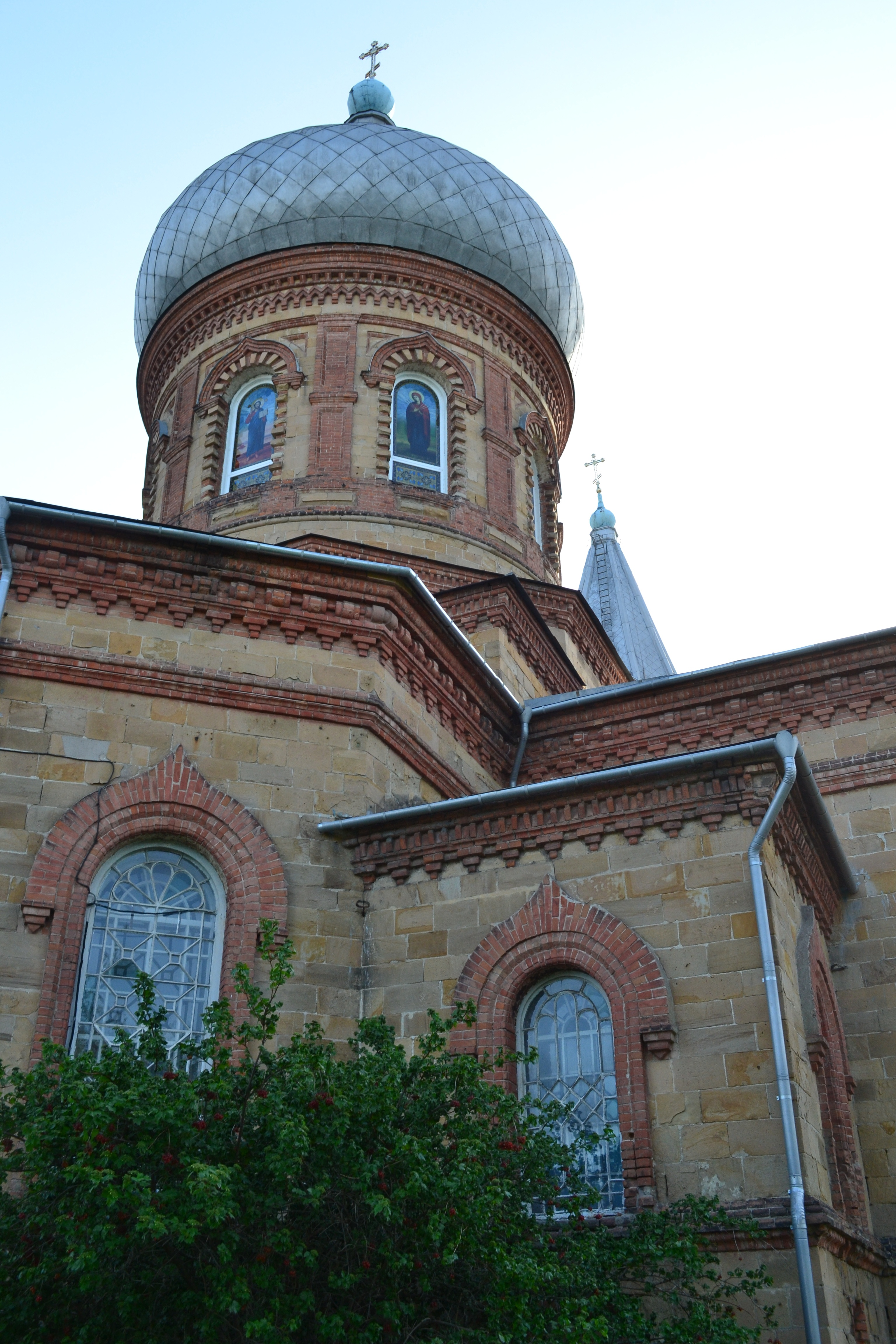
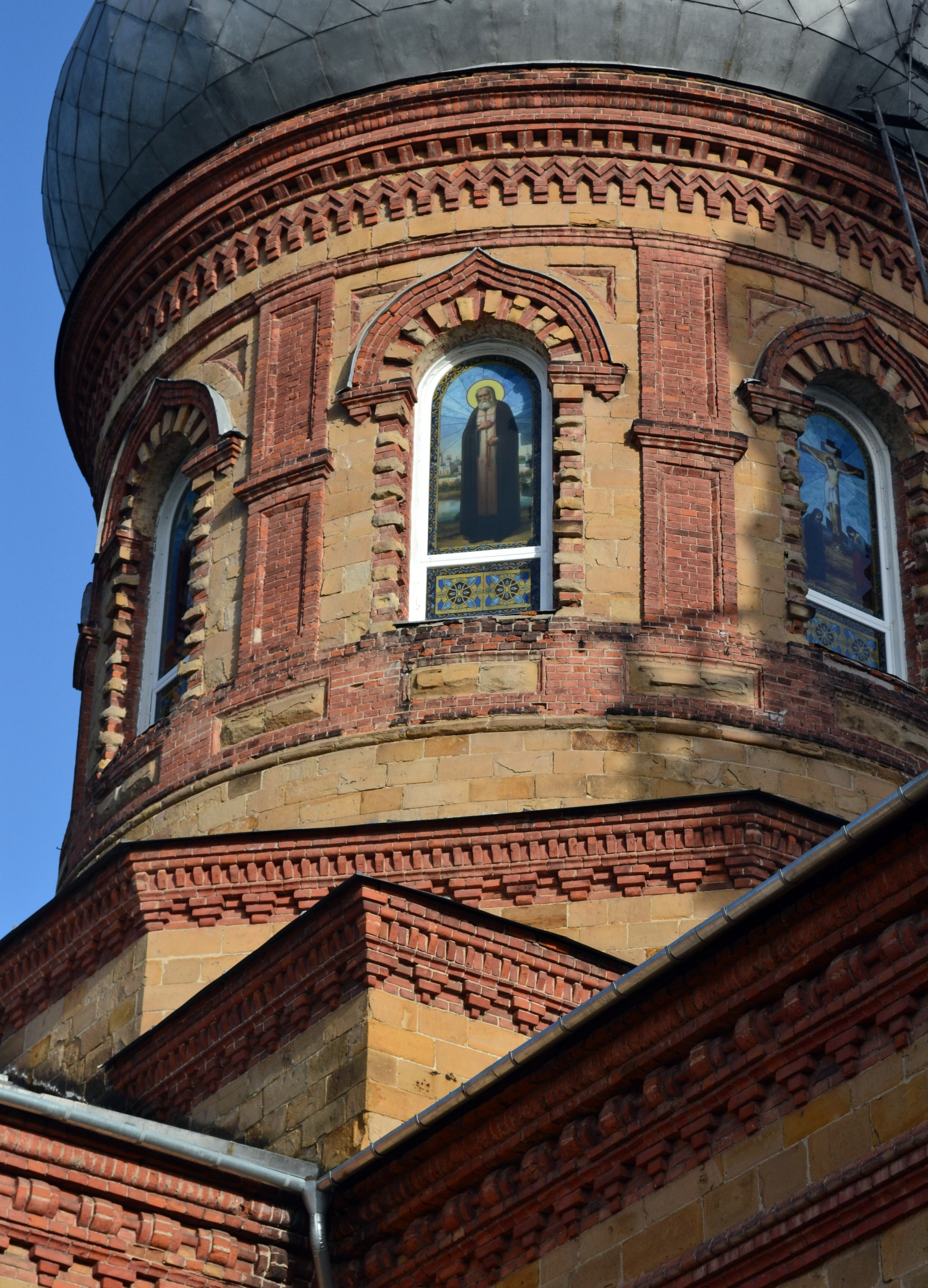
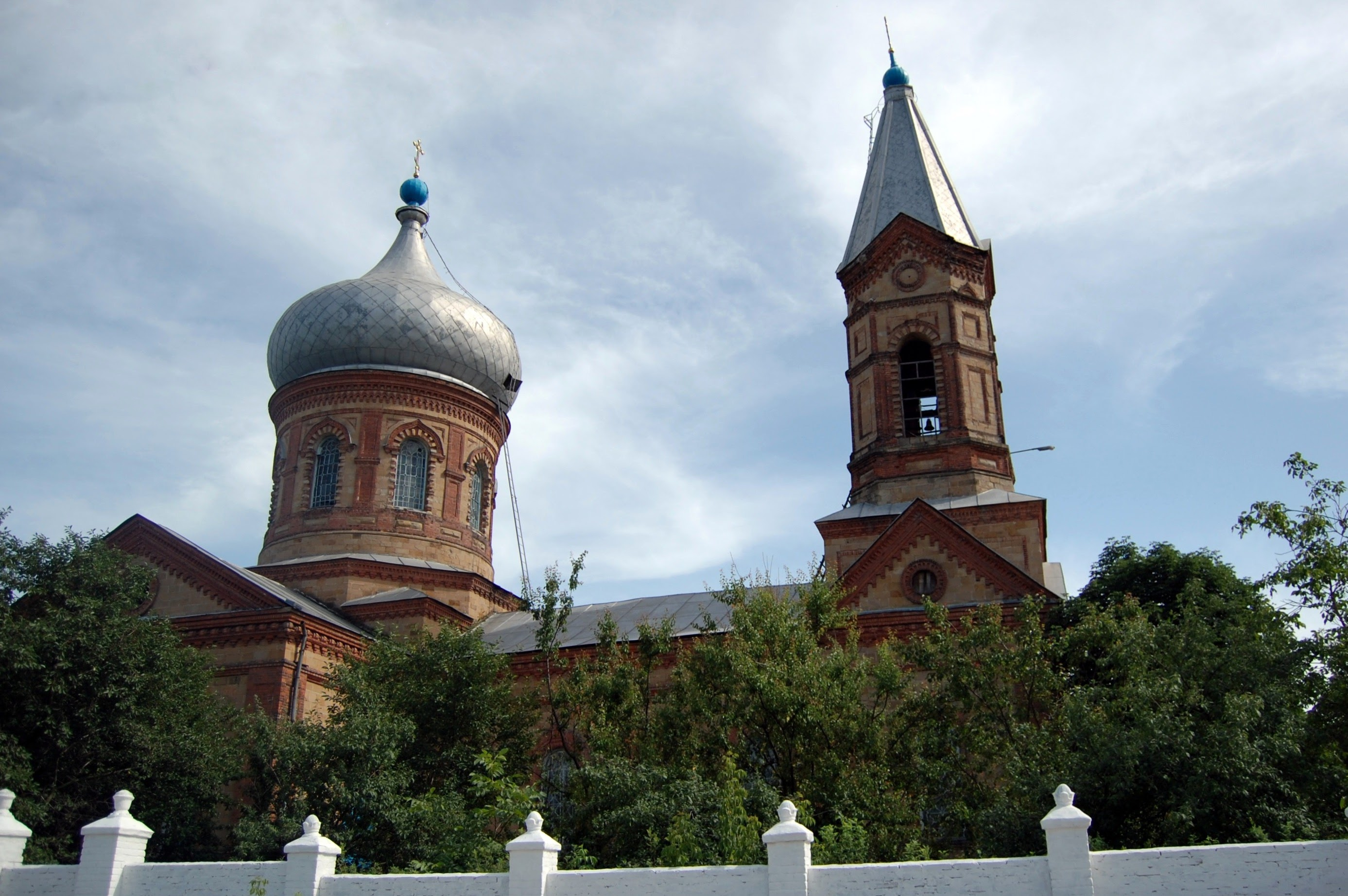
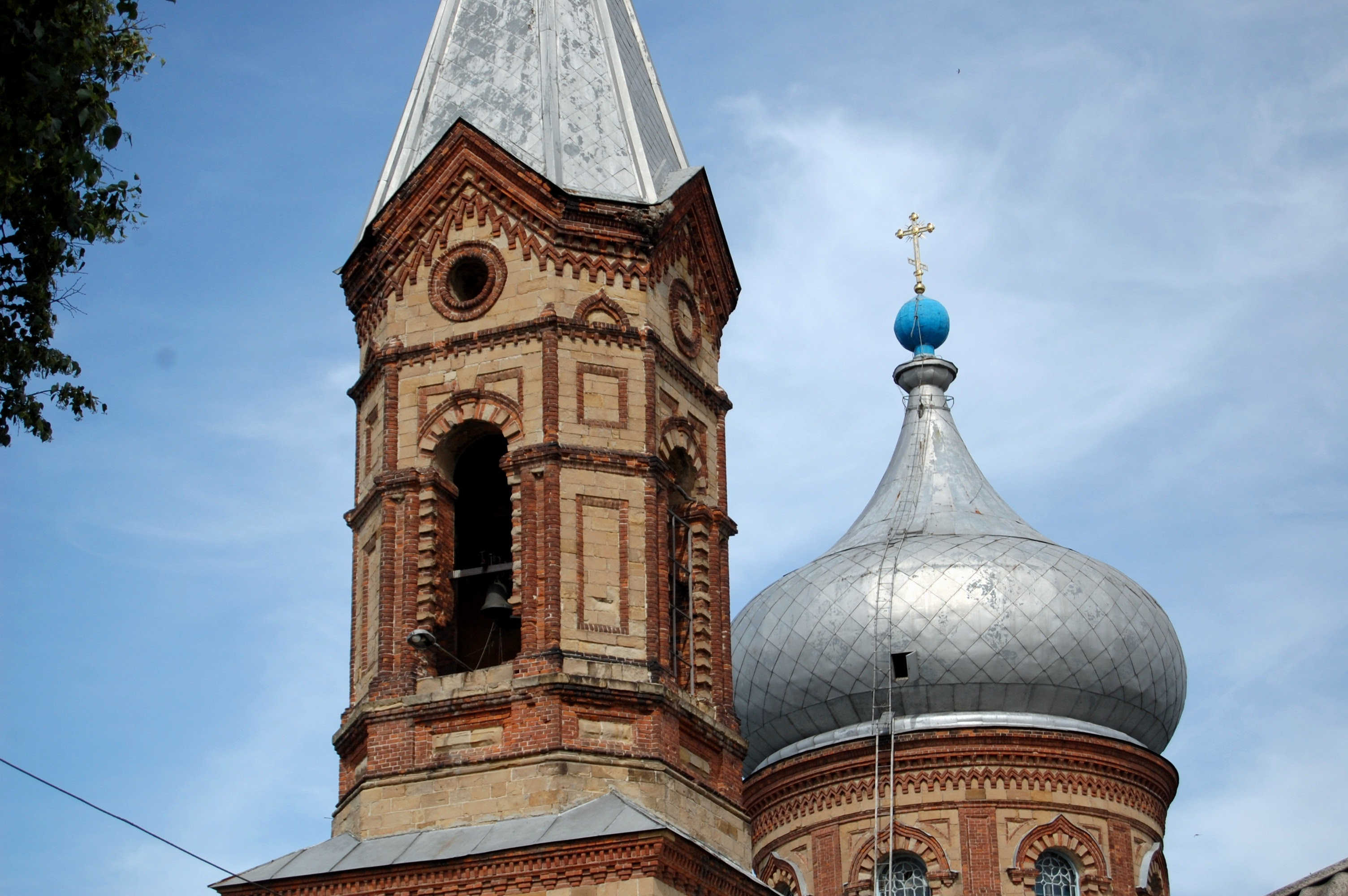
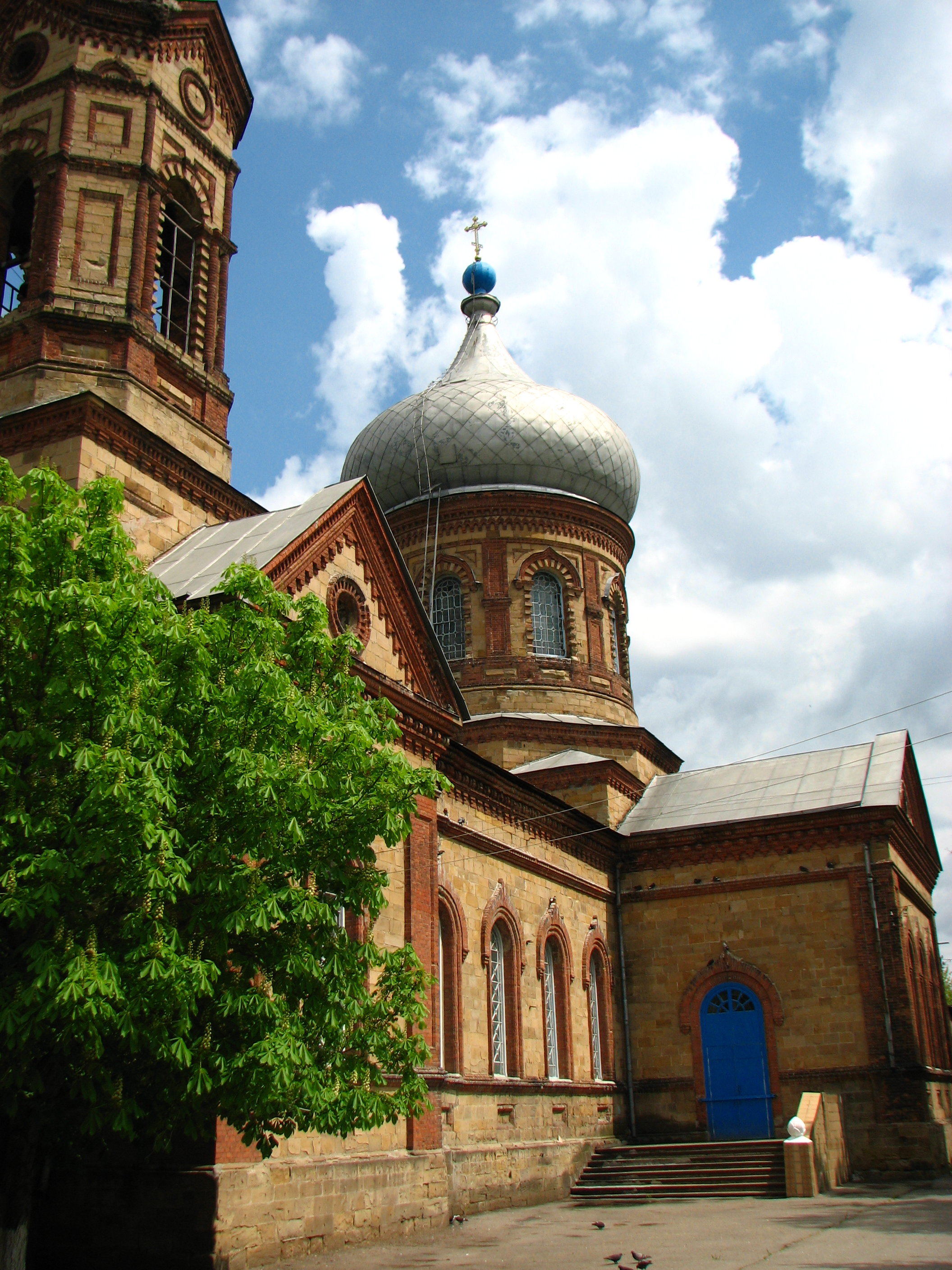
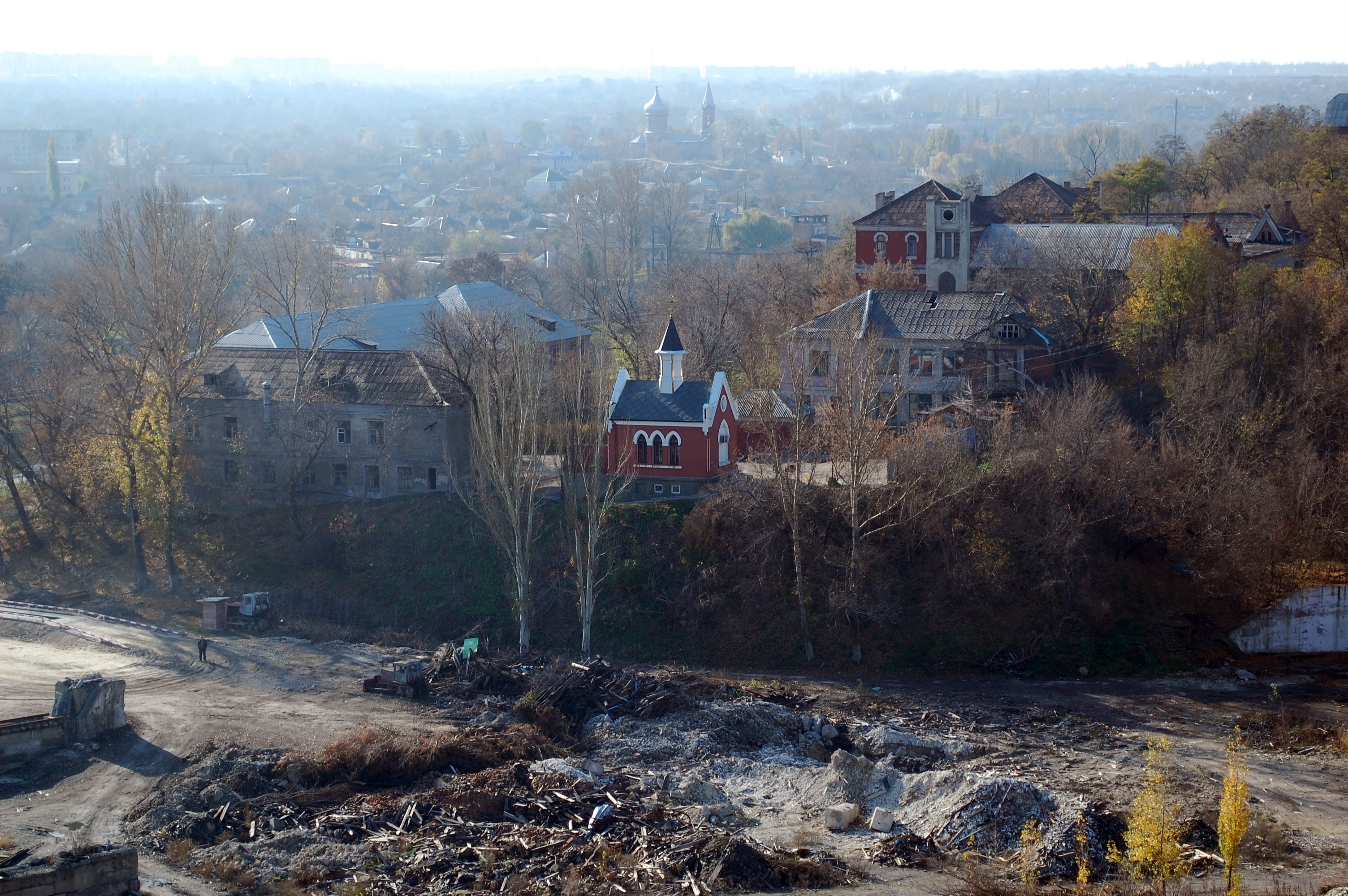

## Молочна ферма на Лісовій дачі

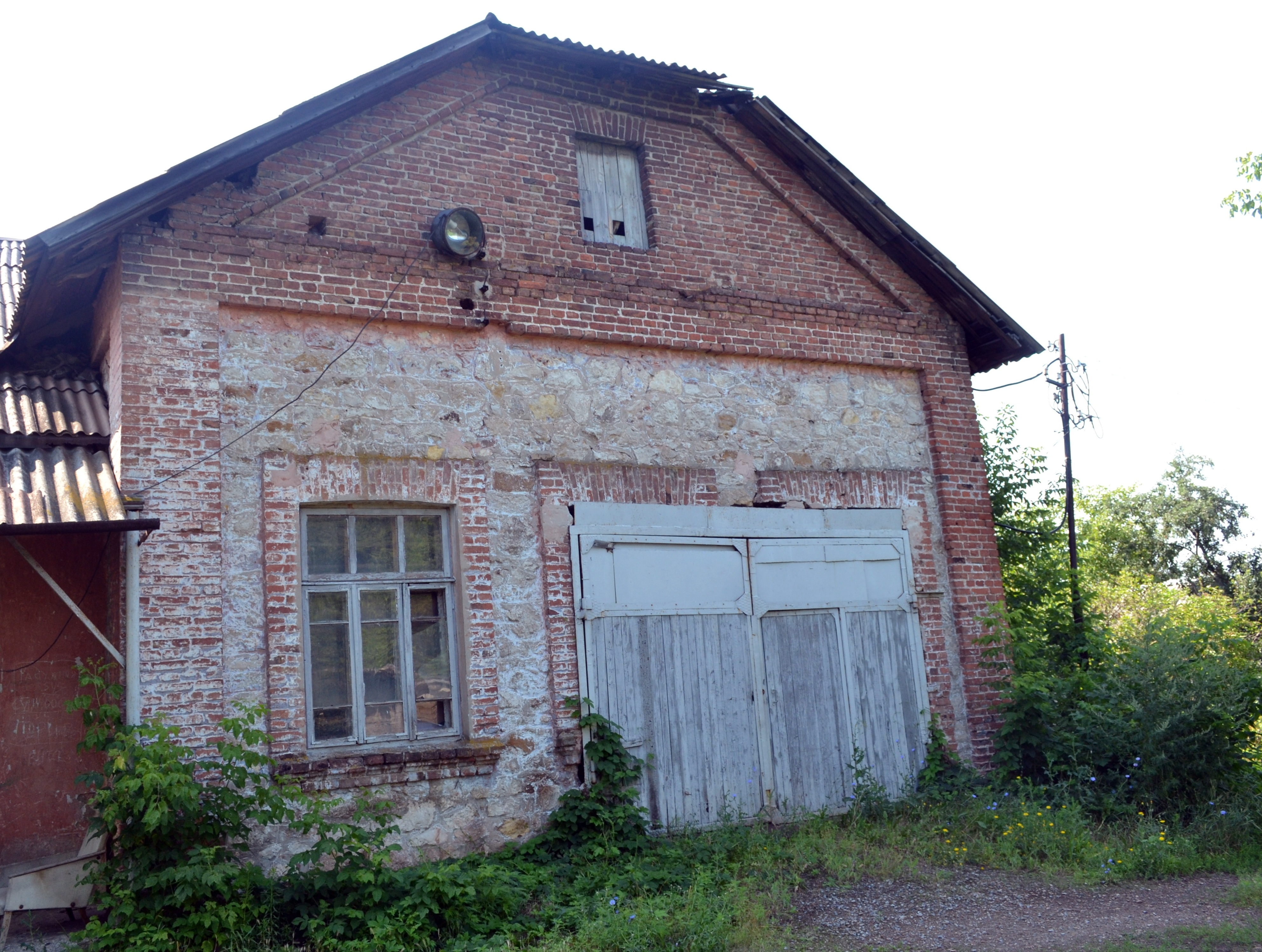
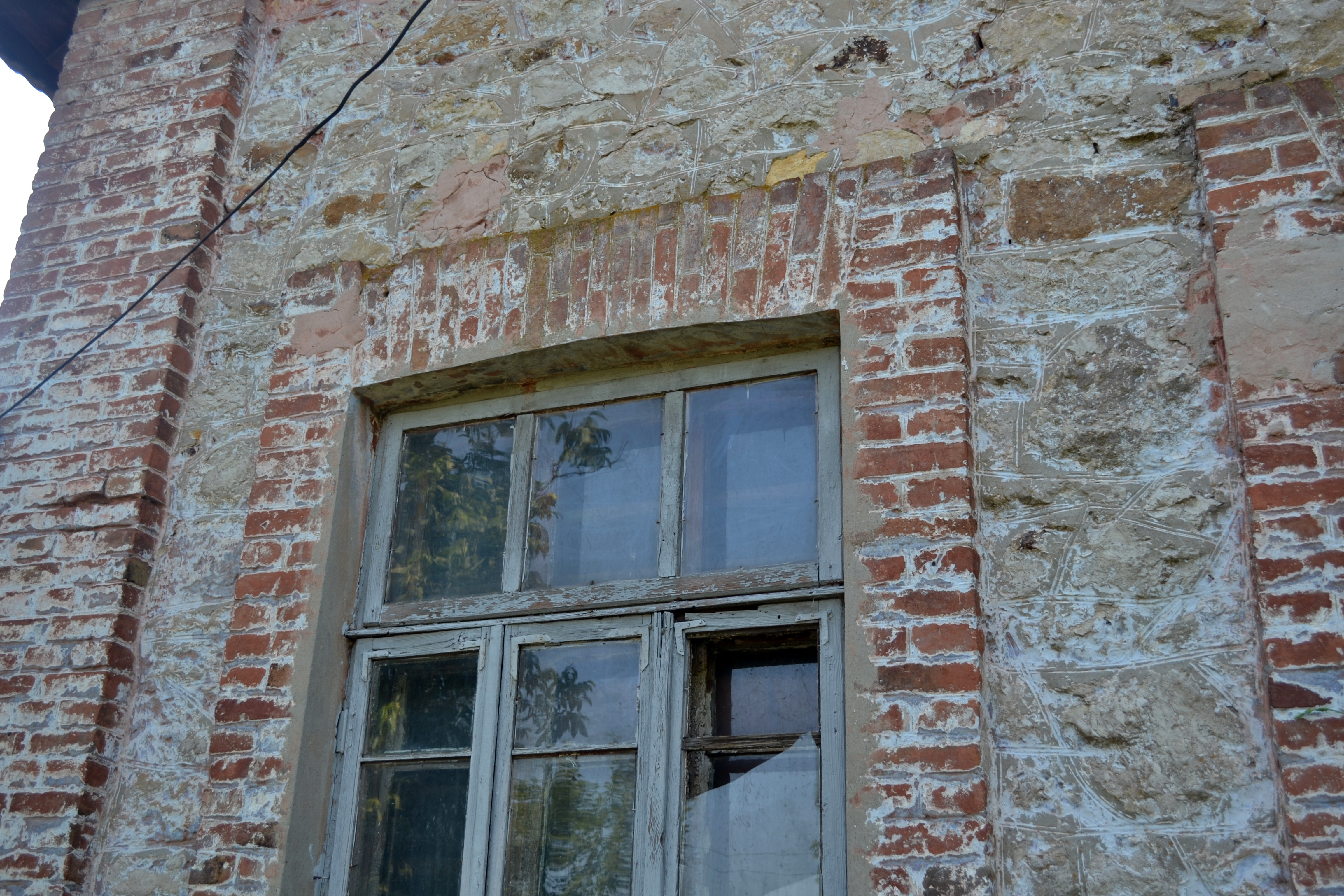
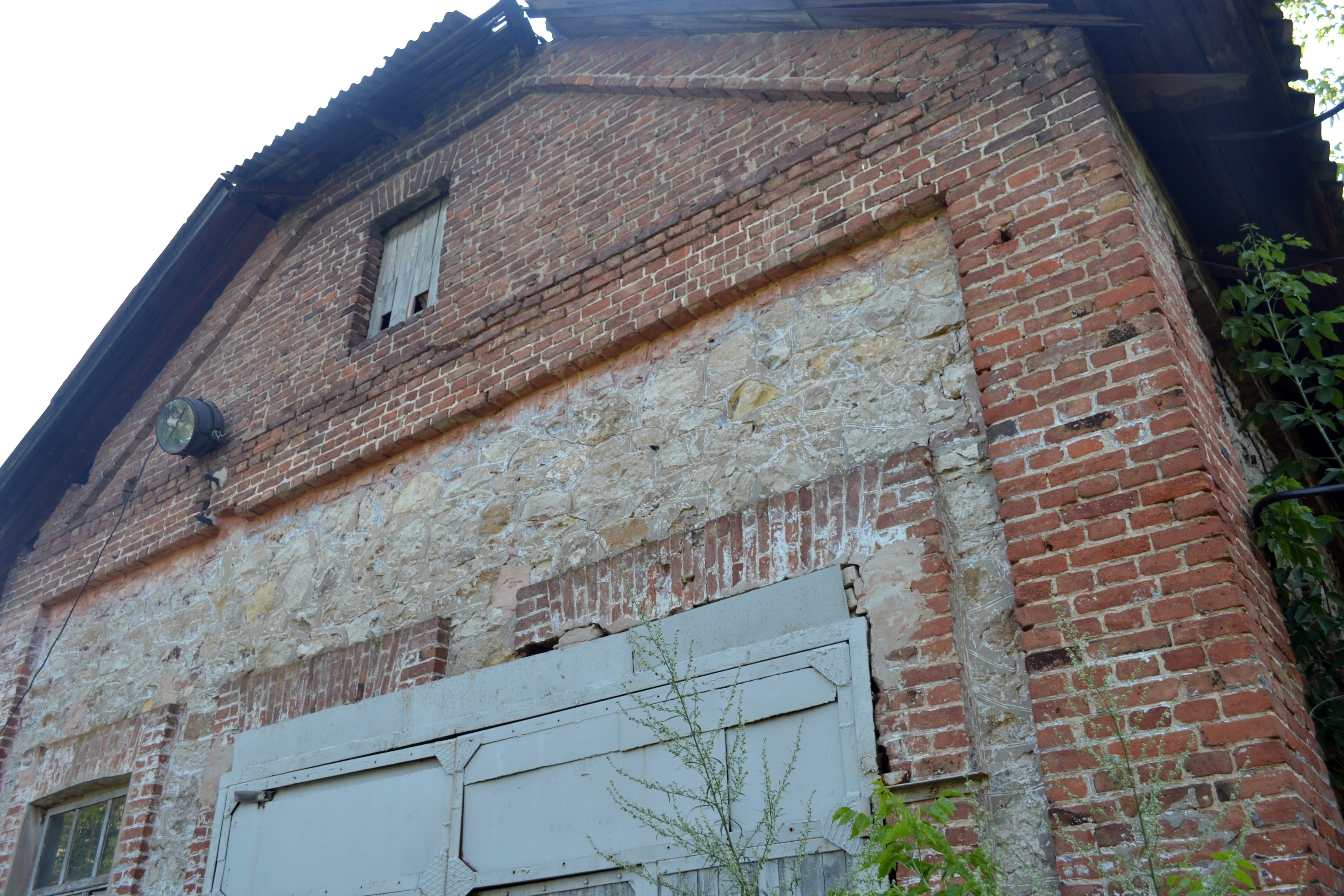
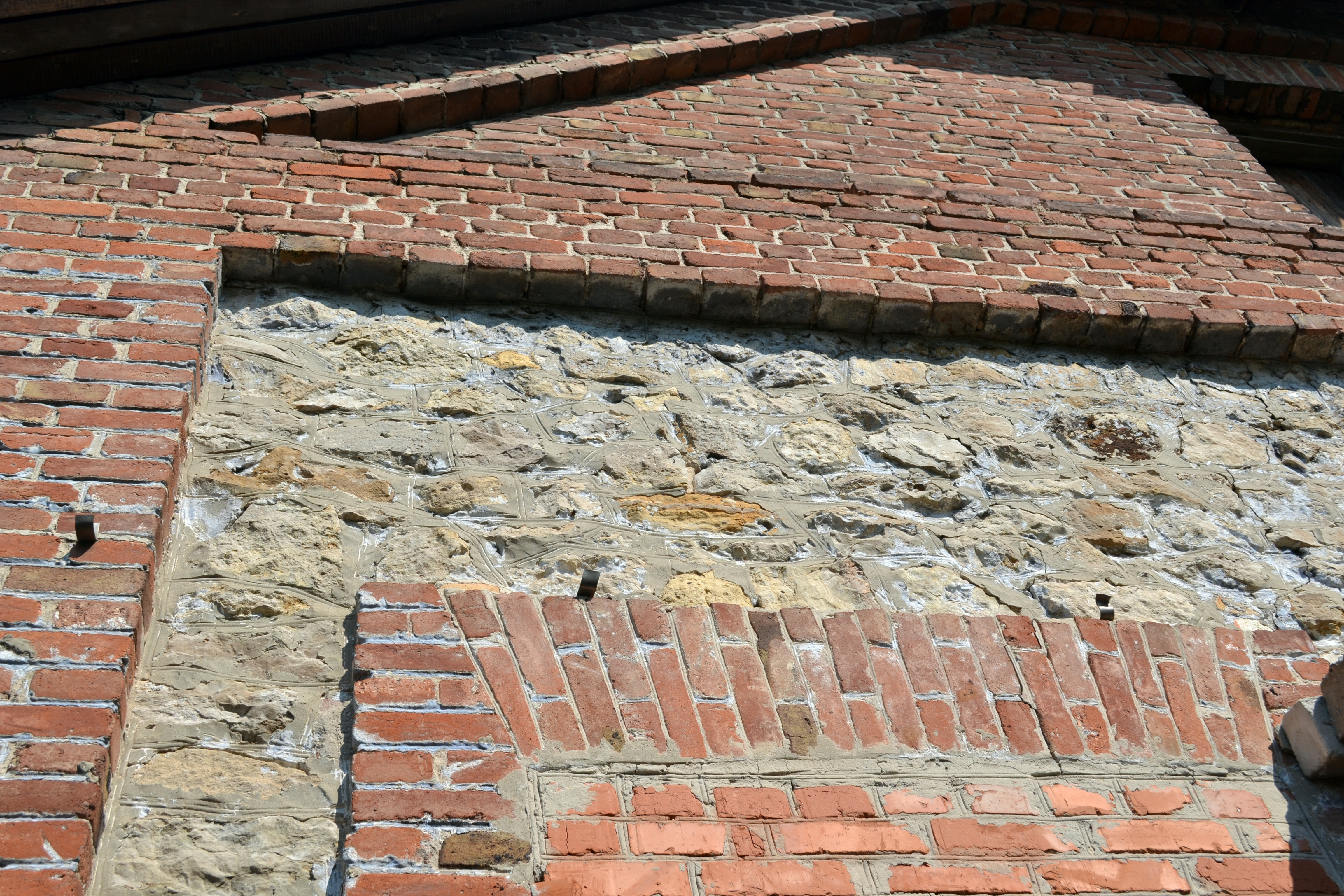

## Розсолопровід
Бельгійський розсолопровід Карфаген-Лисичанськ, довжина 37 км. Водою з Сіверського Дінця розчиняли поклади солі поблизу Бахмута, а розчин повертали на содовий завод.
Окрім кінцевих працювали ще 3 допоміжні насосні станції.
- на мапі Google

Станція перекачки соляного розчину поблизу Вовчоярівки
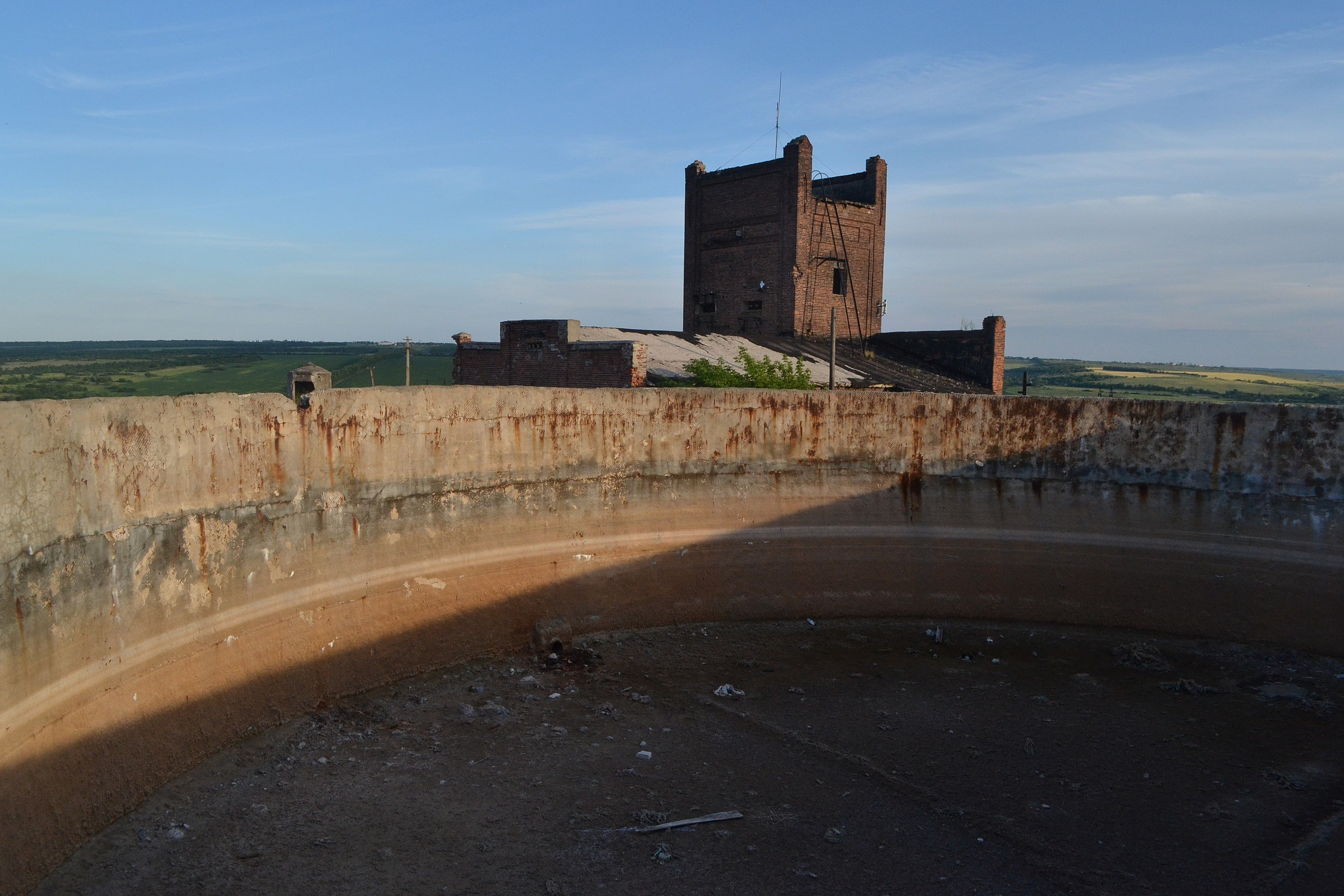
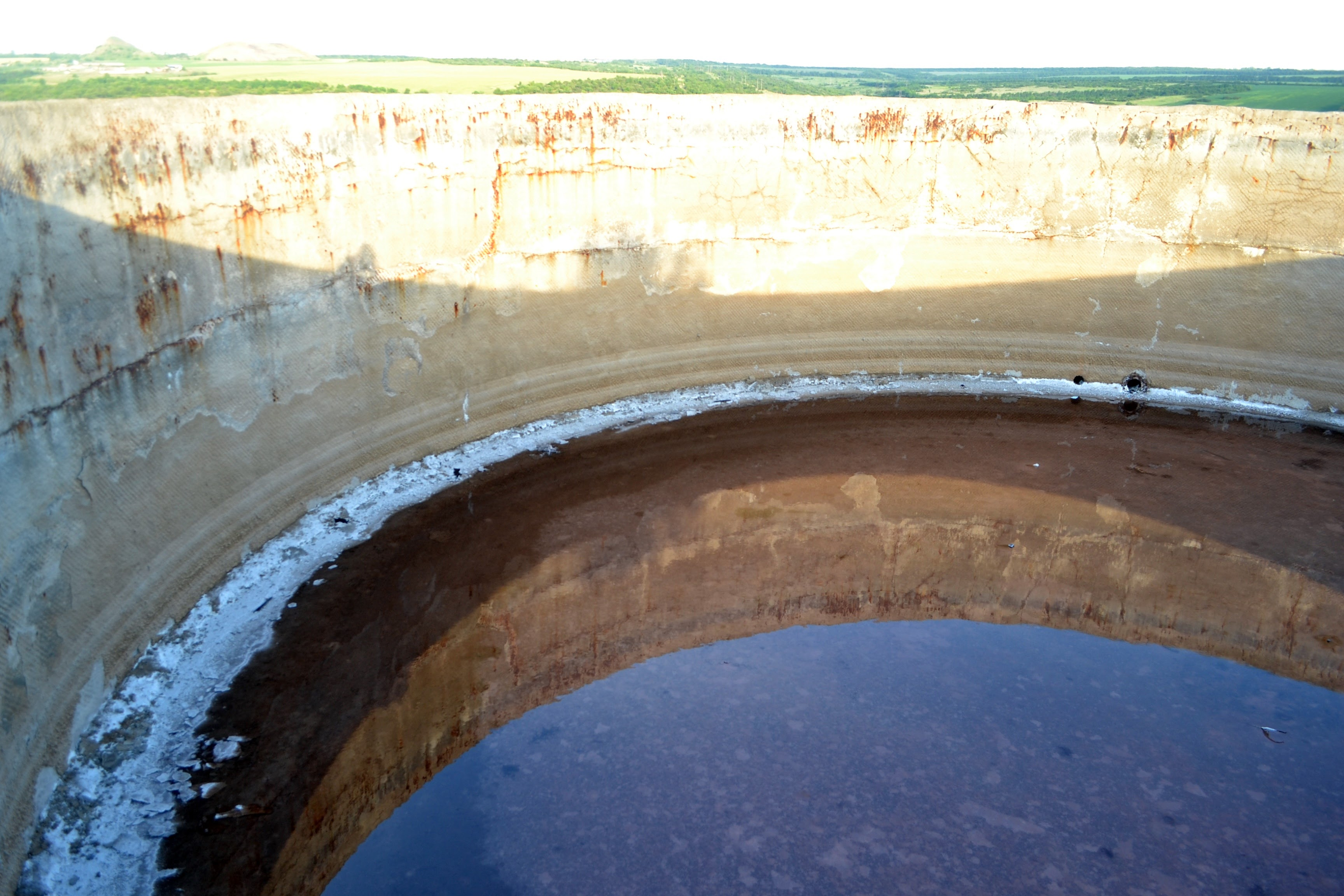
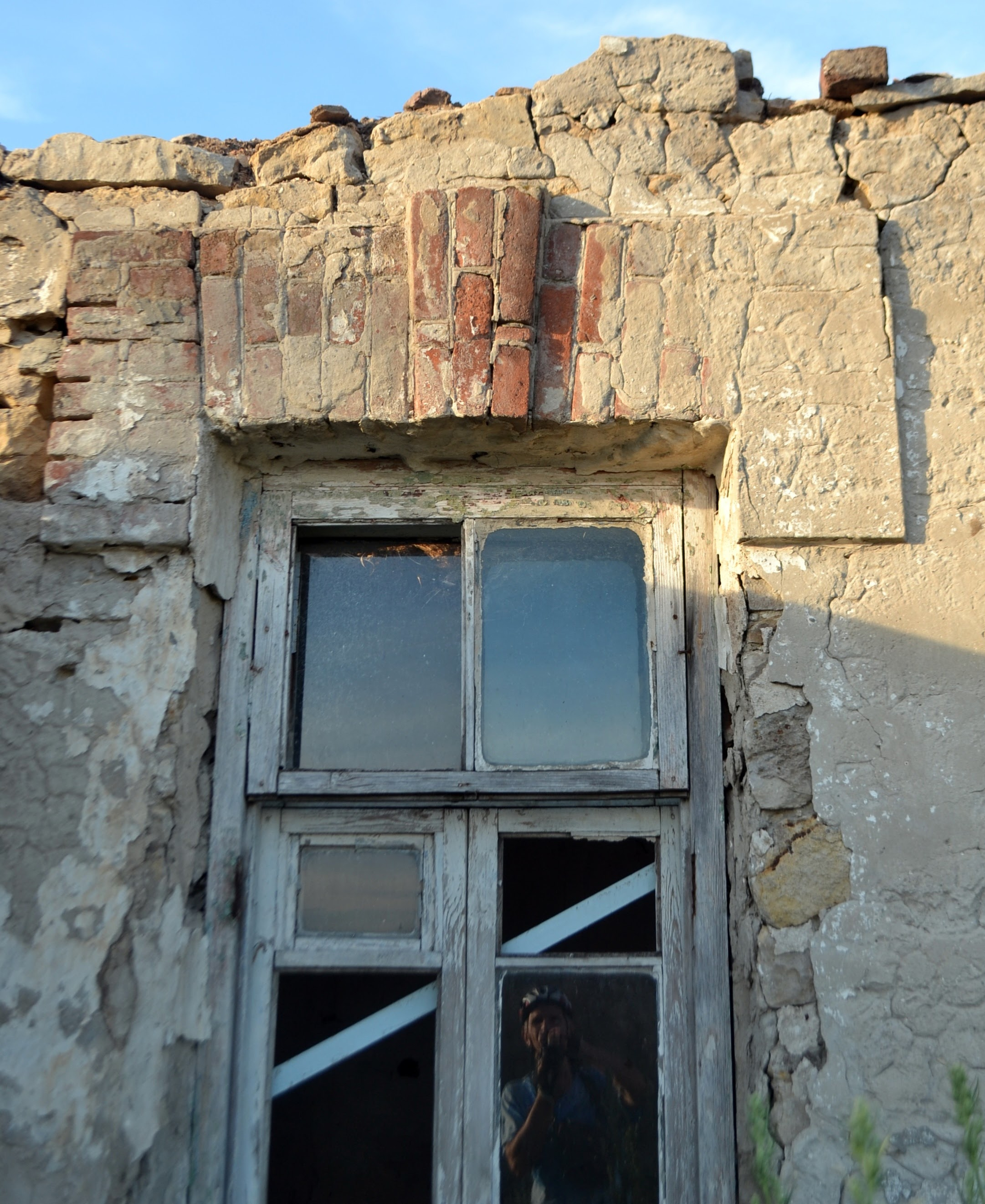
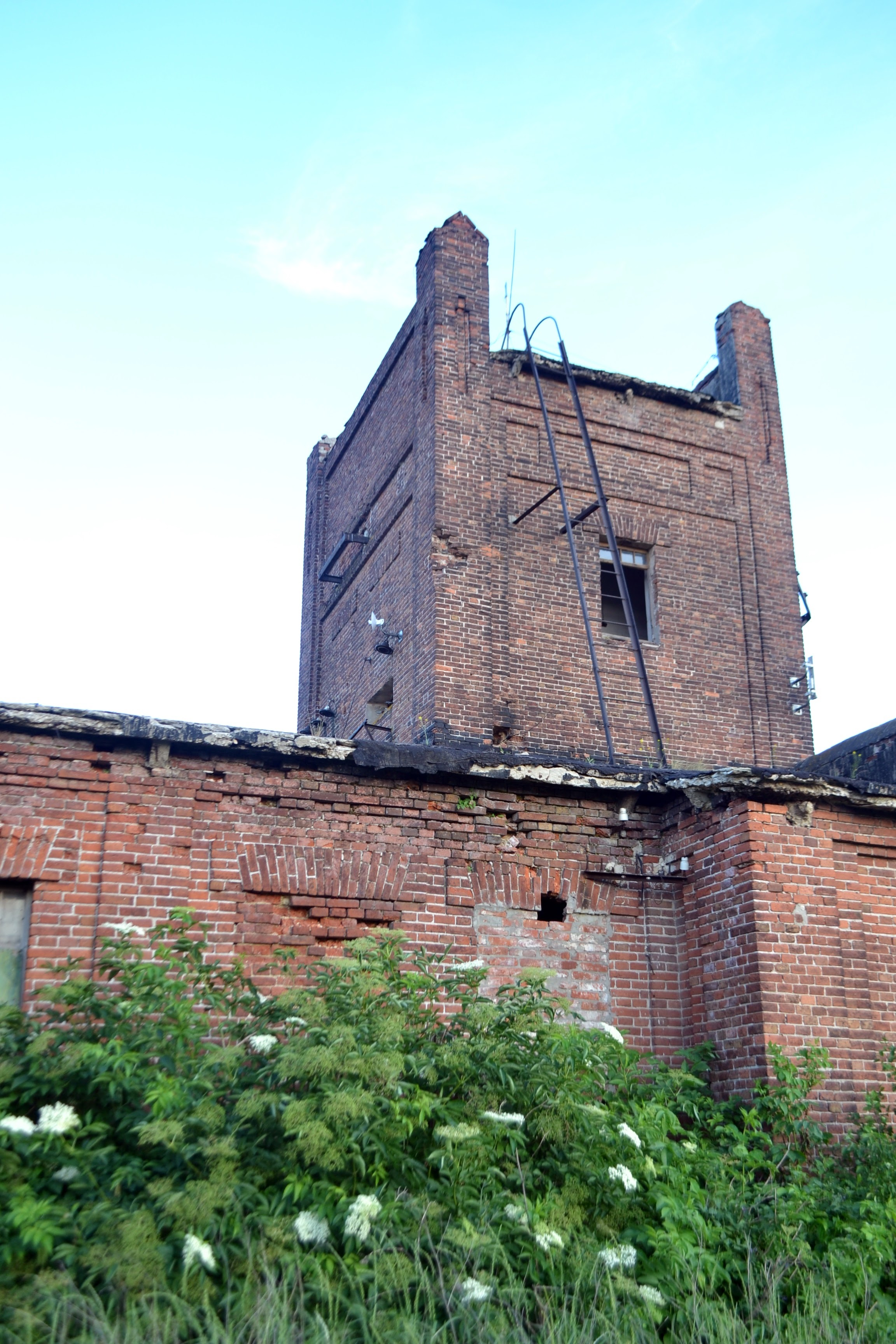
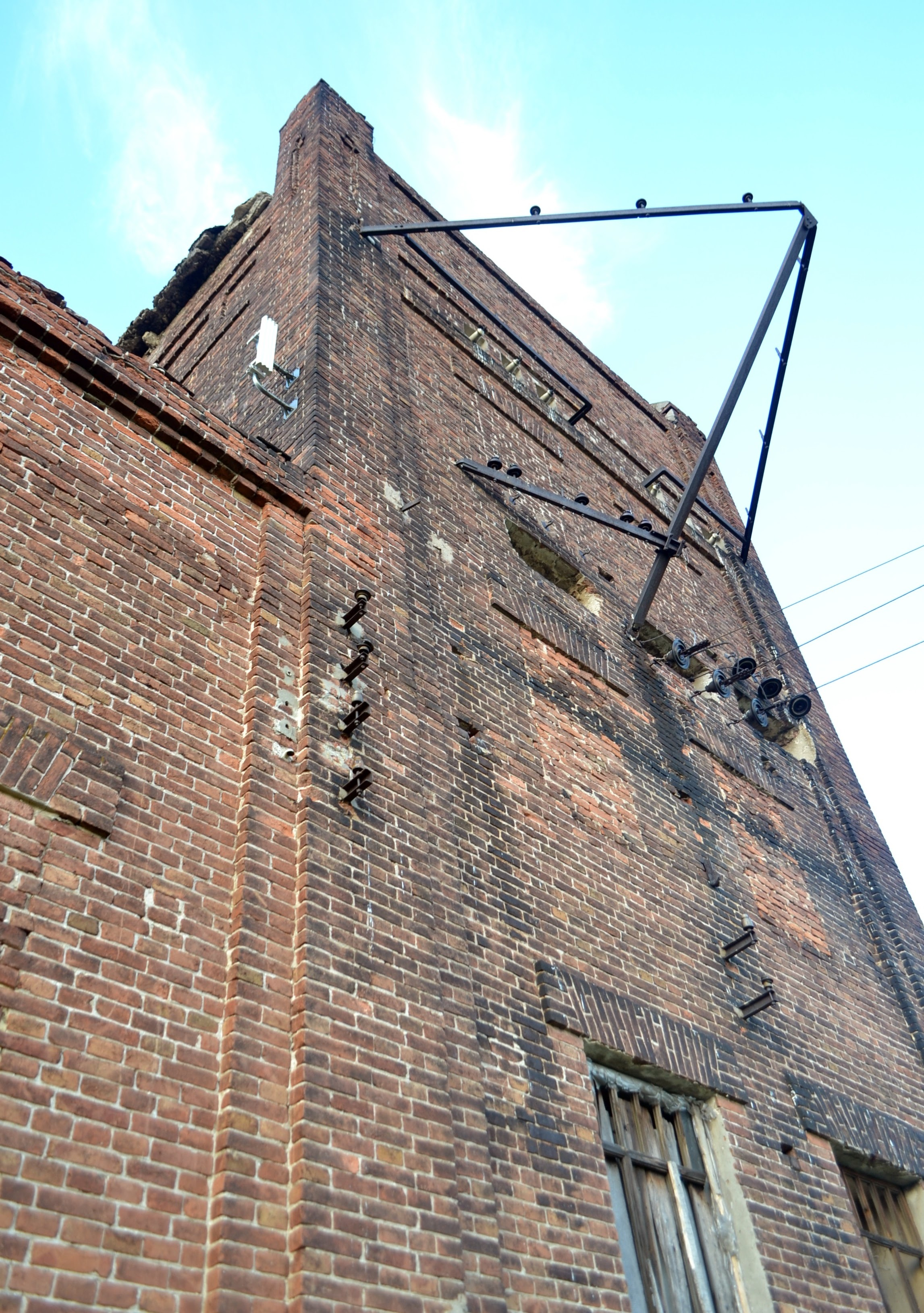

- на мапі Google

Станція перекачки соляного розчину поблизу Лоскутівки
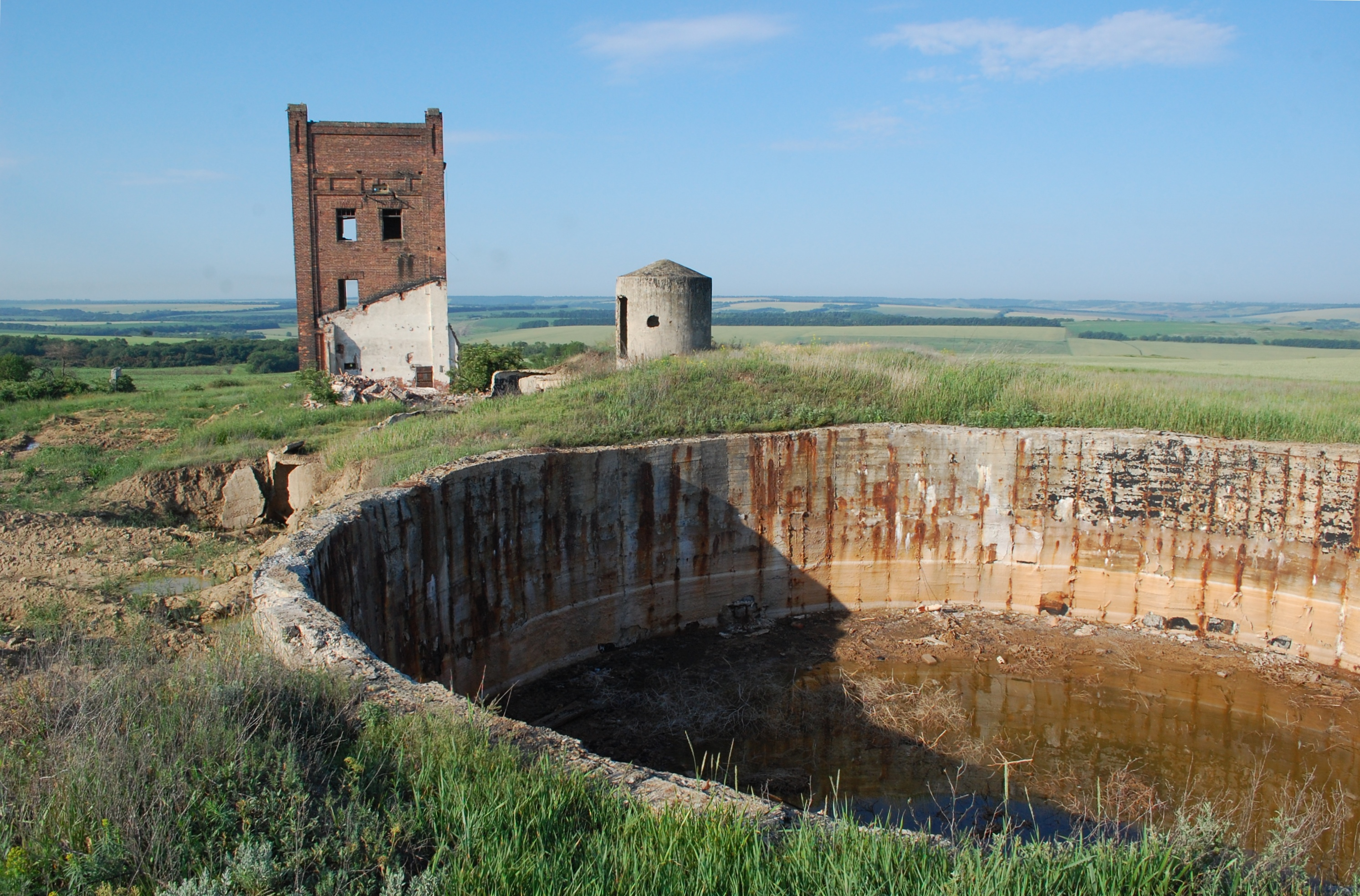
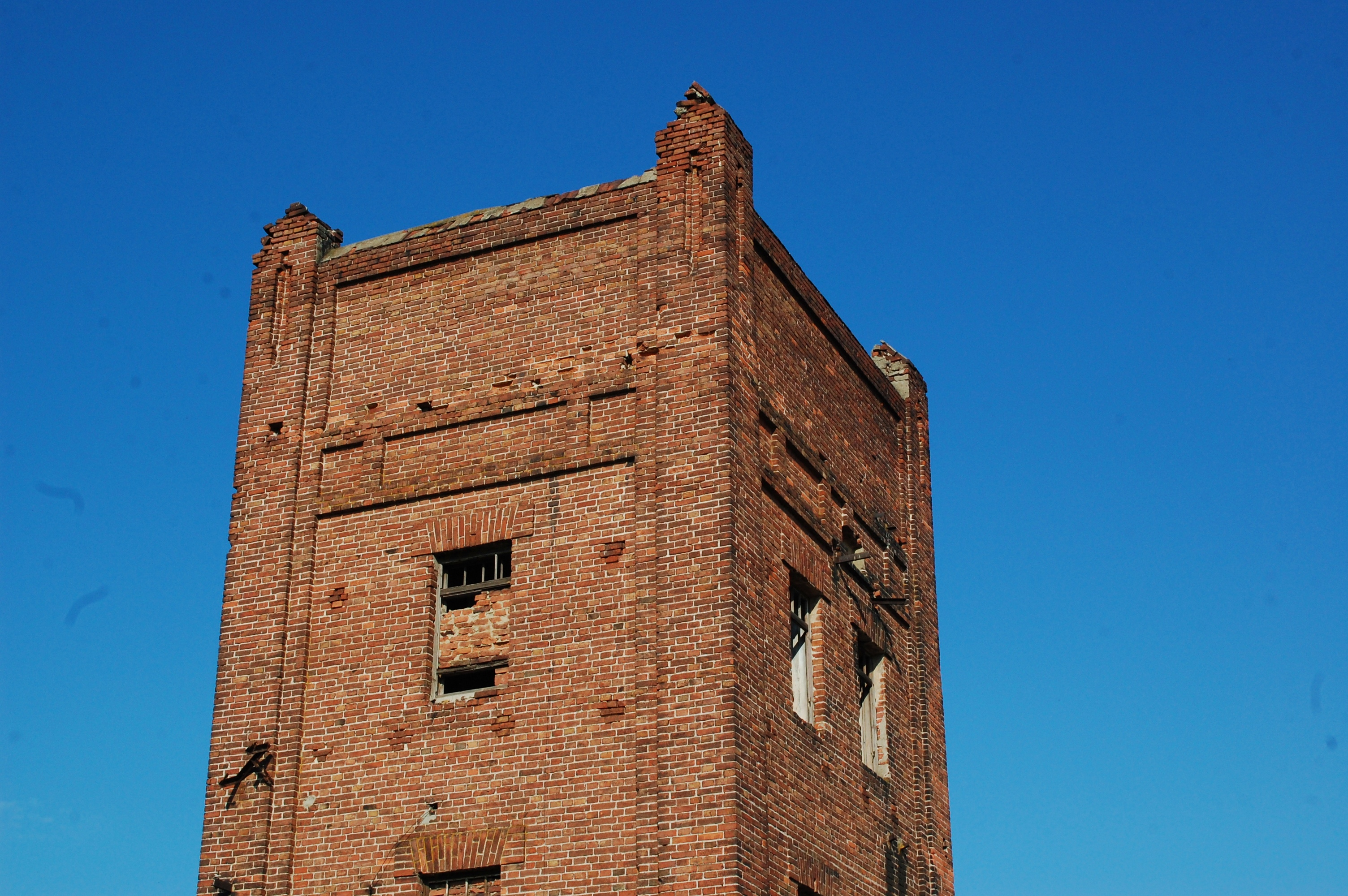
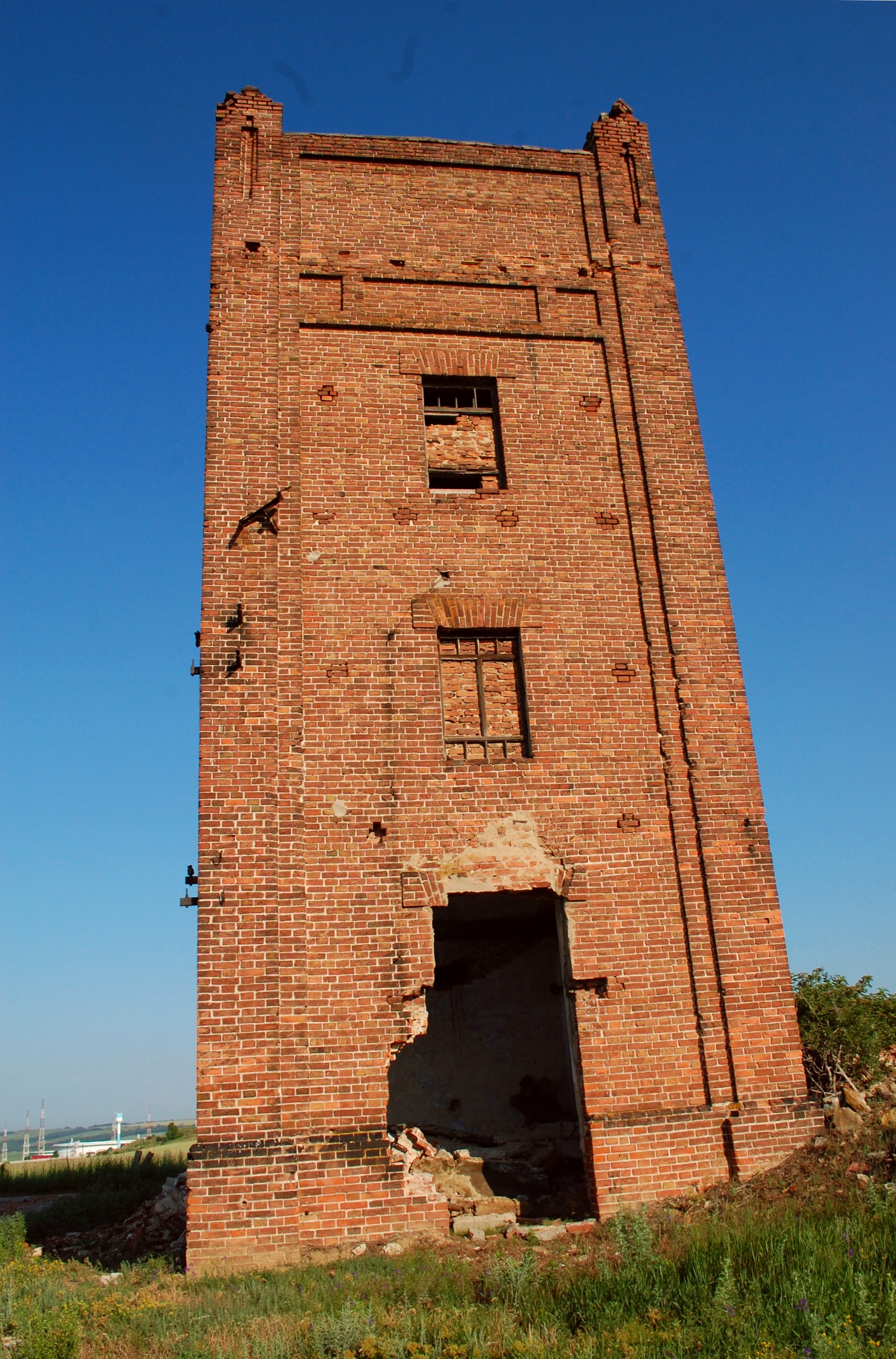
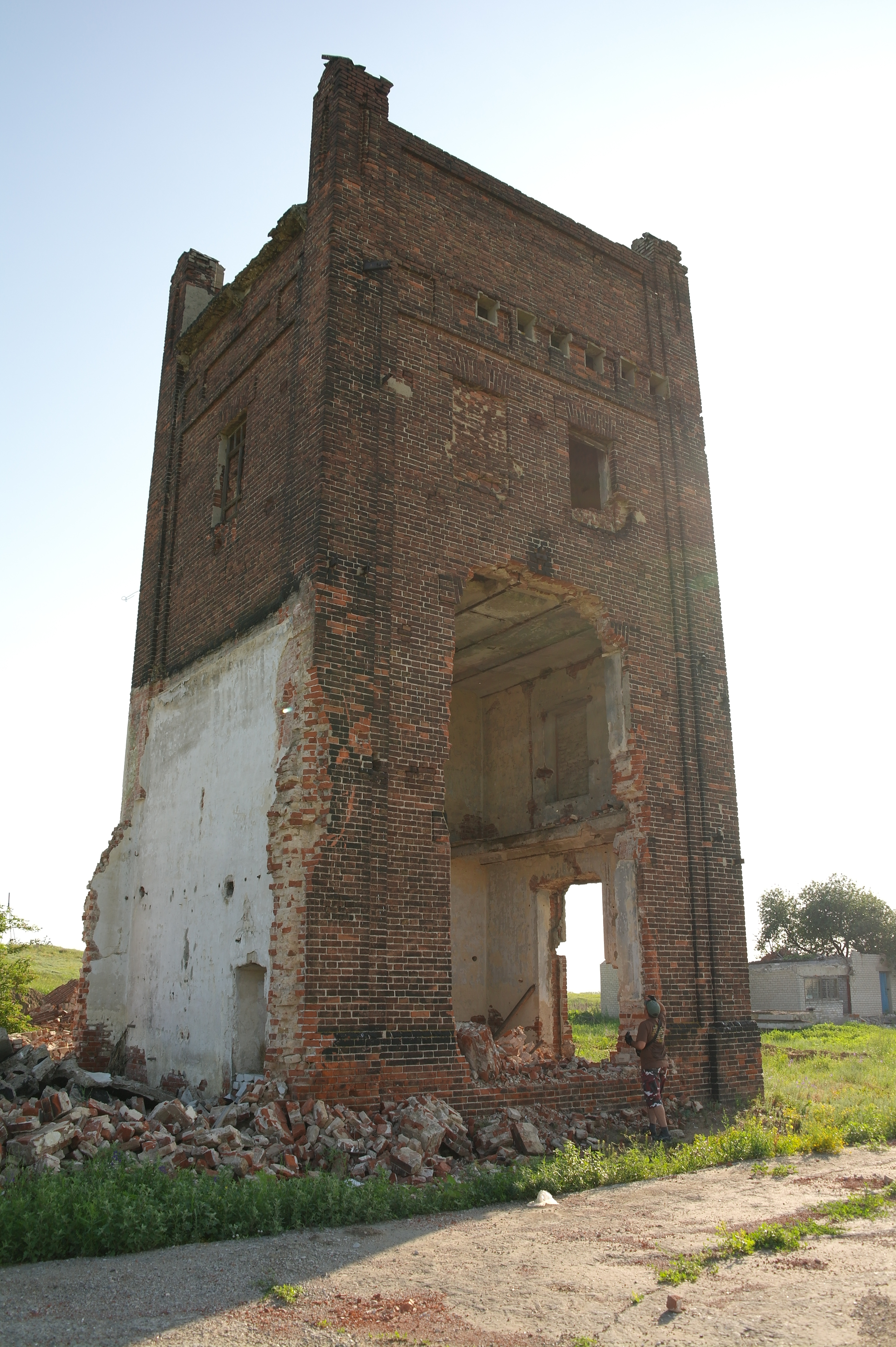
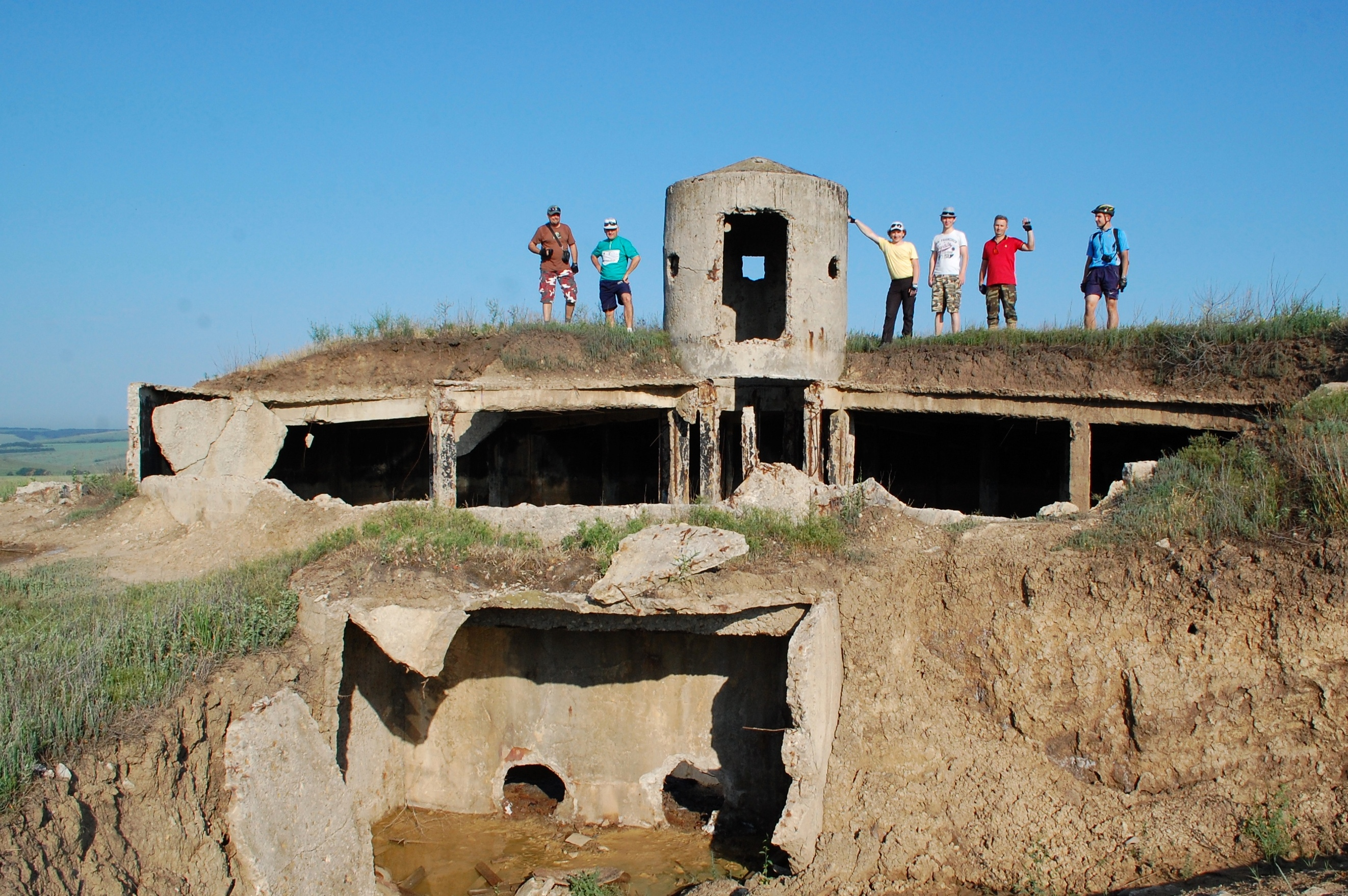

- Рассолопровод. 11.04.2013 Лисичанск

## Згадки у ЗМІ
- Бельгійський Лисичанськ //04.05.2021 [Архівовано 14 травня 2021 у Wayback Machine.]
- Лисичанск. Бывшая больница бывшего содового завода //21.05.2014 [Архівовано 20 травня 2021 у Wayback Machine.](рос.)
- Нищать культурну спадщину: відомі будівлі Сєвєродонецька та Лисичанська, які зруйнувала російська армія //29 БЕРЕЗНЯ 2023
- Наймасштабніше історичне розслідування про схід України
- Бельгійська спадщина Лисичанська, або розвінчання фейку про "русский Донбасс"
- Європейський слід в історії Південно – Східної України: Бельгійська спадщина Лисичанська
- Бельгійська спадщина Лисичанська: актуальний стан справ та подальші кроки щодо збереження
- Шматочок давньої успішної Бельгії на теренах Українського Степу– місто Лисичанськ
- "Лисичанська Бельгія": як росіяни знищують історичну та ...
- Європейський Донбас. Що робили бельгійці у Лисичанську?
- Бельгійський спадок Лисичанська
- НАЙБІЛЬША БЕЛЬГІЙСЬКА СПАДЩИНА ЗА КОРДОНОМ
- У Лисичанську горіла бельгійська лікарня 19 століття, яку порівнювали з Гоґвортсом
- Лисичанськ Луганської області отримав премію «Бельгійська спадщина за кордоном»
- Найбільша бельгійська спадщина Луганщини втрачена, — режисер фільму “Євродонбас”